# Ludwig Hoffmann (architecte)
Pour les articles homonymes, voir Ludwig Hoffmann et Hoffmann.

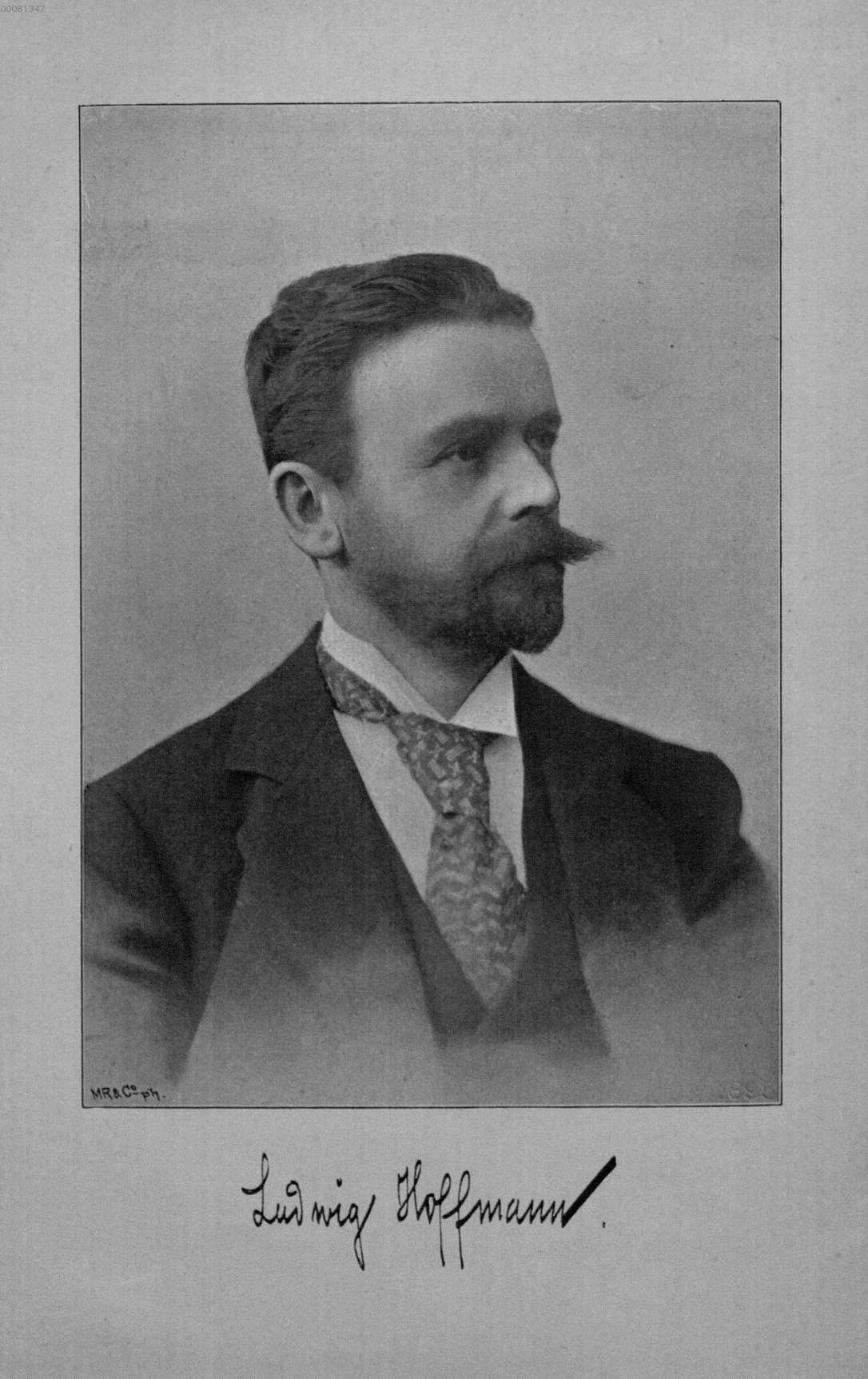
Portrait de Ludwig Hoffmann, vers 1895

Ludwig Ernst Emil Hoffmann (né le 30 juillet 1852 à Darmstadt et mort le 11 novembre 1932 à Berlin est un architecte allemand et architecte de la ville de Berlin de 1896 à 1924. Il a eu une influence formatrice sur l'architecture de Berlin à une époque où la capitale était en pleine expansion. Il a pu planifier et réaliser de nombreux bâtiments de l'administration publique, écoles, ponts, piscines, hôpitaux et autres bâtiments urbains. Dans ses mémoires, Hoffmann dénombre 300 bâtiments sur 111 sites de construction. La construction de l'hôpital Rudolf Virchow, des Heilanstalten in Berlin-Buch (de), de 69 écoles ainsi que de piscines publiques comme la Baerwaldbad sont des exemples typiques de son travail. L'activité d'Hoffmann en tant que conseiller municipal pour la construction s'étend sur la période d'essor économique et de croissance de l'Empire allemand, de la Première Guerre mondiale et de la révolution allemande de 1918-1919 ainsi que les années d'hyperinflation de la république de Weimar.
Le premier bâtiment construit par Hoffmann fut le Reichsgerichtsgebäude (de) à Leipzig. Issu de l'école de feu Schinkel, Hoffmann poursuit un style de l'historicisme moderne. Hoffmann a utilisé des formes historiques, mais les a souvent assemblées de manière peu orthodoxe. Il a souvent adopté ces formes à partir de l'architecture de la Renaissance ou du Baroque italien, plus tard également à partir de la Renaissance nord-allemande. Ses contemporains ont loué la clarté et la simplicité de ses bâtiments. Hoffmann lui-même attachait de l'importance à la conception individuelle de chaque bâtiment et à une pénétration artistique et artisanale de tous les détails. Il a rejeté le langage formel de l'architecture moderne ainsi que ses méthodes de production industrielle.
Julius Posener résume son œuvre comme « l'expression la plus mûre et la plus riche des aspirations « officielles » de l'époque. [...] Hoffmann n'était pas un homme de L'art pour l'art. La beauté de ses écoles, bains, hôpitaux faisait partie de la réforme sociale ». Wolfgang Schäche l'a décrit comme un bourgeois de l'Empire allemand. Il voulait pacifier socialement l'empire grâce à ses bâtiments, et non le vaincre. Dans la république de Weimar, Hoffmann entre rapidement en conflit avec les architectes modernistes et est largement oublié peu après sa mort. Les critiques l'ont accusé d'éclectisme et de médiocrité. Ce n'est que depuis la fin des années 1970, sous l'impulsion de Posener et Schäche, qu'il est à nouveau plus largement reconnu.

## Famille

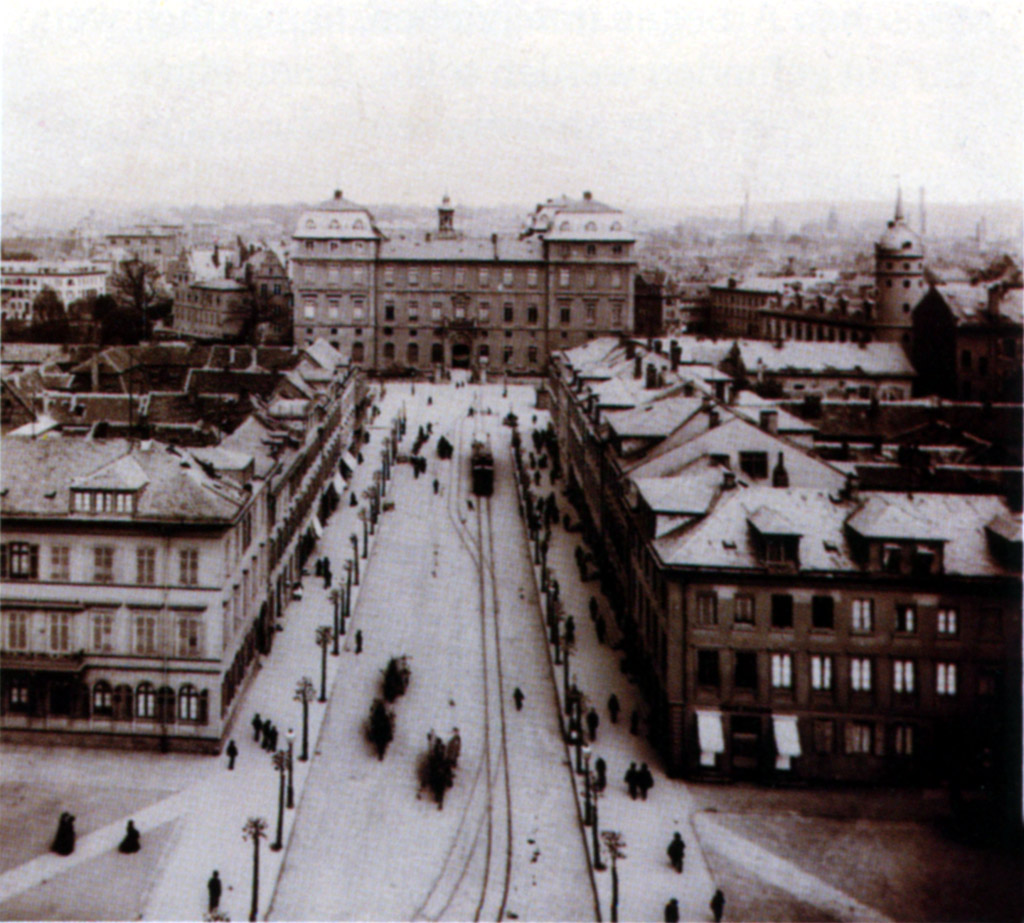
Darmstadt 1866. Hoffmann passe son enfance et sa jeunesse dans la ville.

Hoffmann naît à Darmstadt, fils du député du Reichstag Carl Johann Hoffmann (de) national-libéral et de sa femme Mathilde. Son frère cadet Arthur (de). (1855-1936) était médecin. Sa mère meurt en couches lorsque Hoffmann a six ans. Un an plus tard, le père s'est remarié. Hoffmann a six frères et sœurs, pour la plupart demi-frères et demi-sœurs par alliance. Selon Hoffmann, sa belle-mère « nous a préparé une jeunesse telle que je la souhaite à chaque enfant ». Le père de Ludwig, Carl Johann, travaillait à plein temps comme avocat et, en plus de son mandat au Reichstag, il a été pendant un temps membre du Landtag de Hesse ainsi que président de la deuxième chambre du Landtag. Hoffmann a décrit son enfance et sa jeunesse comme ayant grandi dans la sécurité de la classe moyenne. Un style de vie simple et modeste prévalait dans la maison malgré la richesse. Hoffmann nota plus tard que ses parents et grands-parents lui avaient appris à se rendre utile à la société. Sa belle-mère meurt en 1874 en donnant naissance à leur quatrième enfant. Le père meurt huit semaines plus tard d'une crise cardiaque.
Le grand-père de Ludwig Hoffmann, Emil Hoffmann, est issu d'un milieu modeste et a fait fortune en tant qu'entrepreneur. Il a ainsi soutenu, entre autres, la campagne d'Allemagne contre Napoléon ainsi que la lutte pour la liberté des Grecs. Emil Hoffmann a été pendant un temps membre de la seconde chambre des États du grand-duché de Hesse (de) jusqu'à ce que le gouvernement de l'État de Hesse le fasse démettre de cette chambre.

## Jeunesse et éducation

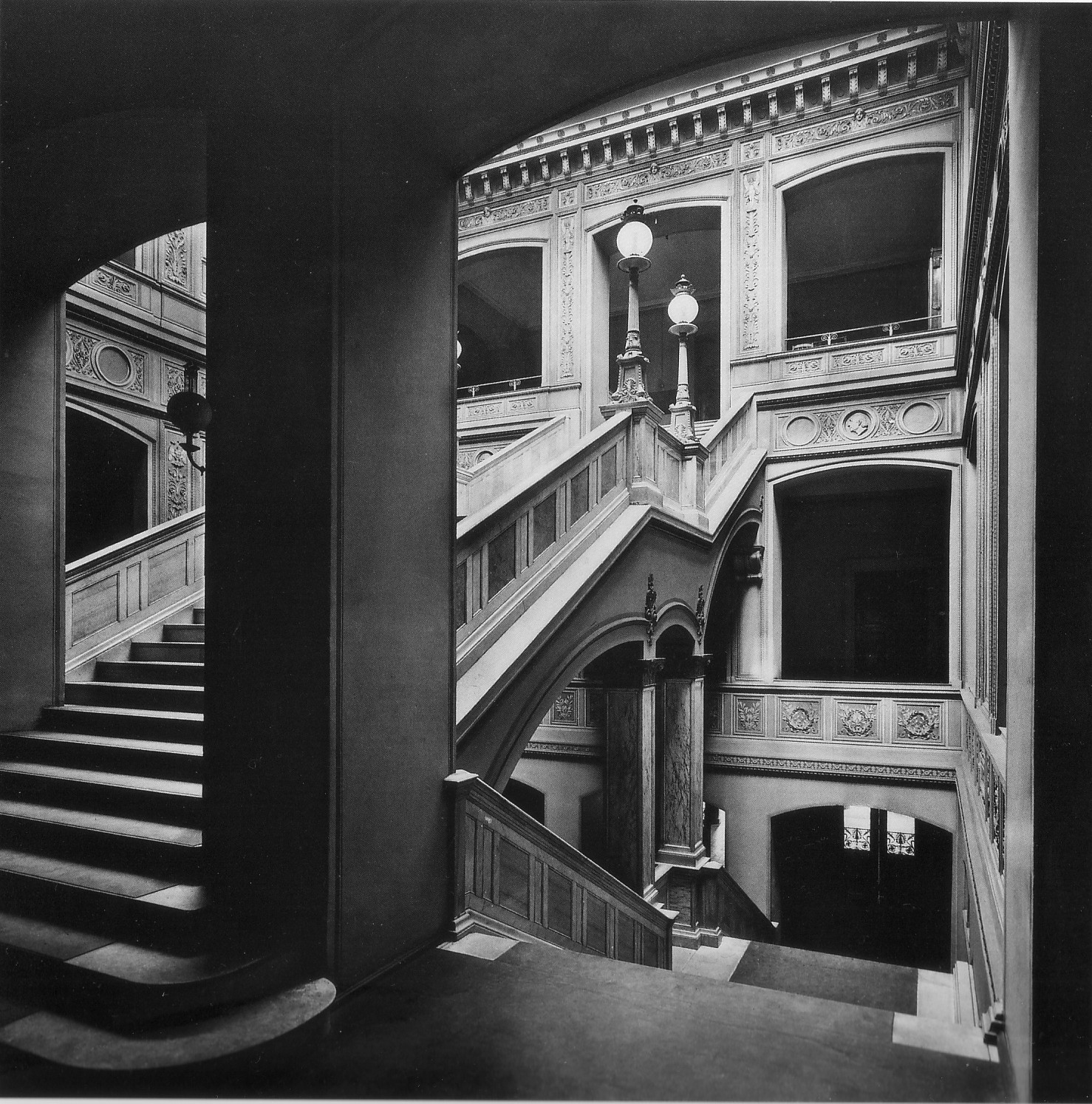
Escalier de la Bauakademie (1911), où Hoffmann a étudié.

Dans son enfance, Hoffmann se lie d'amitié avec le garçon du voisin Alfred Messel. Tous deux fréquentent l'école Schmitz et plus tard le lycée Louis-Georges (de). Si Messel comprend très tôt qu'il veut devenir artiste, Hoffmann semble plus longtemps indécis. Dans sa jeunesse, il évoque encore de carrières possibles en droit ou en tant que chimiste. Cependant, Messel et lui décident finalement de suivre une formation d'architecte après avoir obtenu leur diplôme en 1870 et avoir servi comme volontaire d'un an dans l'armée. Hoffmann fait ses études avec son ami d'enfance Alfred Messel à l'Académie d'architecture de Berlin à partir de 1874. Hoffmann nommera plus tard Friedrich Adler, Richard Lucae (de), Julius Carl Raschdorff et Heinrich Strack comme d'importants partenaires d'influence à cet endroit. C'est avec Strack qu'il passe ses examens. Hoffmann et Messel étaient tous deux actifs au sein de l'Association académique Motiv Berlin (de). Tout au long de leurs études, ils vivent ensemble et travaillent également ensemble sur la plupart des projets.
La formation comprenait une année de formation pratique en tant que « Baueleve », que Messel et Hoffmann ont passée à Kassel. Ils y ont passé presque tout le temps à faire des copies. Une activité qu'aucun d'entre eux n'a appréciée ni trouvée particulièrement instructive. En 1879, Hoffmann réussit le premier examen d'État à la Bauakademie à sa troisième tentative. Après que Messel a remporté le prix Schinkel (de) de l'Association des architectes de Berlin en 1881, Hoffmann a également participé au concours Schinkel en 1882, avec Bernhard Sehring (de), et l'a également remporté avec un projet pour l'Île aux Musées de Berlin. Messel a emporté le prix lors d'un voyage éducatif en Italie, que Hoffmann a également effectué peu de temps après, lorsqu'il a remporté le concours.
Si les carrières professionnelles et privées d'Hoffmann et de Messel sont identiques jusque dans les années 1890, ils se séparent ensuite sur le plan professionnel. La participation séparée au concours Schinkel a été le premier moment où tous deux ont pris des chemins différents. Alors que Messel travaille seul depuis lors, Hoffmann continue de s'entourer d'associés comme Peter Dybwad et décide finalement de faire carrière dans la fonction publique. Messel, après un bref intermède dans le monde universitaire, est devenu l'un des premiers « architectes privés » à avoir réussi.
En privé, les deux hommes sont restés étroitement liés. Au début du siècle, ils vivaient dans la même maison à Berlin. C'est dans cette maison qu'Hoffmann a rencontré sa future épouse Maria Weißbach, qu'il a épousée en 1895.

## Première expérience pratique
Pour obtenir son deuxième examen d'État, Hoffmann doit effectuer quatre ans de travaux pratiques conformément au règlement des études de l'époque. Il a rejoint le bureau de Franz Schwechten à Berlin en 1879 et devient directeur des travaux publics. À ce poste, il participe aux travaux techniques de la construction du Magasin de l'armée et de la marine (de) dans la Dorotheenstraße. Le 21 février 1884, Hoffmann passe le deuxième examen d'État, qui le qualifie comme maître d'œuvre. Sa carrière indépendante débute dans les années 1880 lorsqu'il remporte le concours pour le Reichsgerichtsgebäude à Leipzig avec Peter Dybwad (de). Les travaux de ce bâtiment ont duré dix ans.

## Cour impériale

### Travaux préliminaires

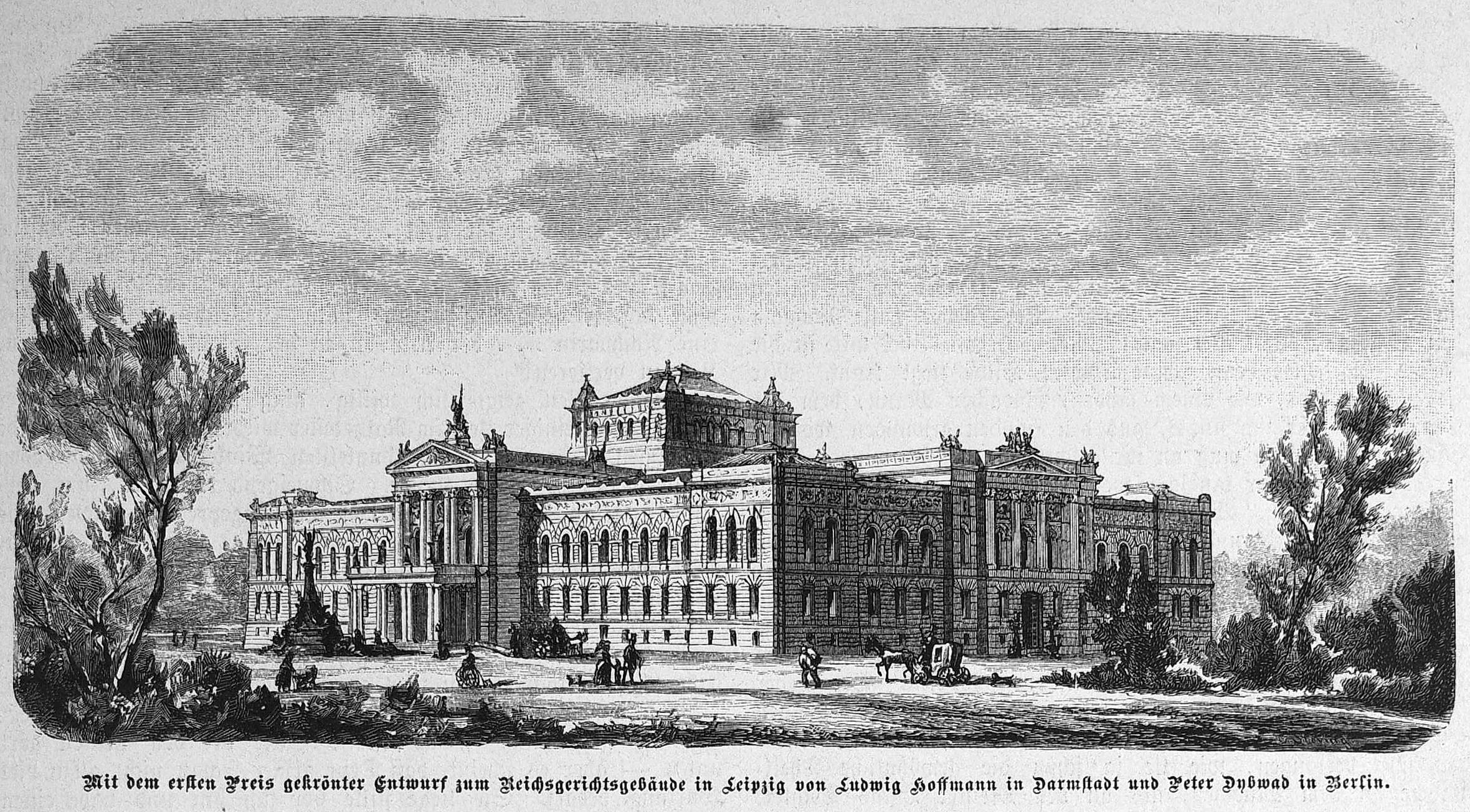
Dessin du concours avec lequel Hoffmann / Dybwad a remporté le premier prix. (Die Gartenlaube 1885)

Hoffmann est arrivé deuxième au concours Schinkel de 1882 avec son projet d'aménagement de l'Île aux Musées. Le jury a particulièrement apprécié la clarté du design. Le prix comprenait une bourse pour un voyage en Italie. Hoffmann a voyagé avec Peter Dybwad via la France et la Suisse à Naples, Pompéi, Rome, Florence, Sienne et Gênes. Sur le chemin du retour, Hoffmann et Dybwad font une pause de trois mois à Munich, au cours de laquelle ils participent au concours pour le Reichsgericht de Leipzig, qui doit être nouvellement construit. Alors que les premières études d'Hoffmann sont encore fortement influencées par le néo-classicisme dans la succession de Karl Friedrich Schinkel, tel qu'il prévaut à la Bauakademie de Berlin, il utilise un design différent pour le Reichsgericht. Après que Paul Wallot a remporté le concours un peu plus tôt avec son projet de palais du Reichstag, qui s'inspirait de l'architecture italienne de la Renaissance tardive, Hoffmann s'est également inspiré de son répertoire de formes. Poursuivant leur voyage, ils apprennent à Ferrare le 15 mai 1885 qu'à leur grande surprise, « en reconnaissance de la simplicité et de la clarté obtenues par les auteurs », ils étaient les gagnants du premier prix du concours pour la construction de la Cour impériale.

### Réalisation et reconnaissance

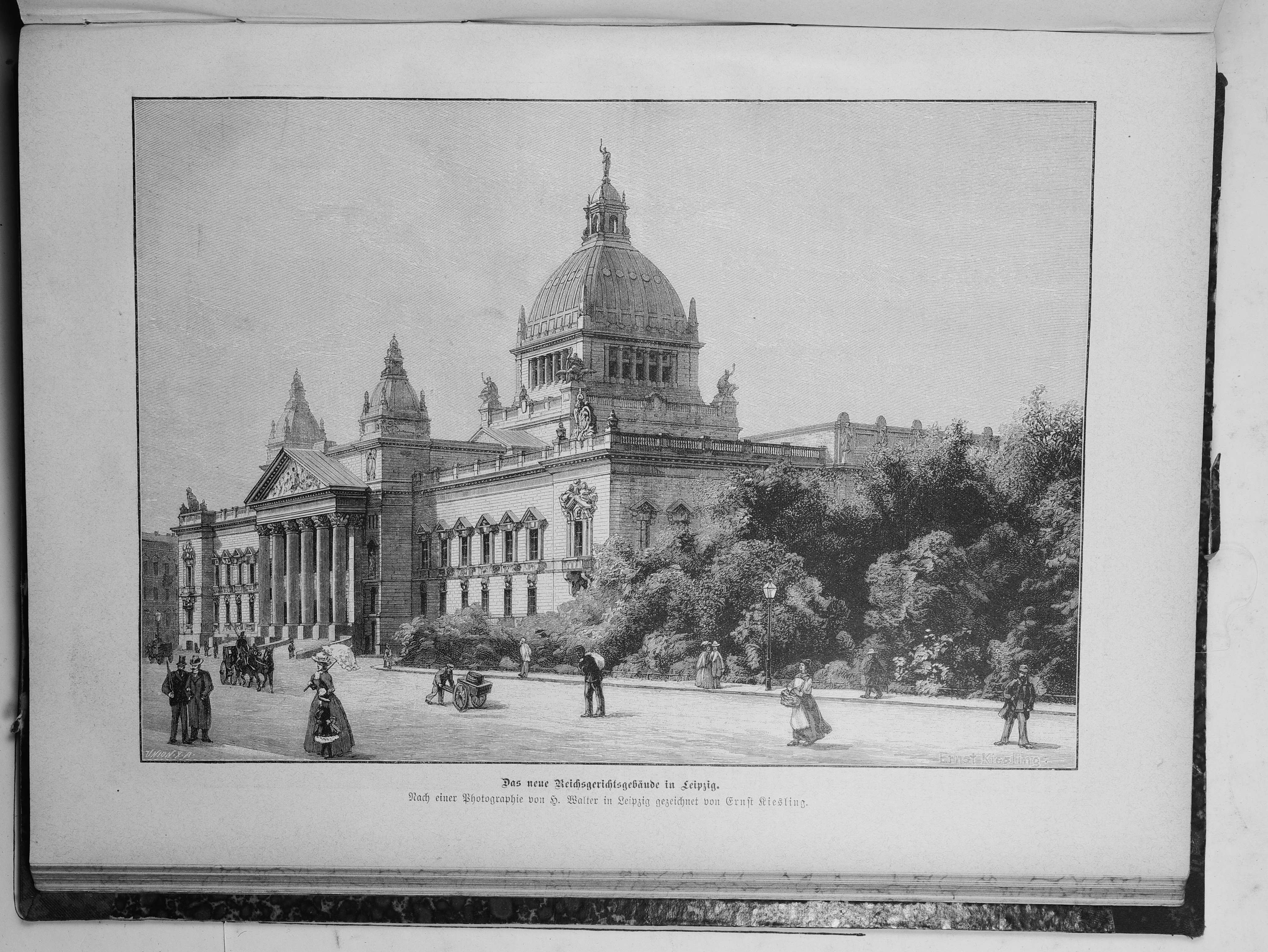
Bâtiment de la cour impériale (Die Gartenlaube 1895)

Hoffmann avait 35 ans, n'avait pas encore réalisé un seul bâtiment en tant que gestionnaire et se voyait maintenant confier la construction de l'un des bâtiments les plus importants de l'Empire allemand. Contrairement à ses tâches précédentes, il a pu travailler relativement librement ici. Le ministère prussien des Travaux publics, pour lequel Hoffmann travaillait officiellement à l'époque, avait restreint son travail et lui avait donné des spécifications rigides. Il travaille désormais pour l'Office du Reich à la Justice de l'Empire allemand, qui lui accorde plus de liberté.
Hoffmann a modifié la quasi-totalité du projet de concours au cours de la construction et a effectué plusieurs voyages d'étude en Italie pour une planification plus détaillée. Le dimensionnement correct de la coupole lui a causé des difficultés particulières. Hoffmann a donc fait réaliser une maquette du bâtiment dans laquelle la hauteur de la coupole pouvait être réglée à l'aide d'une manivelle. Ce n'est qu'après des mois qu'il a pu décider d'une coupole plus haute que celle prévue à l'origine. Hoffmann décrira plus tard ces dix années de construction comme la « véritable école de sa vie ». Néanmoins, tant la presse spécialisée que les clients ont été enchantés par le bâtiment tout au long de sa construction. L'empereur Guillaume II, qui peu avant avait publiquement qualifié le Reichstag de Wallot de « summum du mauvais goût », fait l'éloge du Reichsgericht. Le talent d'organisateur d'Hoffmann était également évident ; en effet, toutes les estimations de coûts et de délais pour la construction de la cour impériale ont été respectées, et dans certains cas, elles ont même été sous-estimées.
Hoffmann a gravi les échelons de la hiérarchie de la fonction publique. Jusqu'à l'achèvement du Reichsgerichtsbau en 1895, Hoffmann était « Königlicher Baurat », qui était le deuxième titre le plus élevé de l'Empire allemand. En 1906, il a reçu le titre de « Geheimer Baurat », le plus haut titre de fonctionnaire qu'il pouvait obtenir.

### Retour à Berlin
Après l'inauguration du bâtiment du Reichsgericht en 1896, Hoffmann retourne à Berlin. Avec Marie Weisbach, qui s'était mariée peu de temps auparavant, il s'installe 121D Potsdamer Straße dans la maison où vivait aussi Alfred Messel. En 1901, le couple s'installe dans le Tiergartenviertel (de) dans la Margaretenstraße, toujours à proximité de Messel, qui s'était installé dans la Schellingstraße voisine,. Marie et Ludwig Hoffmann séjournent ici et achètent la maison. Après la mort de son mari, Marie Hoffmann s'installe dans la maison numéro 7, qui appartenait au Reichsbund des deutschen Baugewerbes.

## Conseiller municipal chargé de la construction à Berlin

### Situation initiale et élection
Après l'achèvement du palais de justice, dont la conception a été publiquement louée par l'empereur, Hoffmann reçoit une offre pour intégrer le secrétariat d'État impérial de l'Intérieur en tant que chef de la construction et conseiller conférencier. Il y aurait succédé à feu August Busse (de). Nominalement, il s'agissait de la plus haute position qu'un architecte allemand pouvait atteindre dans l'Empire allemand. Hoffmann, cependant, a refusé : Malgré sa position élevée, cette fonction aurait consisté principalement en des activités administratives et l'adhésion à des commissions de concours d'architecture. Hoffmann n'aurait pu construire que très peu de choses elle-même, car le Reich ne prévoyait pratiquement pas de nouveaux bâtiments. Le seul bâtiment en vue à l'époque est l'Office allemand des brevets et des marques de la capitale. Dans le même temps, Hoffmann s'abstient de devenir architecte indépendant, ce qui aurait certainement été le choix le plus favorable pour lui sur le plan financier. Mais il veut continuer à réaliser des bâtiments pour le secteur public.
Au même moment, Ludwig Hoffmann reçoit une offre verbale de la magistrature de Berlin pour succéder à Hermann Blankenstein comme Stadtbaurat. En 1896, il est nommé conseiller municipal chargé de la construction et entre en fonction le 1er octobre de la même année. Au cours des 28 années suivantes, Hoffmann et son équipe ont laissé leur empreinte sur la ville avec plus de 300 bâtiments urbains individuels.
Le 6 février, l'Assemblée de la ville de Berlin élit Hoffmann comme conseiller municipal chargé des bâtiments pour douze ans, par 104 voix sur 108. La condition étant qu'il renonce à toute activité de construction privée ainsi qu'à tout emploi simultané dans des sociétés ou des entreprises publiques. À cette époque, Berlin devenait une métropole et la ville commençait à se sentir responsable du bien-être de sa population. Cela comprenait des écoles pour tous les résidents, des soins adéquats pour les malades et le maintien de l'hygiène publique. Hoffmann, comme son prédécesseur Hermann Blankenstein, s'est attaqué à ces tâches et a ainsi joué un rôle décisif dans la formation de l'image de la ville de Berlin.
Blankenstein avait occupé cette fonction pendant 24 ans, de 1872 à 1896. Après la fondation de l'Empire allemand en 1871, un boom de la construction s'est développé, particulièrement dans la nouvelle capitale du Reich, Berlin. La ville a commencé à développer sa propre activité de construction. Blankenstein avait un champ d'activité plus large que tous ses prédécesseurs. Il est par exemple responsable de la construction de nombreuses écoles ainsi que d'hôpitaux, du programme Markthallen à Berlin (de) et de la construction de grands abattoirs derrière le Friedrichshain, qui servent à introduire l'abattage obligatoire et l'inspection publique des viandes. Blankenstein a construit des installations de désinfection et les deux premières piscines intérieures publiques de Berlin, à Moabit et Friedrichshain. Au cours des dernières années du mandat de Blankenstein, le magistrat avait toutefois reporté d'importants projets de construction dans l'attente du nouveau conseiller en bâtiment. Lorsque Hoffmann a pris ses fonctions, il fallait s'y attaquer immédiatement.

### Différences avec son prédécesseur, Blankenstein
Blankenstein a construit un style uniforme en briques, dont la seule accentuation réside dans l'alternance de briques claires ou foncées. La solution technique a primé sur un design ostentatoire. Les contemporains ont souvent critiqué ce « style uniforme » sans fioritures. Plus l'empire devenait fort et important, plus le public souhaitait des bâtiments plus représentatifs que ceux produits par Blankenstein plus Hoffmann devait en founir. Robert Zelle, alors maire de Berlin, a accueilli Hoffmann en ces termes : « Mais le fait que le conseil municipal vous ait choisi, vous, l'architecte à l'approche si artistique, semble indiquer qu'il ne déteste pas qu'en plus de l'aspect pratique et utile, on s'aventure à faire un saut dans l'art ».

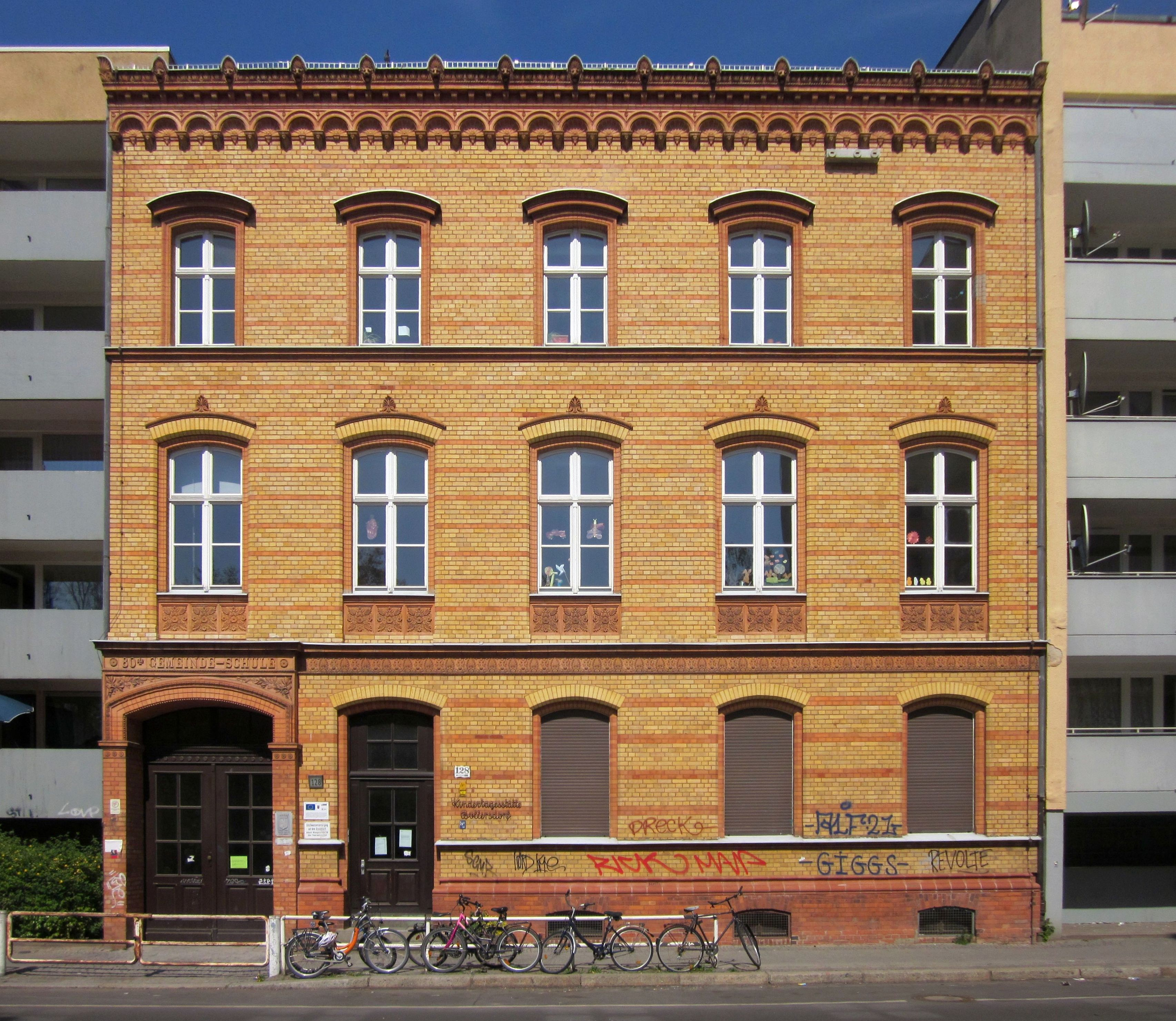
Typische Blanken stein-Bauten: 80 Gemeinde schule
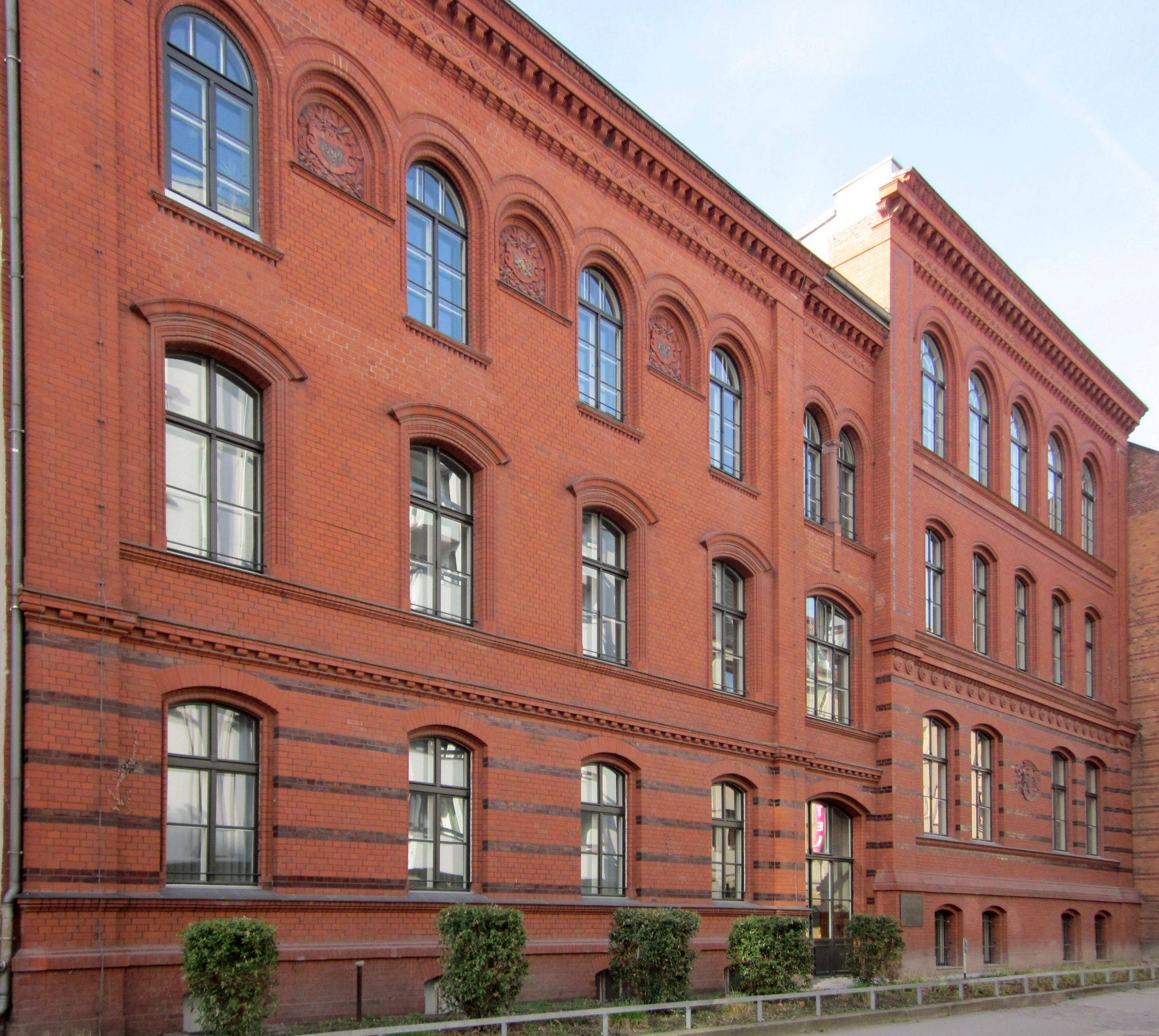
Luisen-Lyzeum
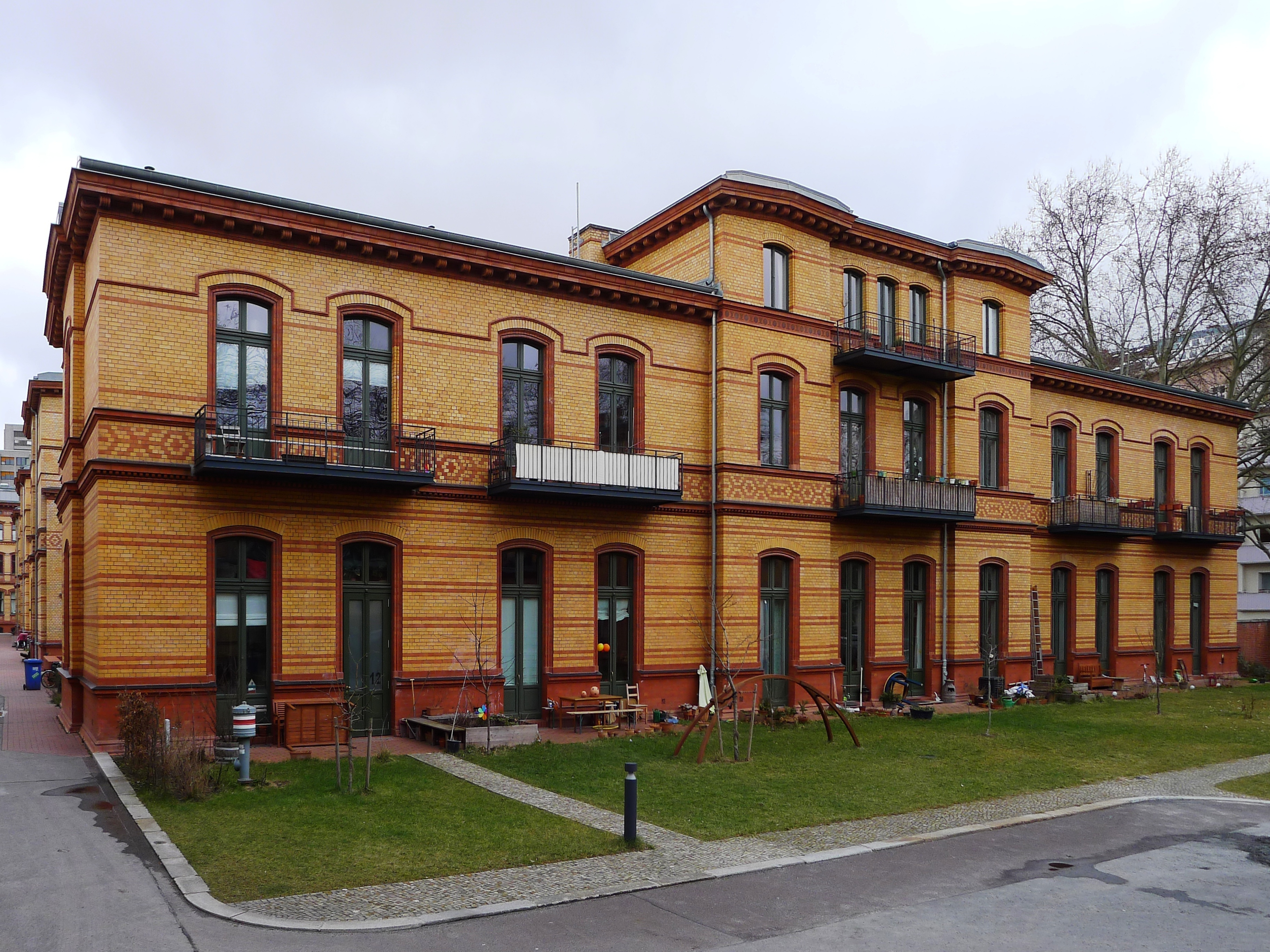
Bloc de salles de l'hôpital urbain
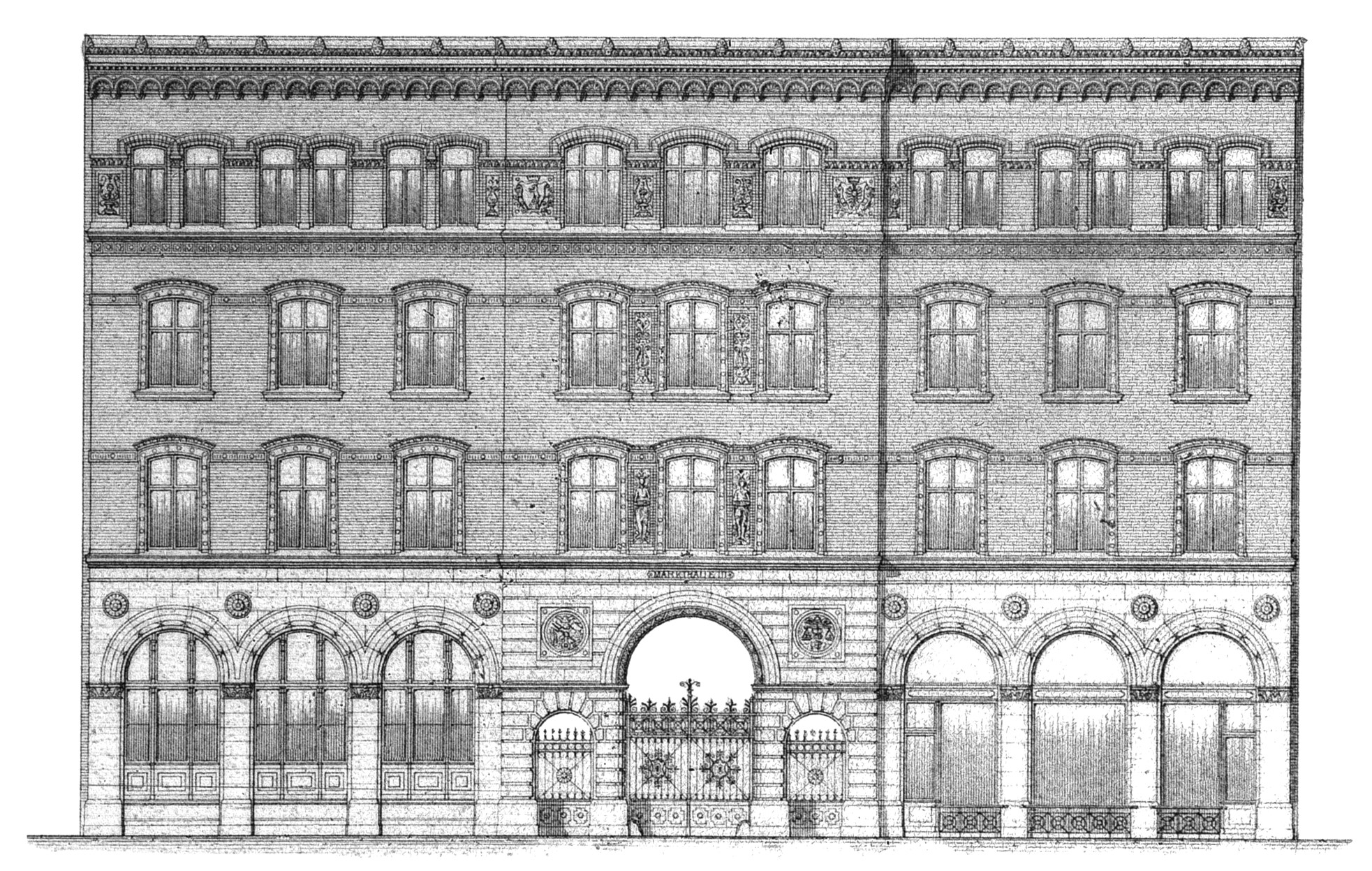
Markthalle III
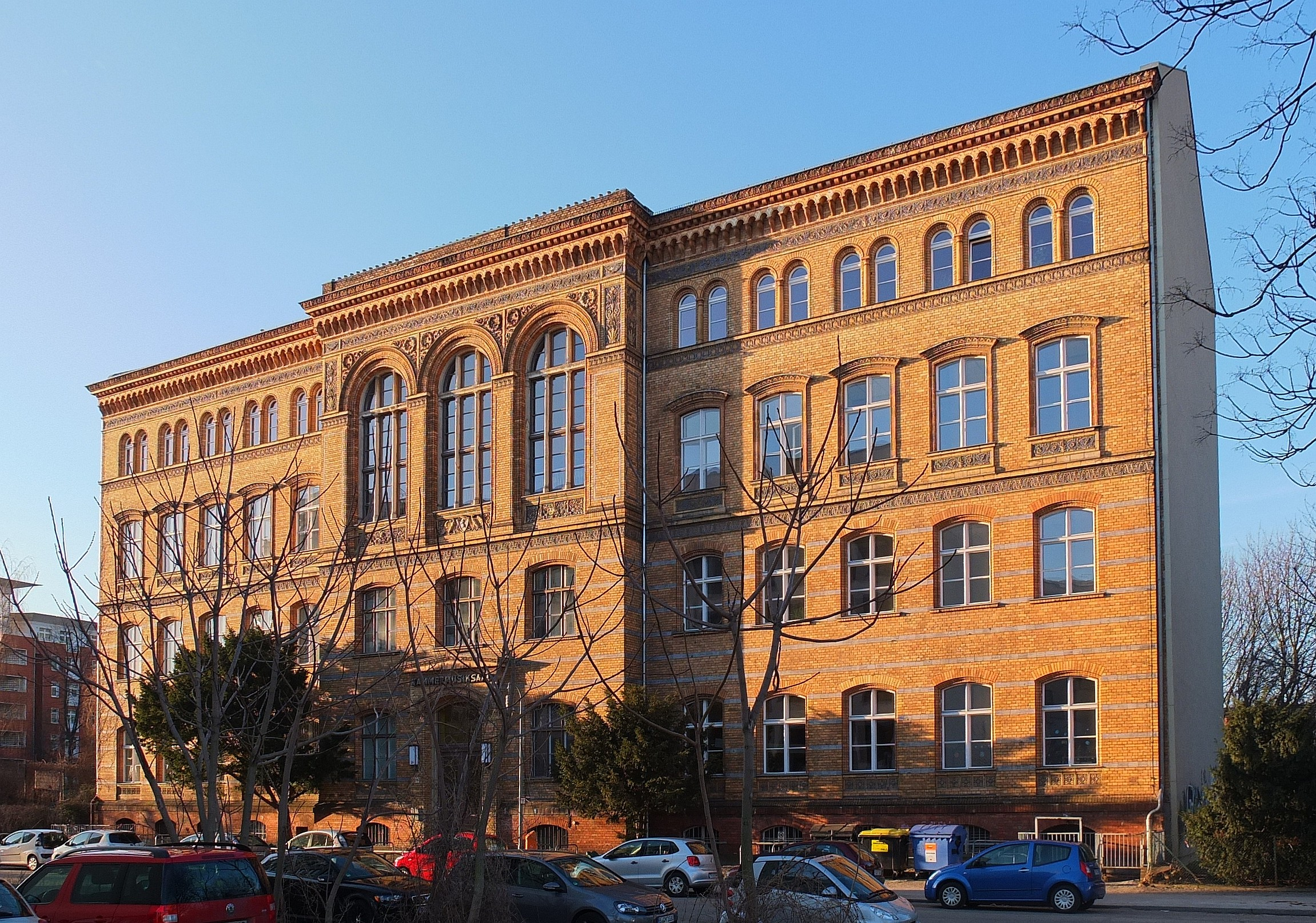
Lycée d'Askanian
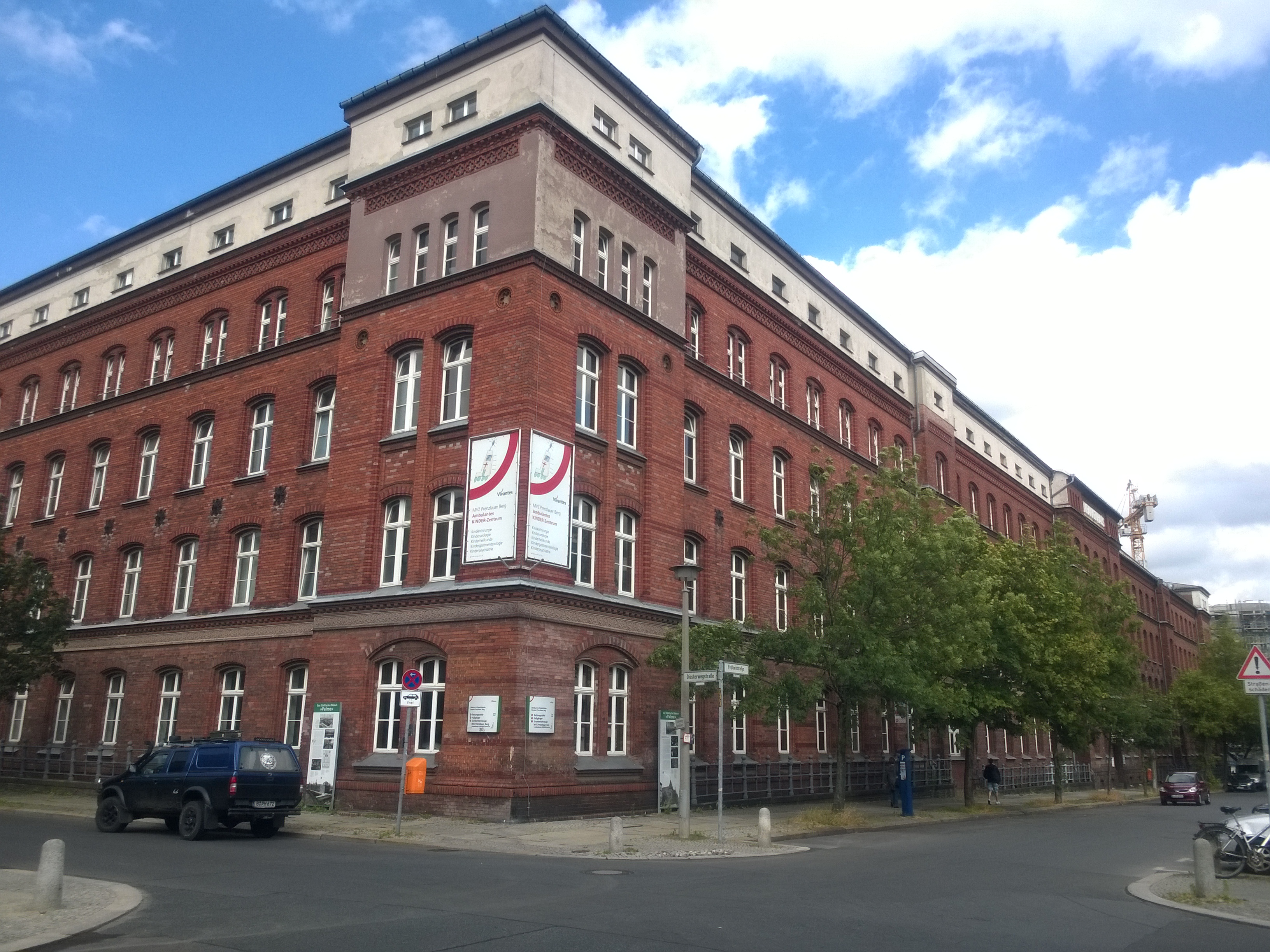
Hôpital de Prenzlauer Berg
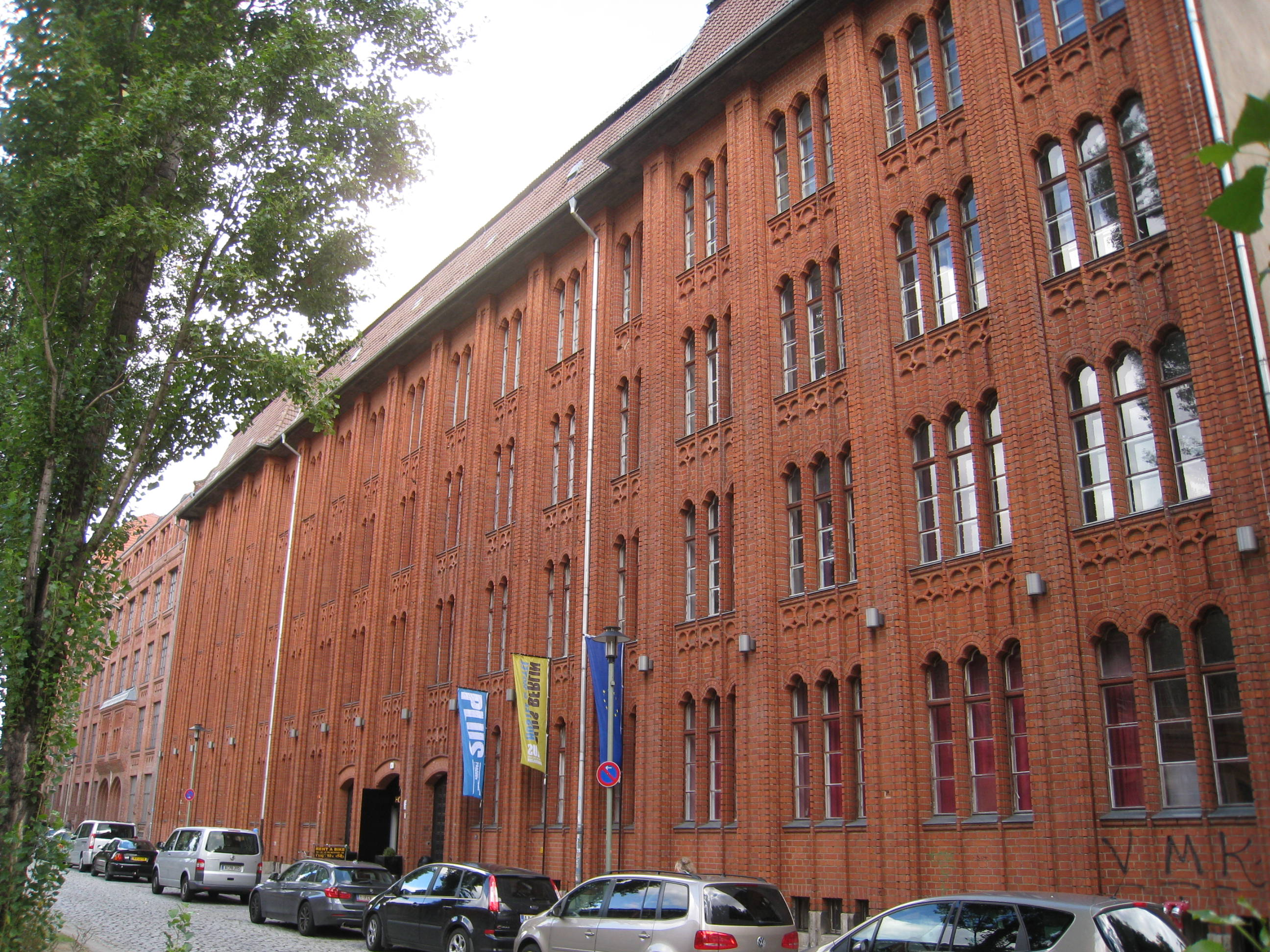
École supérieure technique du textile et de l'habillement sur la Warschauer Platz

Des députés tels que le social-démocrate Paul Singer (de) ont loué Hoffmann pour s'être détourné du précédent style caserne ; Singer et les sociaux-démocrates en particulier ont soutenu Hoffmann dans ses premières années et ont soutenu le programme visant à donner aux bâtiments publics un aspect représentatif. Il s'agissait de montrer que la ville de Berlin, par exemple, accordait de la valeur aux écoles. Dans ses bâtiments, Hoffmann s'est écarté de la conception des façades qui prévalait jusqu'alors en utilisant des briques de parement en terre cuite et de plâtre projeté sur les façades. D'une part pour des raisons esthétiques, d'autre part parce qu'il les considérait comme plus durables à long terme. Au début de son mandat, il a dû s'imposer face à de nombreux opposants qui critiquaient la hausse des coûts ainsi que les problèmes pour l'industrie locale de la terre cuite, qui produisait auparavant les briques de parement.

### Projets de construction

Évolution de la population de Berlin de 1750 à 1,1 million d'habitants en 1880. Lorsque Hoffmann prend ses fonctions, Berlin compte 1,6 million d'habitants. De 1906 jusqu'au début de la Première Guerre mondiale, la population a dépassé les 2 millions d'habitants.

Hoffmann a pris le poste d'architecte de la ville lorsque celle-ci était à son apogée. Bien qu'en termes de statut, elle se situe clairement derrière les postes du Reich ou de l'État de Prusse, elle offre néanmoins un champ d'activité inimaginable pour un architecte, tant avant qu'après. L'État étendait son territoire et la fonction publique professionnelle en était un élément central. Le programme de construction qui attend Hoffmann est immense. Bien qu'il ait fait construire 69 écoles pendant son mandat, le nombre de nouveaux bâtiments n'était pas suffisant : À la fin de son mandat, les cours se déroulaient encore dans des logements temporaires ou des baraquements de fortune, car Berlin, en pleine expansion, avait besoin d'encore plus d'écoles. L'essor des architectes indépendants ne fait que commencer, comme en témoigne la carrière de Messel, l'ami d'Hoffmann.
Lorsque Hoffmann a pris ses fonctions, il était déjà clair quels bâtiments il allait aborder avec son bureau de construction. Comme condition à sa nomination, Hoffmann avait insisté pour qu'il construise lui-même les grands projets attrayants et que la ville de Berlin s'abstienne de lancer des appels d'offres et des concours ouverts. Il était prévisible que Berlin avait besoin d'un nouvel hôpital de grande taille ainsi que d'un nouveau bâtiment pour le Musée de la Marche de Brandebourg. En outre, la ville avait besoin de plus d'écoles, de casernes de pompiers et de bains. À cette époque, Hoffmann avait géré avec succès la construction du Reichsgericht (Cour impériale), mais n'avait aucune expérience pratique des bâtiments fonctionnels plus petits, typiques de toute administration locale.
À la fin de son mandat, Hoffmann avait réalisé environ 150 projets de construction pour la ville de Berlin. Aucun autre architecte n'a construit autant de bâtiments à Berlin. Outre les 69 écoles susmentionnées, il s'agissait de quatre grands hôpitaux, de deux établissements psychiatriques, d'une maison de retraite, de quatre piscines, de sept bâtiments officiels, de quatre casernes de pompiers, de cinq dépôts et d'un musée. Les bâtiments étaient concentrés dans les quartiers de Berlin qui connaissaient la plus forte croissance à l'époque Berlin-Prenzlauer Berg et district de Wedding.

### Hoffmann en tant que membre de la bureaucratie
En tant qu'employé municipal, Hoffmann ne pouvait pas décider seul du processus de construction ou de sa mise en œuvre. Par exemple, le conseil municipal devait approuver chaque projet de construction, ce qui allongeait souvent le temps de planification, surtout pour les bâtiments représentatifs. La loi électorale prussienne à trois classes de l'époque a également assuré une majorité conservatrice-libérale au parlement de la ville. Hoffmann, qui était lui-même membre du magistrature, a décrit la situation dans un discours : « Je suis ici l'architecte d'un bâtiment qui compte 34 chefs de magistrats et 144 chefs de conseils municipaux, et sur ces 178, malheureusement, un seul est le mien. Et même si les 177 têtes - j'exclus maintenant la mienne - sont égales en termes d'amabilité exceptionnelle, elles sont néanmoins très inégales dans leurs vues artistiques ».
Même si son programme de construction a donné lieu à des contestations au sein du conseil municipal, surtout dans les premières années d'Hoffmann, ce dernier a pu s'imposer clairement sur le long terme. Il passe facilement le vote sur un second mandat après douze ans en 1908, lorsque 77 des 83 députés présents se prononcent en faveur d'Hoffmann. Après la fin de la Première Guerre mondiale et la formation du Grand Berlin en 1920, les circonstances dans la ville ont changé, pour la première fois le SPD et le Parti social-démocrate indépendant d'Allemagne (USPD) avaient la majorité dans l'administration de la ville, la réélection de tous les conseillers municipaux était nécessaire. Outre le maire Adolf Wermuth et le trésorier de la ville Gustav Böß, Hoffmann est le seul conseiller à être confirmé dans ses fonctions. Hoffmann, alors âgé de 68 ans, obtient 155 des 158 votes valides exprimés.
Mécènes et partisans d'Hoffmann dans les conflits politiques:

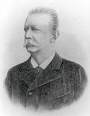
Martin Kirschner Maire
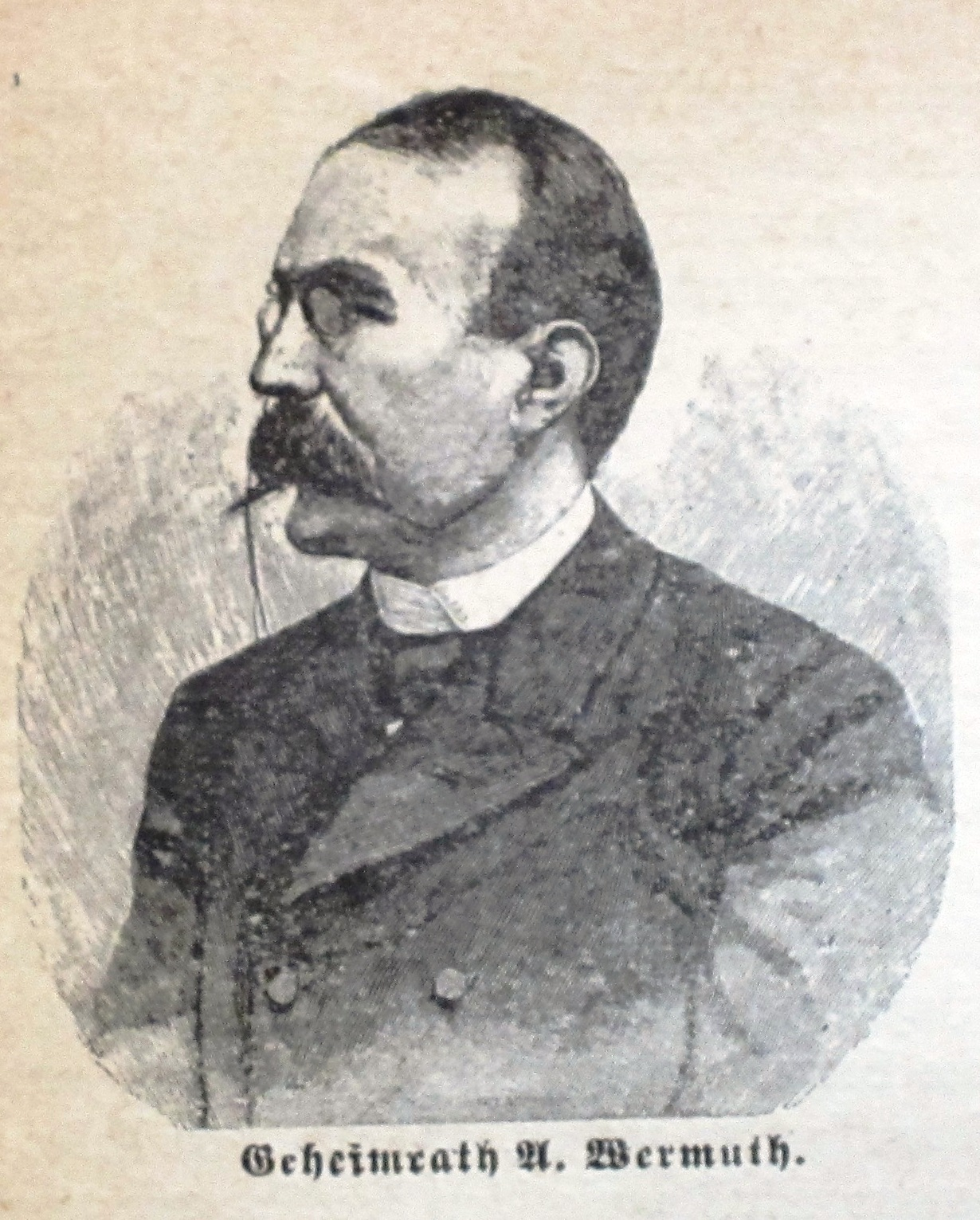
Adolf Wermuth Maire
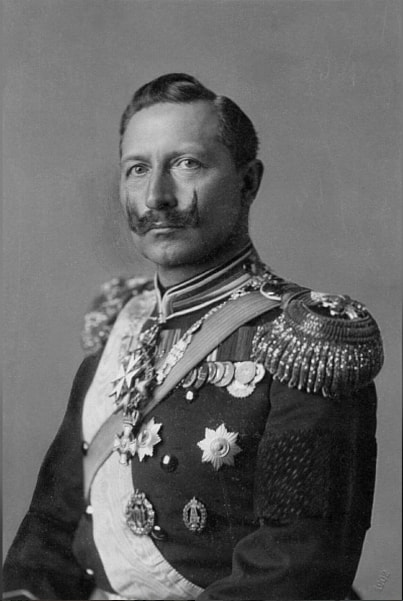
Empereur Guillaume II.

Hoffmann a résolu les problèmes initiaux avec l'Autorité de surveillance des bâtiments (de) en sa faveur en obtenant l'approbation des bâtiments directement de l'empereur allemand Guillaume II. Les autorités subalternes n'osent plus contredire ces propos.
Pendant la première partie de son mandat (1898 à 1912), Hoffmann travaille directement avec le maire Martin Kirschner. Ce membre du Parti populaire radical libéral n'est pas seulement proche d'Hoffmann sur le plan personnel, les deux hommes ont des idées similaires sur le développement futur de Berlin et les bâtiments nécessaires à cet effet. Pendant le mandat de Kirschner, le budget de la ville double et il lance la construction de nombreux bâtiments publics.

### Première guerre mondiale, période inflationniste et retraite

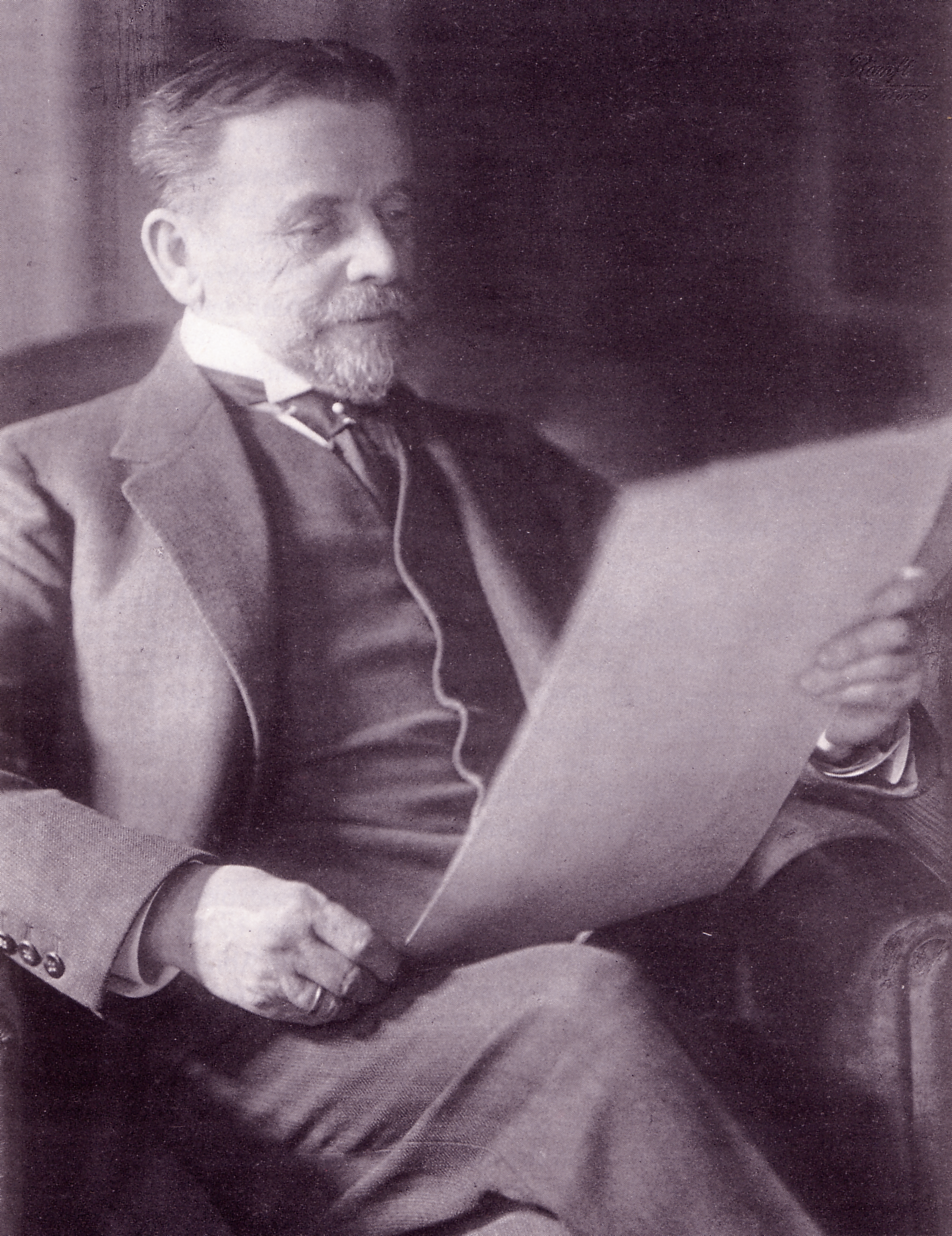
Ludwig Hoffmann, portrait d'Ernst von Brauchitsch

Après 1914, la Première Guerre mondiale et ses conséquences, ainsi que les caisses publiques vides, empêchent Hoffmann de mettre en œuvre son œuvre dans la même mesure que dans les années précédentes. Après la fondation du Grand Berlin en 1920, les tâches dans la ville ont également changé de telle sorte que les bâtiments correspondants n'étaient plus planifiés par la ville de Berlin et son bureau d'ingénierie structurelle : La planification et l'exécution des nouveaux bâtiments relèvent désormais de la responsabilité des différents districts administratifs ; le Hochbauamt de Berlin n'est chargé que de la supervision générale de ces bâtiments. Le travail d'Hoffmann se déplace de la construction directe vers les activités d'administration et de coordination.
Hoffmann prend sa retraite le 1er avril 1924 à l'âge de presque 72 ans. En Prusse, un règlement sur les pensions des fonctionnaires municipaux était entré en vigueur, qui prévoyait un âge de la retraite de 65 ans. La description du poste d'Hoffmann a tellement changé depuis la Première Guerre mondiale et la loi sur le Grand Berlin que le magistrat a envisagé de supprimer purement et simplement le poste d'agent de construction de la ville. Enfin, Hoffmann a été remplacé deux ans plus tard par Martin Wagner, qui a réussi à marquer la ville d'une empreinte aussi forte que celle d'Hoffmann. Le nouveau mandat de Wagner montre à quel point les temps ont changé : Il ne conçoit lui-même qu'un seul Hochbau (de), le Strandbad Wannsee (en), mais agit en tant que directeur de la ville cosmopolite. La construction de colonies, dont Berlin ne voulait rien savoir à l'époque d'Hoffmann, était passée dans le domaine de responsabilité du conseiller municipal chargé de la construction. À cela s'ajoutent d'autres domaines de responsabilité comme l'urbanisme et la construction de grands ensembles immobiliers. Wagner a initié et coordonné, par exemple, la construction de la Hufeisensiedlung (de), de la Weisse Stadt (de) et du Großsiedlung Siemensstadt.
Hoffmann séjourne avec sa femme dans la maison de la Margaretenstraße18, dont il était devenu propriétaire entre-temps.

## Bâtiments en tant qu'architecte de la ville

### Bâtiments scolaires
Hoffmann est entré en fonction à une époque où la population de Berlin connaît une croissance explosive. De nombreux bâtiments scolaires étaient nécessaires de toute urgence pour les nombreux enfants. En termes de quantité, ces bâtiments ont constitué le principal champ d'activité d'Hoffmann. En outre, ce n'est que dans les années 1880 que l'école communale gratuite s'est finalement établie en Prusse et que la scolarité obligatoire est passée de six à huit ans en Prusse en 1902. Non seulement le nombre d'enfants n'a cessé d'augmenter à Berlin à l'époque d'Hoffmann, mais ils ont été plus nombreux à aller à l'école pendant plus longtemps. Comme il s'agissait en même temps de réduire la taille moyenne des classes de 70 à 40 enfants, Berlin aurait eu besoin de plus de salles de classe même si le nombre total d'élèves était resté le même. Au total, Hoffmann a construit près de 70 bâtiments scolaires dans tout Berlin pendant son mandat. Conformément à la demande d'écoles de l'époque, il s'agissait presque exclusivement d'écoles primaires. Au total, Hoffmann a construit 47 écoles communautaires doubles pour garçons et filles, chacune avec des entrées séparées, cinq écoles communautaires simples, deux lycées, trois Realgymnasium (de), trois Oberrealschulen, deux Realschulen, trois Mädchenschule (de) et six écoles spéciales à orientation professionnelle.
Lorsque Hoffmann prend quelques mois pour se familiariser avec sa fonction, les conseillers municipaux lui reprochent notamment, en 1899, de ne pas faire avancer la construction des écoles. Alors que d'autres villes allemandes, comme Munich, prévoient à l'époque des places et des carrefours bien en vue pour accueillir des écoles, Hoffmann doit se contenter de rues secondaires et de terrains à bâtir en arrière-plan sur la base du plan Hobrecht. En raison du grand nombre de projets de construction, Hoffmann, contrairement à son autre programme de construction, a développé un plan de construction standard pour le type d'école le plus courant, l'école double communautaire, avec 56 salles de classe et une salle de physique, plus des salles de conférence, une cuisine scolaire, un gymnase, un bain de douche, que les enfants devaient visiter une fois par semaine pour des raisons d'hygiène, et une grande salle de réunion. Les bâtiments étaient symétriques. Les ailes des garçons et des filles étaient similaires, tandis que les installations communes telles que le gymnase ou la salle de réunion pouvaient être utilisées en alternance. Il a procédé à des ajustements lorsque la forme du terrain à bâtir l'exigeait ou lorsque d'autres équipements publics tels que des bureaux d'aide sociale à l'enfance, des bureaux fiscaux ou des bibliothèques publiques devaient être intégrés au bâtiment.

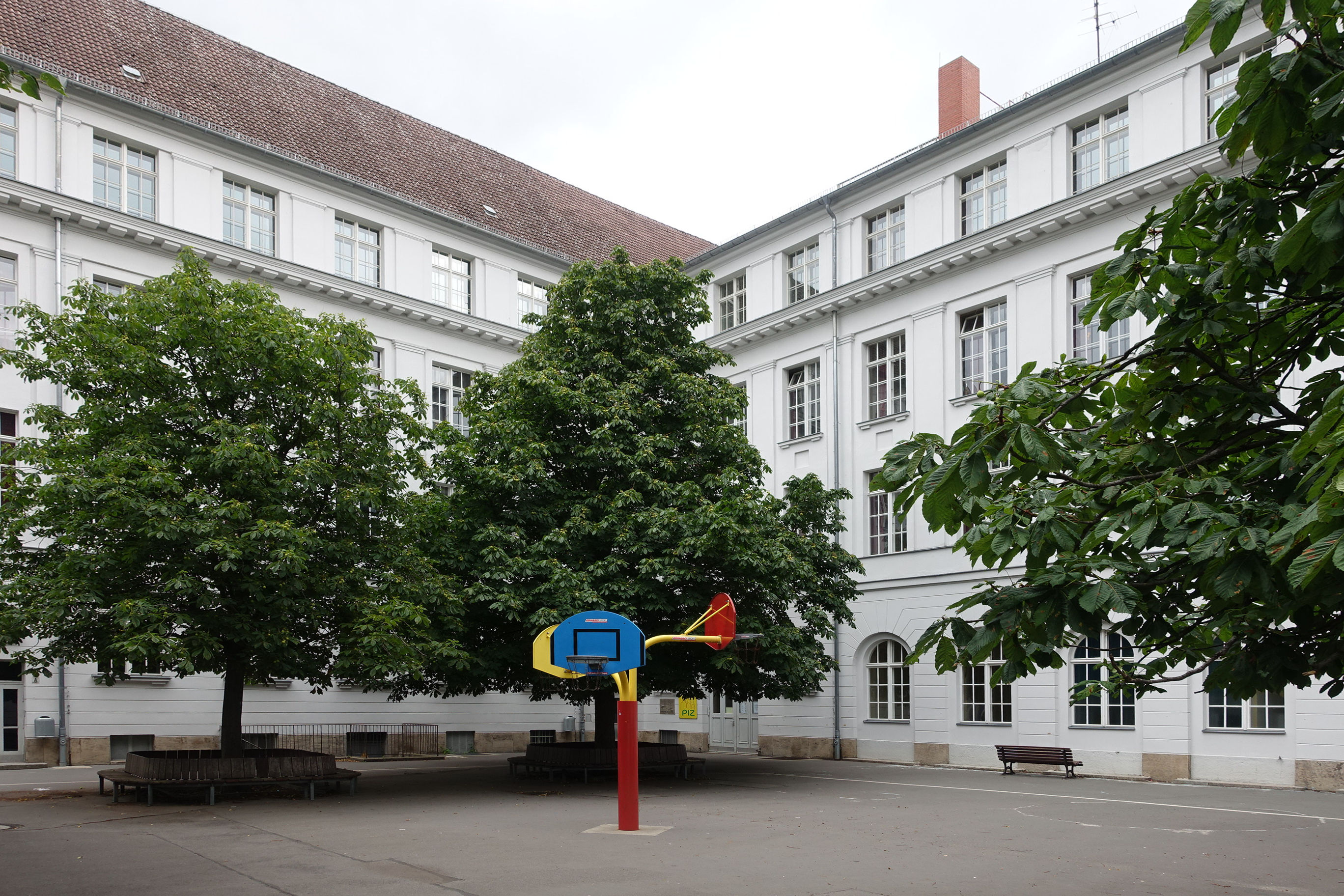
43. Gemeindeschule (de), Fontaine, cour
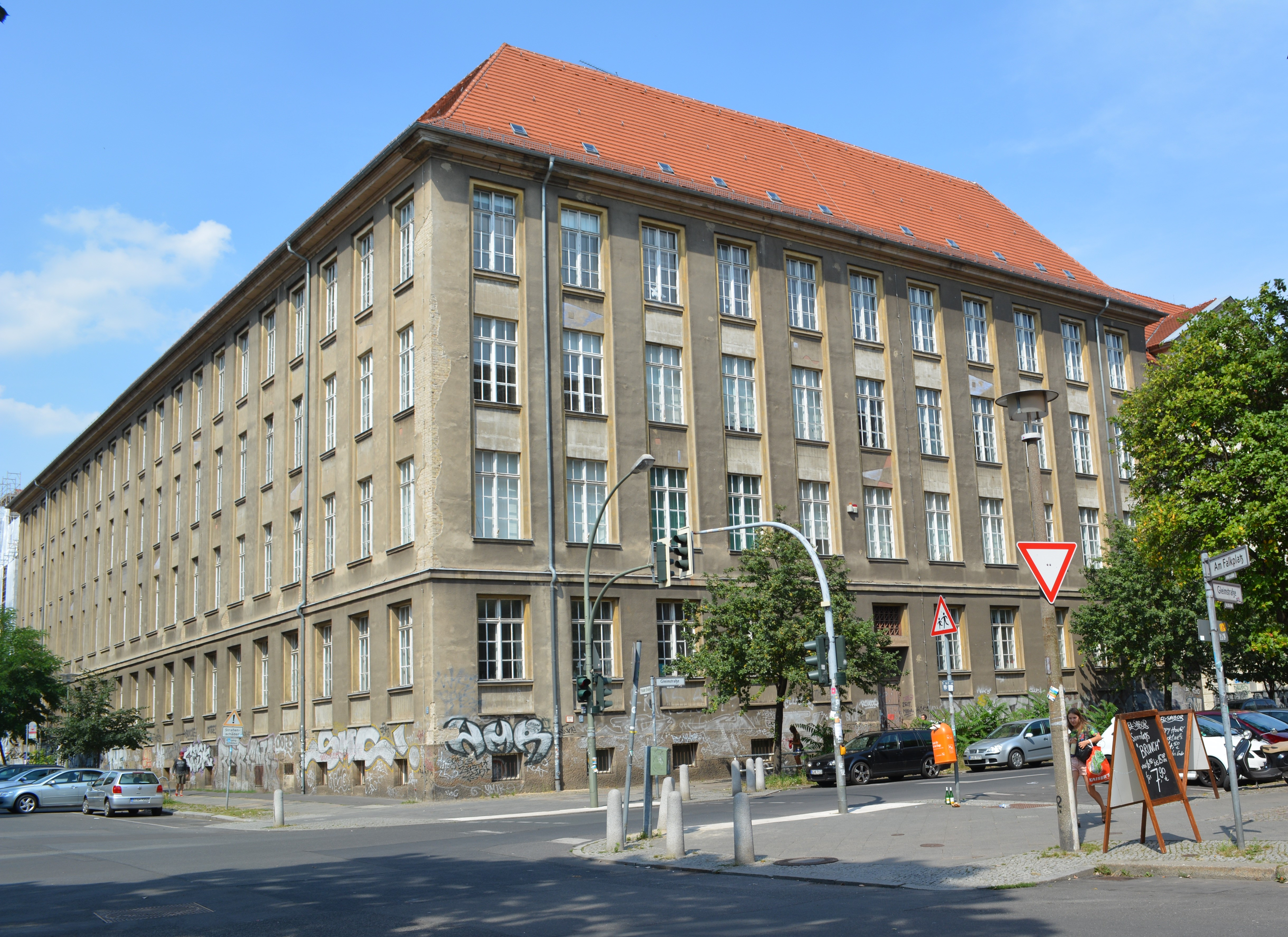
Bâtiment de la Schule am Falkplatz (de), Prenzlauer Berg
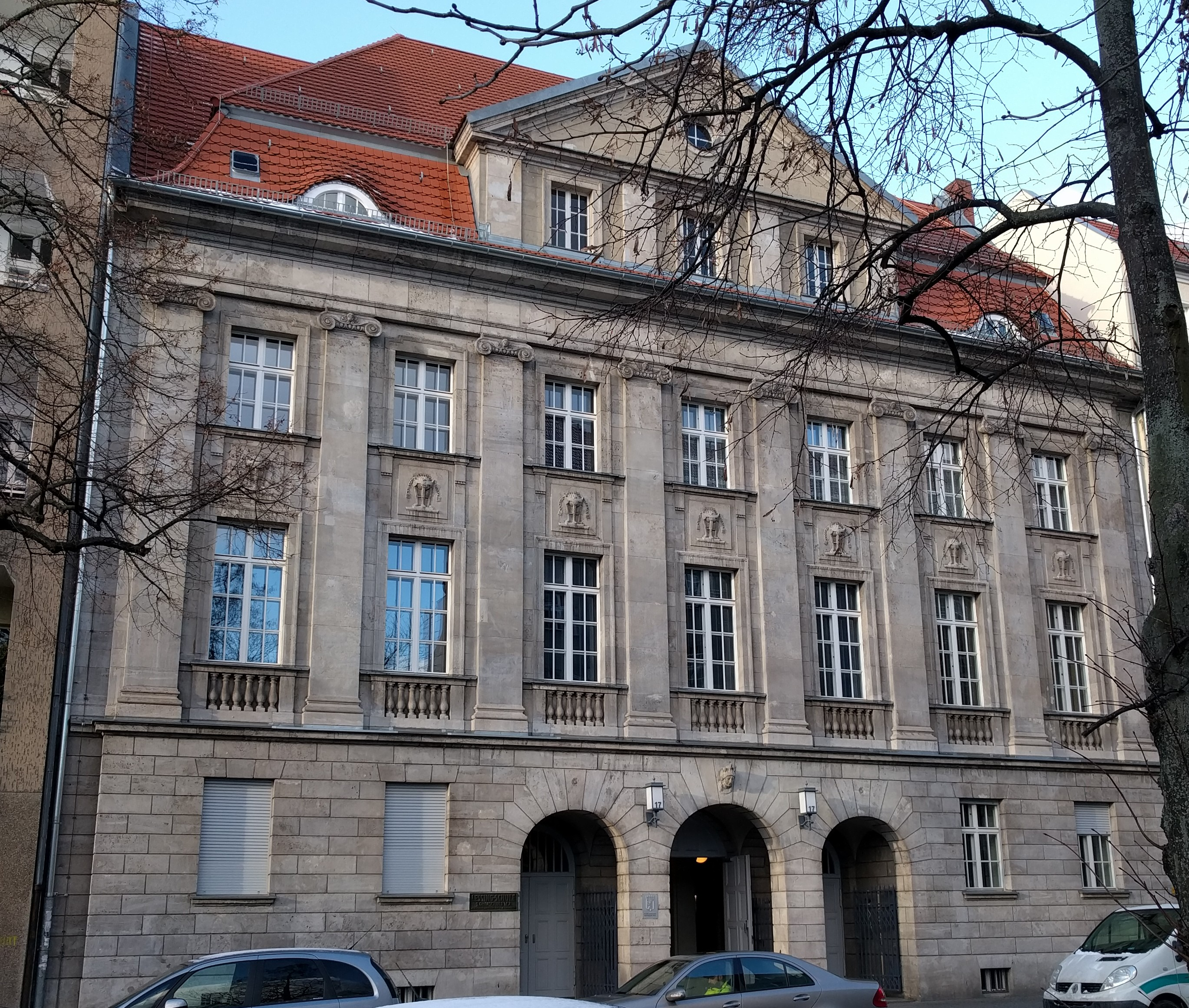
262 et 276 Gemeinde schule, Wedding (de)
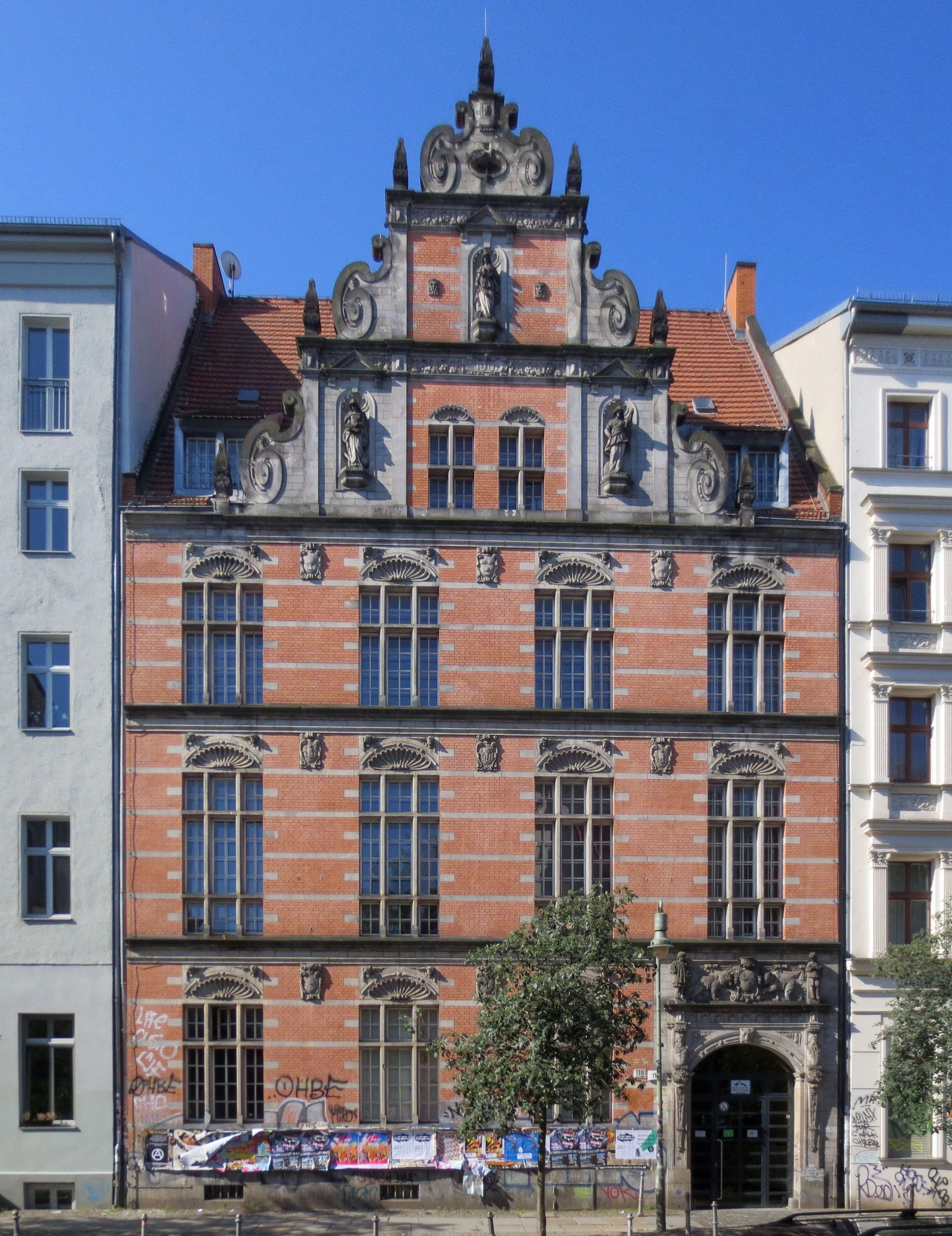
20 école communale, Kreuzberg
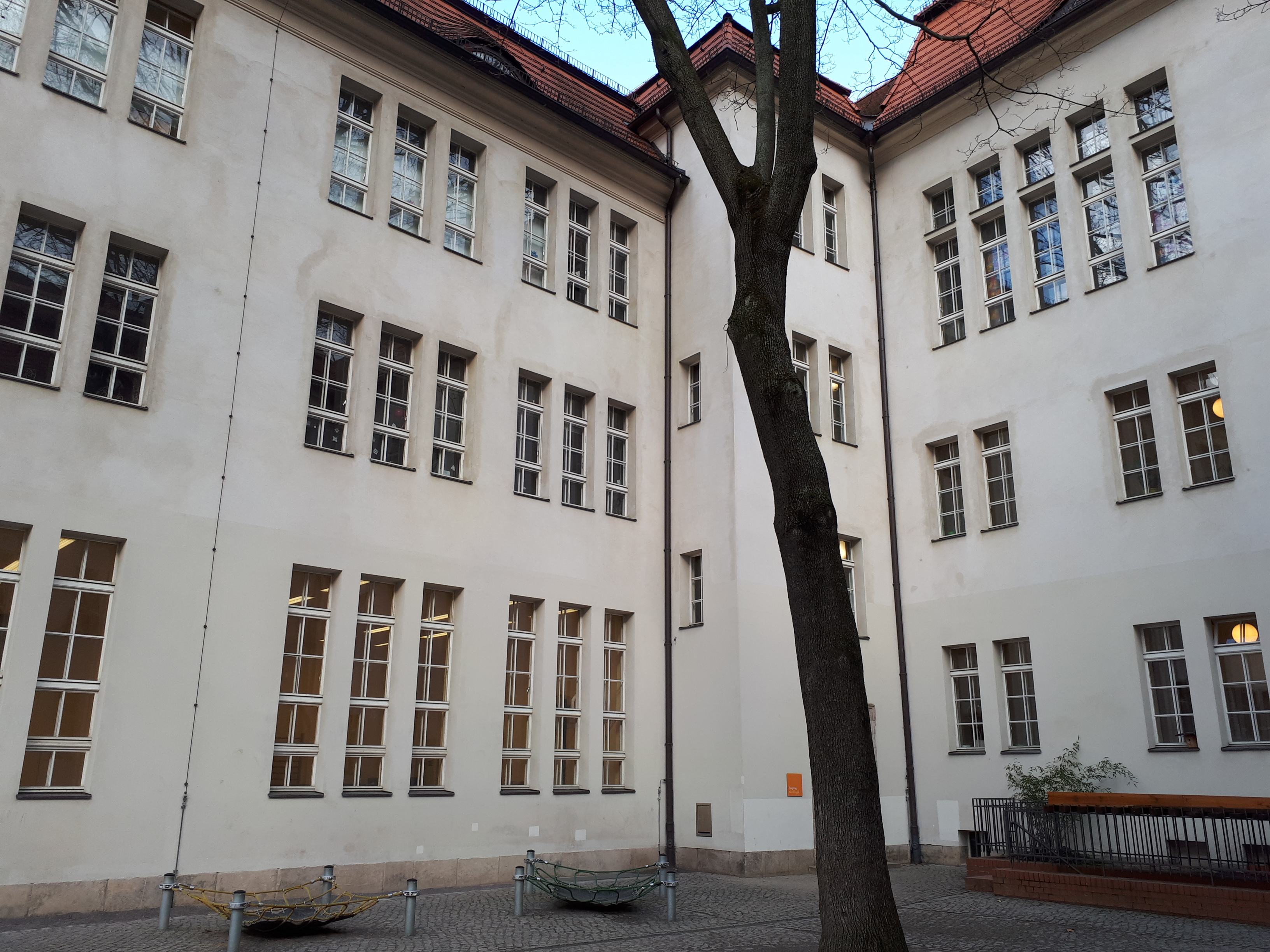
1. École communale, cour, centre
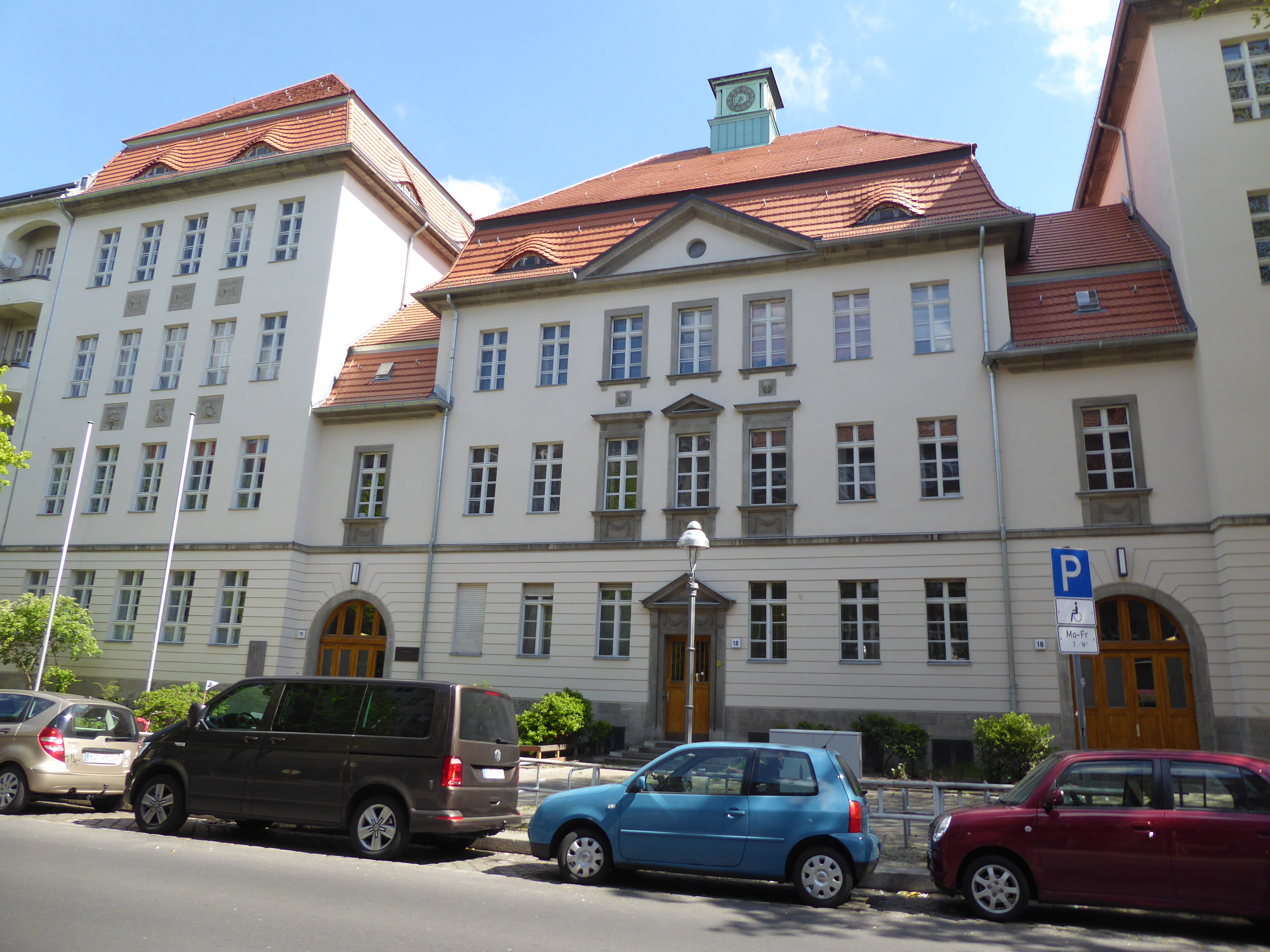
285 et 295 école commuinale, Wedding

Dans ses constructions, Hoffmann a tenu compte à la fois des parcelles de terrain, qui étaient découpées différemment à chaque fois, et des bâtiments des environs, de sorte qu'il n'y a pratiquement pas deux bâtiments scolaires d'Hoffmann qui se ressemblent. Hoffmann recherchait des formes simples et aérées qui semblaient convenir aux enfants, en contrepoint des bâtiments voisins souvent encombrés « en ces temps de pompe et de mégalomanie extérieures ». Les enseignants et les directeurs d'école ont souvent fait l'éloge de l'espace et de l'air que les écoles offraient aux enfants. Un directeur d'école a écrit à Hoffmann : « Puisque vous vous montrez l'ami des enfants, il sera certainement aussi intéressant pour vous de savoir à quel point vos bâtiments scolaires sont bénéfiques pour la santé ». Le nombre de maladies infectieuses a diminué de 39 à 2 depuis le déménagement, malgré une augmentation du nombre d'élèves au cours de la même période.
En raison de leur emplacement, la plupart des bâtiments scolaires n'avaient qu'un court front de rue, où Hoffmann plaçait souvent les résidences des enseignants. La conception de leurs façades a suivi les autres styles d'Hoffmann. Il s'est notamment appuyé sur des éléments stylistiques de la Renaissance italienne. Après avoir étudié de plus près la Renaissance d'Europe du Nord pour la construction du Musée de la Marche de Brandebourg, il a commencé à en utiliser davantage les éléments stylistiques, créant ainsi un contrepoint à ses bâtiments historicistes dans le style de la Renaissance italienne.
Hoffmann a été encore plus fortement incité à économiser dans ses bâtiments scolaires que dans ses autres bâtiments publics, de sorte que ces écoles ont presque toutes été créées avec des façades sans ornement, dont la structure et la forme sont caractérisées par les axes des fenêtres et la volumétrie. Il a travaillé avec différentes hauteurs de bâtiment, des parties de bâtiment en retrait ou des avant-corps. La plupart des bâtiments scolaires ont été construits dans des quartiers ouvriers en pleine expansion du nord de la ville, où les membres de la magistrature et du conseil municipal ne vivaient pas. Comme il s'agit également de bâtiments peu représentatifs, ils restent la partie la moins remarquée de l'œuvre d'Hoffmann.

### Hôpitaux et institutions psychiatriques

#### Hôpital Rudolf Virchow

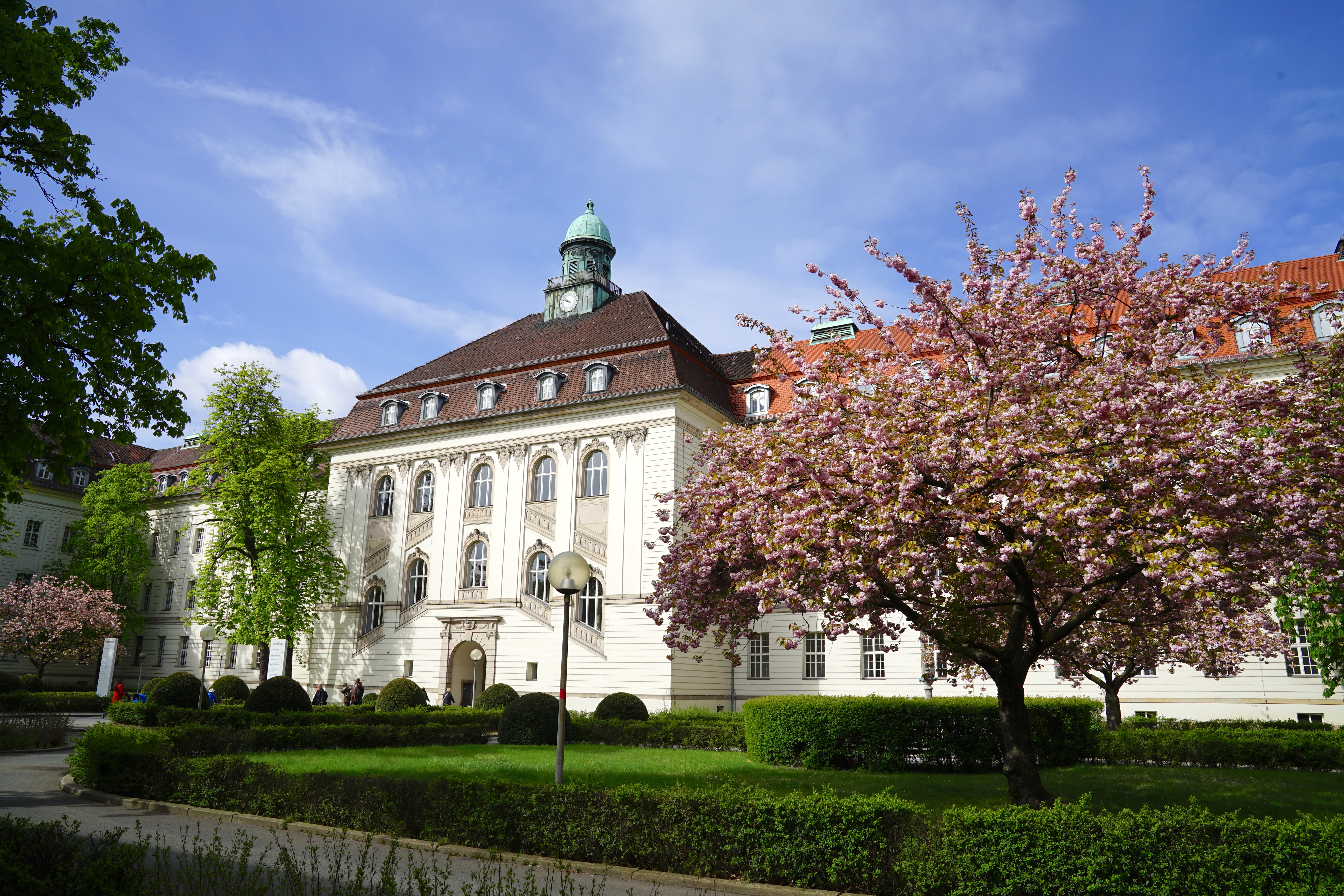
Cour d'honneur avec le Centre de cardiologie allemand

De 1901 à 1907, sous la planification et la direction d'Hoffmann, l'Hôpital Rudolf Virchow a été construit à Berlin-Wedding pour un coût de 19,1 millions de Reichsmark, ce qui était considéré à l'époque comme l'hôpital le plus cher et en même temps le plus moderne de Berlin. La construction avait déjà été décidée avant l'époque d'Hoffmann, car la ville avait un besoin urgent de nouvelles installations pour les soins aux malades en plus de la Klinikum im Friedrichshain (de), de l'Hôpital de Moabit et de la Vivantes Klinikum Am Urban (de). Selon la planification initiale, la maison devait offrir 1000 lits. Le coût était estimé à deux fois et demie celui du Reichsgericht, qu'Hoffmann venait d'achever. Le terrain de Wedding avait déjà été acquis par la ville lorsque Hoffmann a pris ses fonctions. Blankenstein, le prédécesseur d'Hoffmann, avait commencé les plans.
Hoffmann rejette les plans de Blankenstein et soumet son propre projet en 1897. Le complexe immobilier, construit dans le style pavillonnaire selon les idées de Rudolf Virchow et les spécifications des édiles, devait être une « cité-jardin pour les malades ». Au total, plus de 50 bâtiments ont été construits. L'objectif d'Hoffmann était de faire en sorte que les malades se sentent aussi bien accueillis que possible et qu'il leur soit facile de quitter leur foyer familier. L'objectif de l'architecte était un « style de construction modeste, mais affectueux » et une « intégration agréable du bâtiment dans des jardins conviviaux ».
Le vaste terrain du bâtiment a l'apparence d'un parc. La ligne centrale est une avenue. Elle commence par le bâtiment principal et d'entrée, qui est orienté vers les bâtiments du palais de l'époque baroque. La circulation des patients se fera le long de cet axe central. Les bâtiments d'approvisionnement; déplacés hors du champ de vision des patients, sont situés à la limite nord du site et sont accessibles par des chemins séparés. La conception du complexe est influencée par le tout nouveau hôpital universitaire de Hambourg-Eppendorf (de), qu'Hoffmann avait visitée lors d'études préliminaires, comme tous les nouveaux hôpitaux de l'époque.

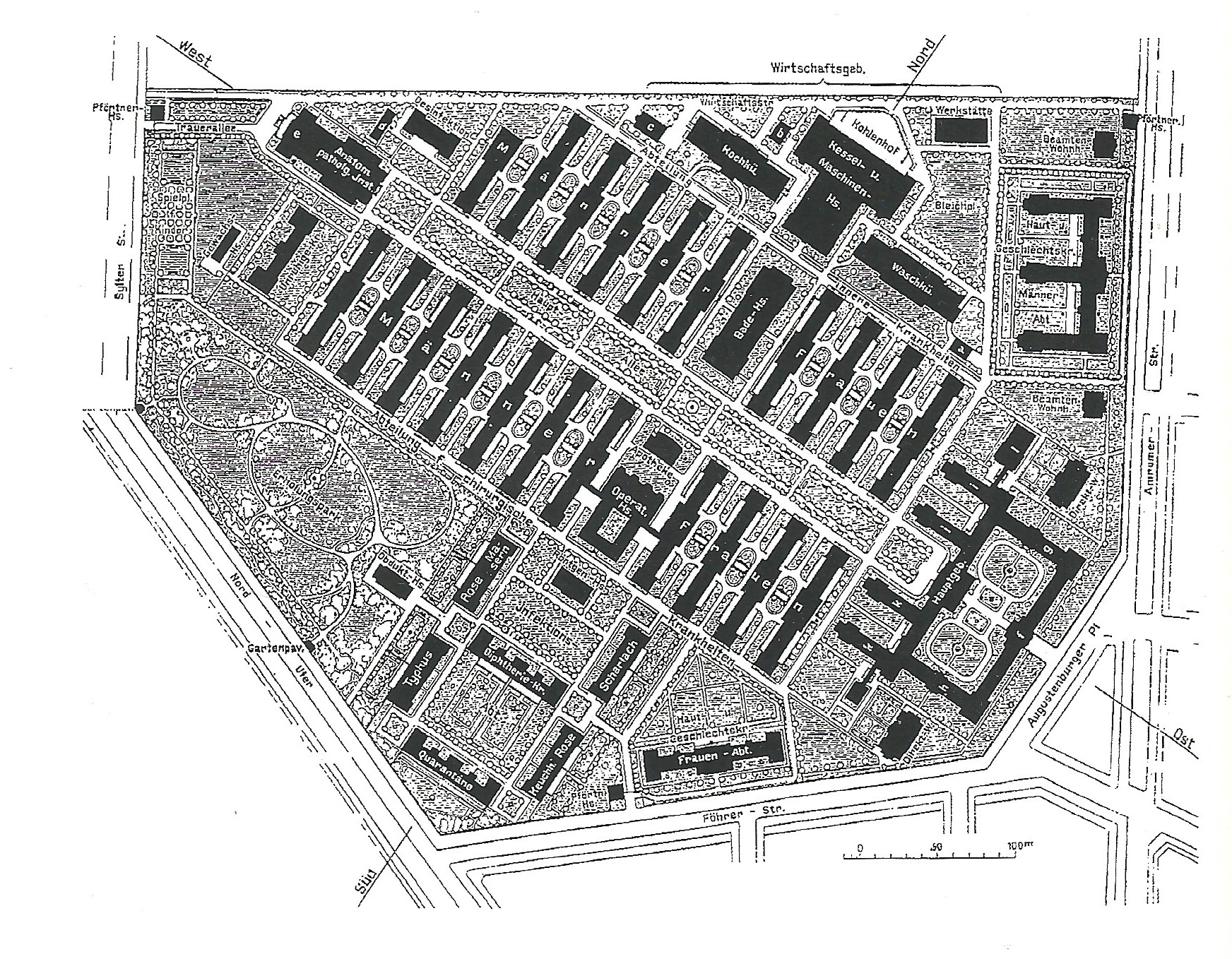
Plan du site d'Hoffmann avec un axe central prononcé
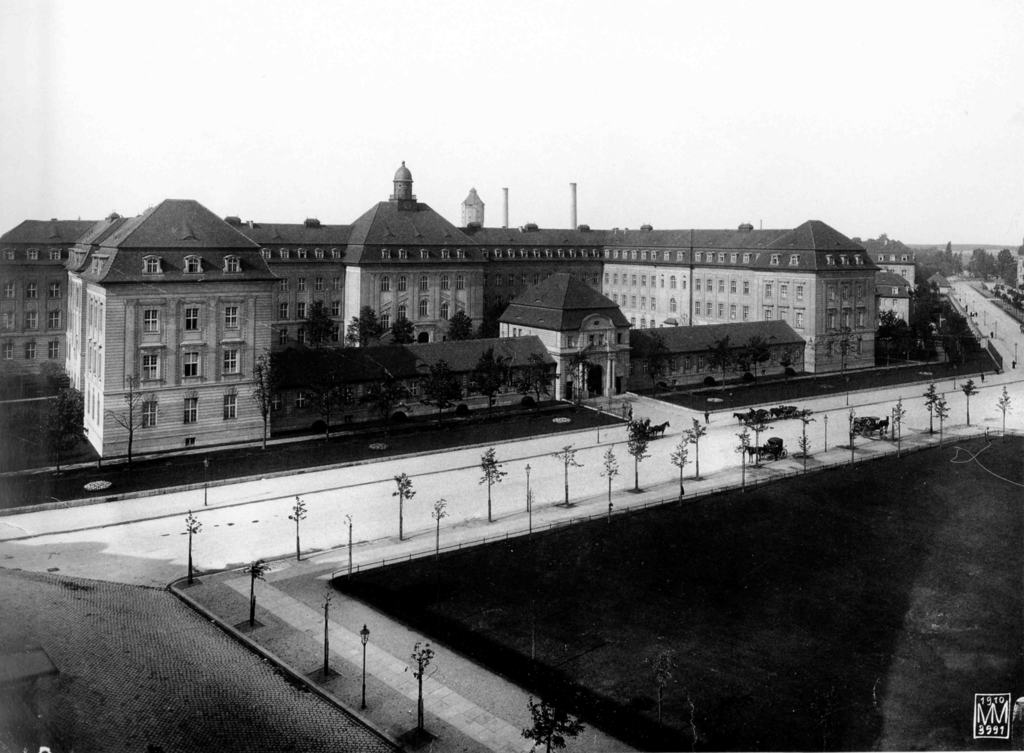
Bätiment principal 1910
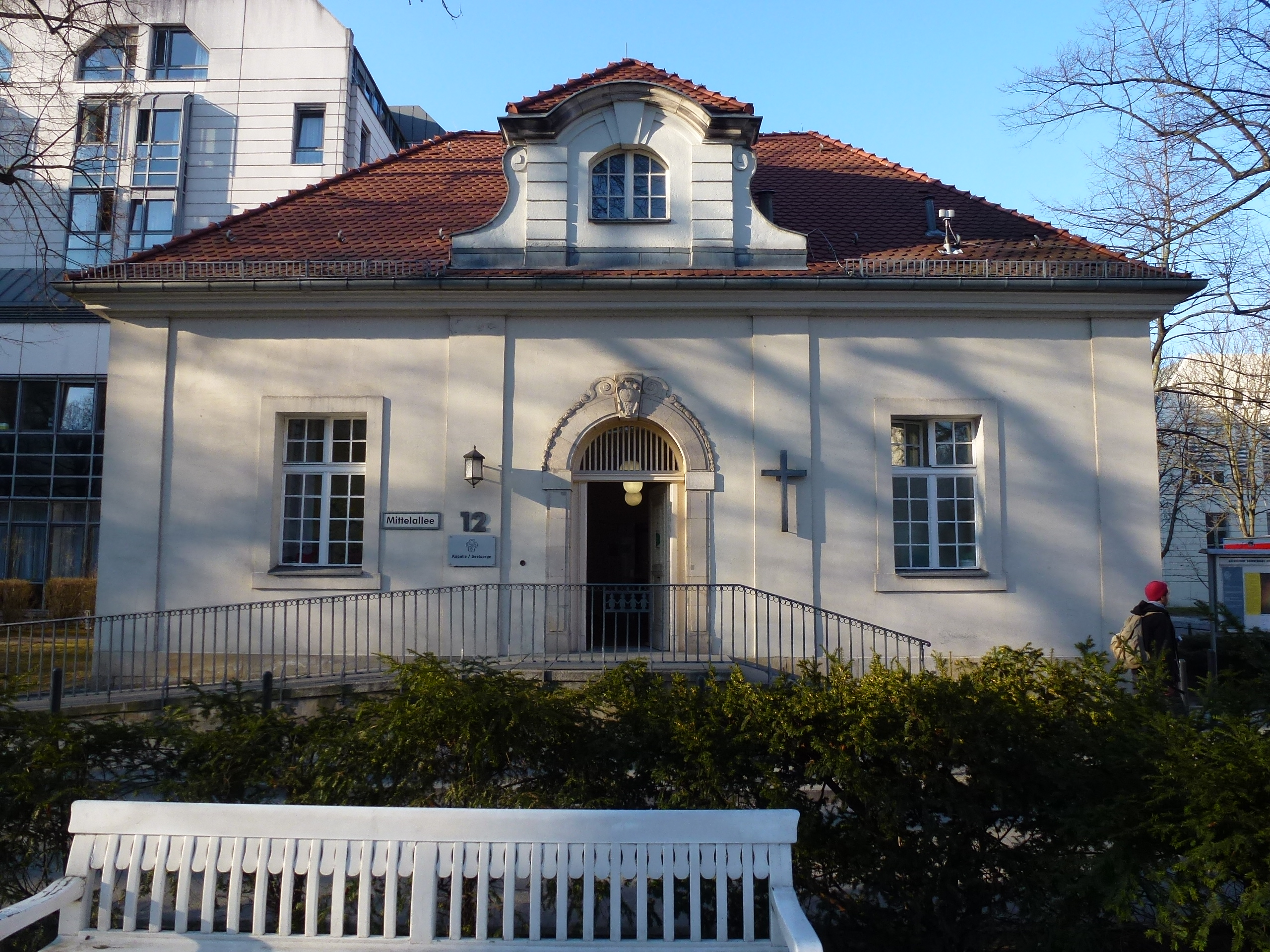
Pavillons dans la Mittelallee
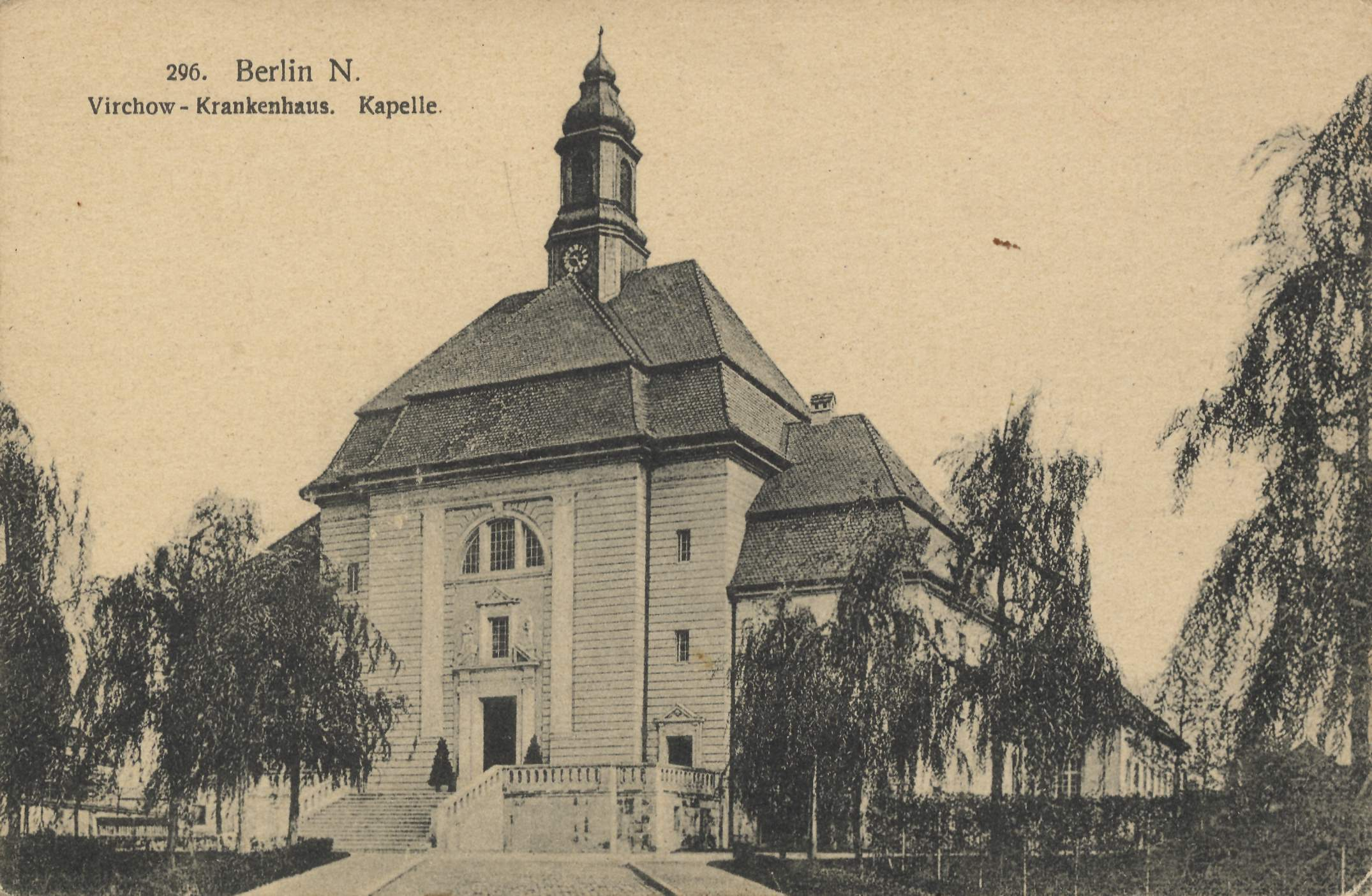
Ancienne chapelle

La clinique est ouverte en septembre 1906, mais les derniers bâtiments ne sont achevés qu'en 1907. Hoffmann reçoit des remarques positives de l'empereur Guillaume II et la presse s'enthousiasme pour l'ouverture. L'hôpital est également très remarqué à l'étranger et obtient une reconnaissance internationale. Pendant le mandat d'Hoffmann, la clinique Virchow était son bâtiment le plus connu au niveau international, avec lequel il était le plus souvent associé. Comme pour ses autres constructions, Hoffmann a été critiqué ici surtout par les libéraux, qui lui reprochaient de construire trop cher, accusation reprise par une partie du corps médical.

#### Sanatoriums de Berlin-Buch / Hôpital Ludwig Hoffmann

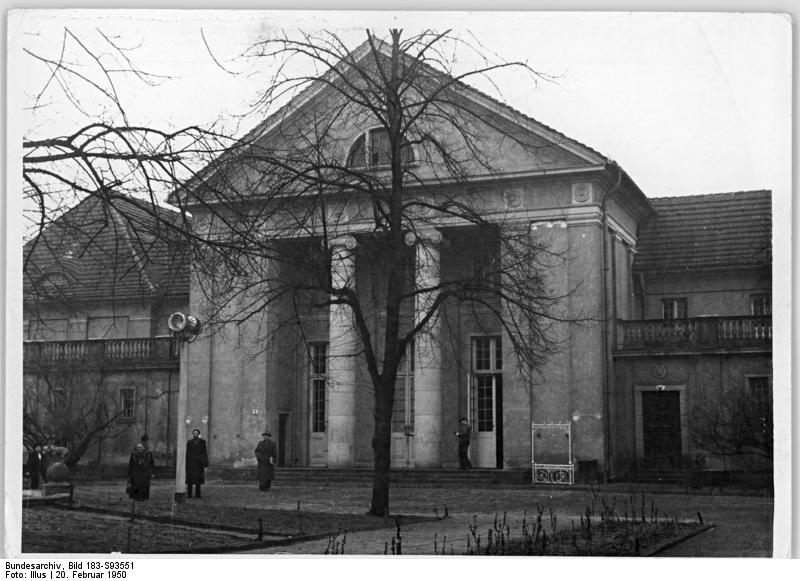
Entrée de la salle de bal de l'hôpital (1950)

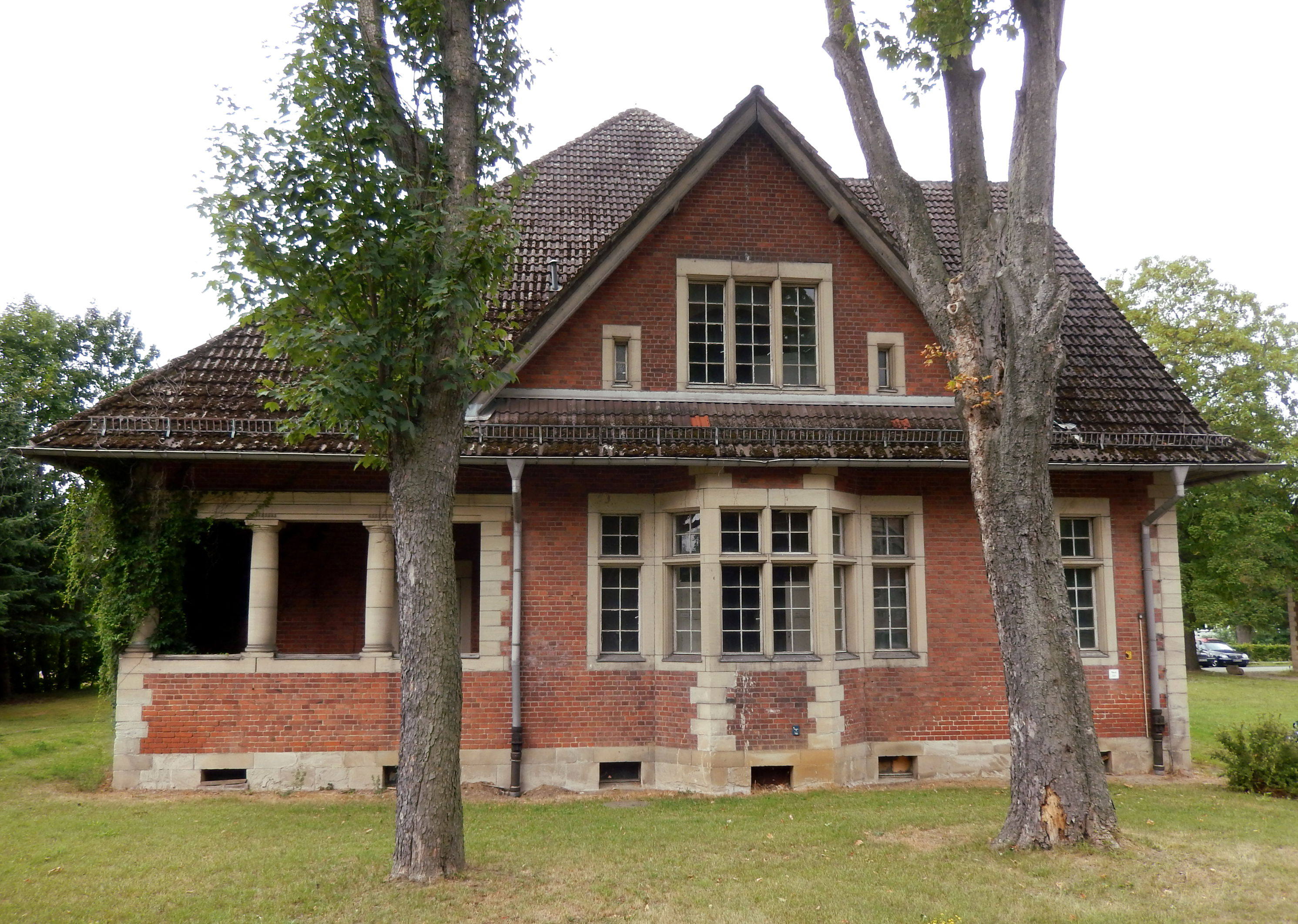
Maison 231 des maisons de repos

L'un des plus grands projets d'Hoffmann fut la construction des sanatoriums de Berlin-Buch (de). Au total, une « ville-hôpital » entière avec deux sanatoriums, une maison de retraite et maison de soins et deux cliniques psychiatriques ainsi que des bâtiments administratifs et utilitaires associés, tels qu'un immeuble d'habitation avec une pharmacie ou un bureau de poste, ont été construits à Buch pendant son mandat. Après la Première Guerre mondiale, un autre lotissement a été construit. Hoffmann a construit un cimetière institutionnel et a commencé les travaux préparatoires pour un second cimetière central de Berlin.
La ville de Berlin y avait acquis des terrains pour la construction de complexes de cliniques, car il ne restait pratiquement plus de place dans le centre de la ville pour d'autres sanatoriums. Hoffmann a commencé à construire un sanatorium pour 150 tuberculeux de 1899 à 1905. Au début du mandat d'Hoffmann, la tuberculose était devenue une maladie très répandue qui touchait particulièrement les couches les plus pauvres de la population. La construction du sanatorium a suivi le mouvement généralisé des sanatoriums, qui couvrait à l'époque l'ensemble du Reich allemand. Les autres bâtiments profitaient de l'espace disponible, ce qui permettait d'accueillir un plus grand nombre de patients que dans le centre de Berlin. Elle est suivie de 1899 à 1906 par la construction du 3e asile municipal d'aliénés, prévu pour 1800 malades mentaux, et de 1902 à 1909 par une maison de retraite pour 1500 résidents. En 1907, Hoffmann obtient la 4e construction de l'asile psychiatrique municipal. Il commence la construction du deuxième sanatorium pulmonaire, mais ne peut l'achever que partiellement.
Comme pour les projets de construction précédents, les conseillers municipaux, et en particulier le groupe libéral, ont critiqué les coûts de construction. Dans le cas de Buchs, la dispute a été exceptionnellement vive, de sorte que les conseillers municipaux sont intervenus directement dans l'architecture à plusieurs reprises. De multiples résolutions de l'assemblée demandaient, entre autres, une « façade simplifiée » et plus tard une « simplification la plus réalisable de la conception des façades ». Hoffmann a fait valoir les exigences médicales qui rendaient nécessaire une conception conviviale des bâtiments, ce qui impliquait également une façade quelque peu structurée et animée. Lors de la construction de la maison de retraite, le conseil municipal a exigé des bâtiments à étages, qu'il jugeait plus favorables, tandis qu'Hoffmann les rejetait pour des raisons esthétiques et médicales. Finalement, il a pu faire aboutir son projet de bâtiments plats, mais au prix d'une réduction du nombre de places dans la maison pour des raisons de coût. La cause du litige était moins la conception concrète d'Hoffmann qu'en général une dépense aussi importante pour une institution sociale éloignée de la ville proprement dite

### Musée de la Marche de Brandebourg

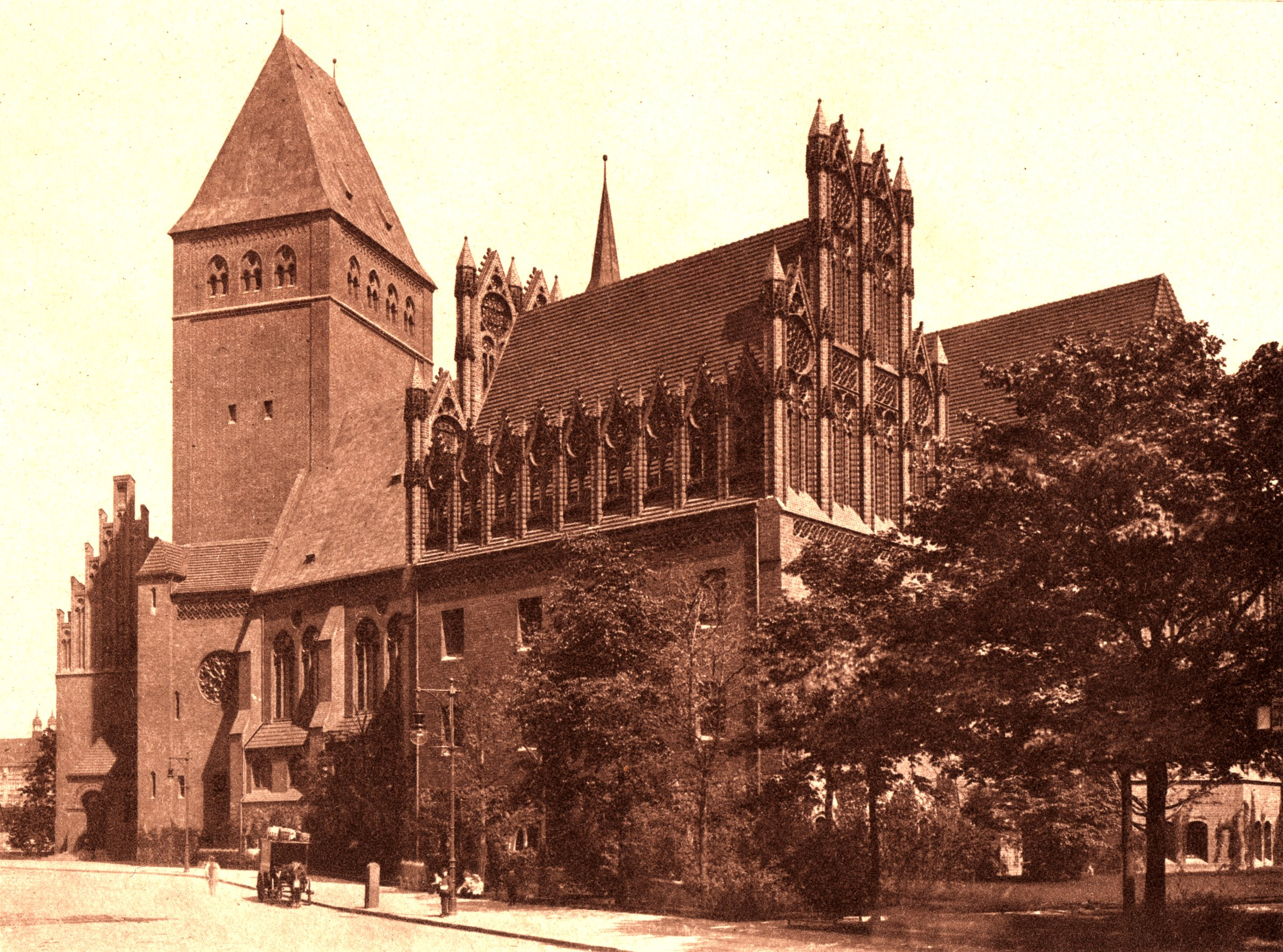
Musée de la Marche de Brandebourg (1908)

Le Musée de la Marche de Brandebourg date du milieu du XIXe siècle. L'association pour l'histoire de Berlin, fondée en 1865, et la collection des édiles, fondée par le conseiller municipal Ernst Friedel, étaient importantes. À partir de 1874, il est devenu le « Museum für die Stadt und Regionalgeschichte Berlins und der Mark Brandenburg », qui a d'abord exposé ses collections dans des lieux différents. À partir de 1893, ils ont été déplacés plus loin dans l'ancien Köllnisches Rathaus (de) sur l'île de la Spree. C'est le résultat de la volonté du musée de disposer de son propre bâtiment à partir des années 1880.
La construction de son propre musée témoigne de la confiance croissante de la ville de Berlin en elle-même, y compris vis-à-vis de son souverain. Le musée a été créé avec une orientation différente de celle des musées royaux de l'île aux musées. Néanmoins, les opérateurs de l'île aux musées se sont sentis attaqués et ont exprimé une critique claire du projet de musée de la ville de Berlin. Wilhelm von Bode parle d'une « chambre de curiosités inutile » qui ne justifie pas un nouveau bâtiment. À l'époque d'Hoffmann, la ville avait déjà lancé un concours pour la construction du musée et, en 1893, elle a opté pour un bâtiment au design néo-gothique. Cependant, cette conception a rencontré diverses difficultés et, lorsque Hoffmann a pris ses fonctions, elle était finalement terminée. Hoffmann a conçu le musée lui-même. Le 3 mars 1898, le conseil municipal approuve le tout nouveau projet d'Hoffmann. Les travaux de construction débutent en 1899. Principalement en raison de conflits avec la direction du musée au sujet de l'aménagement intérieur, la construction et l'ouverture se prolongent jusqu'en 1908. Alors que les exploitants souhaitaient avant tout garantir une collection d'objets objective et sans fioritures, le projet d'Hoffmann était celui d'un « musée d'atmosphère », le visiteur devant « avoir l'impression d'être dans l'Alt-Berlin ». Hoffmann l'a emporté.
Contrairement à ses autres bâtiments, qui s'inspiraient surtout de la Renaissance et du baroque de l'Italie et du sud de l'Allemagne, Hoffmann avait prévu dès le départ d'orienter ce bâtiment vers le gothique de brique du nord de l'Allemagne et du Mark Brandenburg. Contrairement aux autres travaux d'Hoffmann, dans lesquels il assemblait des éléments de décor et des détails de manière peu orthodoxe afin de rendre justice au bâtiment, il voulait rester « fidèle au style » avec le musée de la Marche de Brandebourg. Le musée devait montrer à l'extérieur l'utilisation de certaines parties particulièrement intéressantes d'anciens bâtiments du Mark Brandenburg de différents siècles et ainsi faire du bâtiment lui-même un musée des pièces d'architecture du Mark Brandenburg. Une visite du musée révèle une séquence chronologique de styles architecturaux, de la simple tour d'influence romane à un soubassement en pierre des champs d'inspiration médiévale, en passant par le bâtiment de la chapelle et son chœur de style haut gothique, jusqu'à ce que la seconde partie du bâtiment reprenne des motifs de la Renaissance des briques (de). En face du bâtiment se dresse l'Institution d'assurance publique conçue par Alfred Messel, qui reprend le fil chronologique avec sa façade baroque et le fait tourner. Le Musée de la Marche de Brandebourg est donc également le seul des grands bâtiments d'Hoffmann à présenter une façade en briques.
Fidèle à son engagement d'adapter les bâtiments à leur destination et de les traiter individuellement, Hoffmann a soigneusement planifié les intérieurs en fonction des collections qui devaient y être exposées. Ce faisant, il a exigé que la direction du musée mesure elle-même les grandes expositions afin de pouvoir adapter le bâtiment à celles-ci. Selon la conception d'Hoffmann, la préhistoire et l'histoire ancienne devaient être exposées au sous-sol, la collection d'histoire naturelle au premier étage et les pièces d'histoire culturelle au dernier étage. En dessous, la salle de la chapelle était destinée aux pièces sur la vie de l'église. Cependant, cela signifiait également que le bâtiment rendait difficile tout changement d'utilisation, toute modification importante de la collection ou tout changement du concept d'exposition, car il ne serait pas adapté à celui-ci. Au moment de la construction du musée, des différends sont apparus entre Hoffmann et la direction du musée au sujet de la mise en œuvre des plans de construction. Rétrospectivement, c'est précisément cette inflexibilité qui avait été critiquée presque continuellement sur le bâtiment depuis les années 1920. Le directeur du musée Walter Stengel (de) l'a fait remarquer de manière particulièrement pointue et formatrice à partir de 1925.

### Piscines

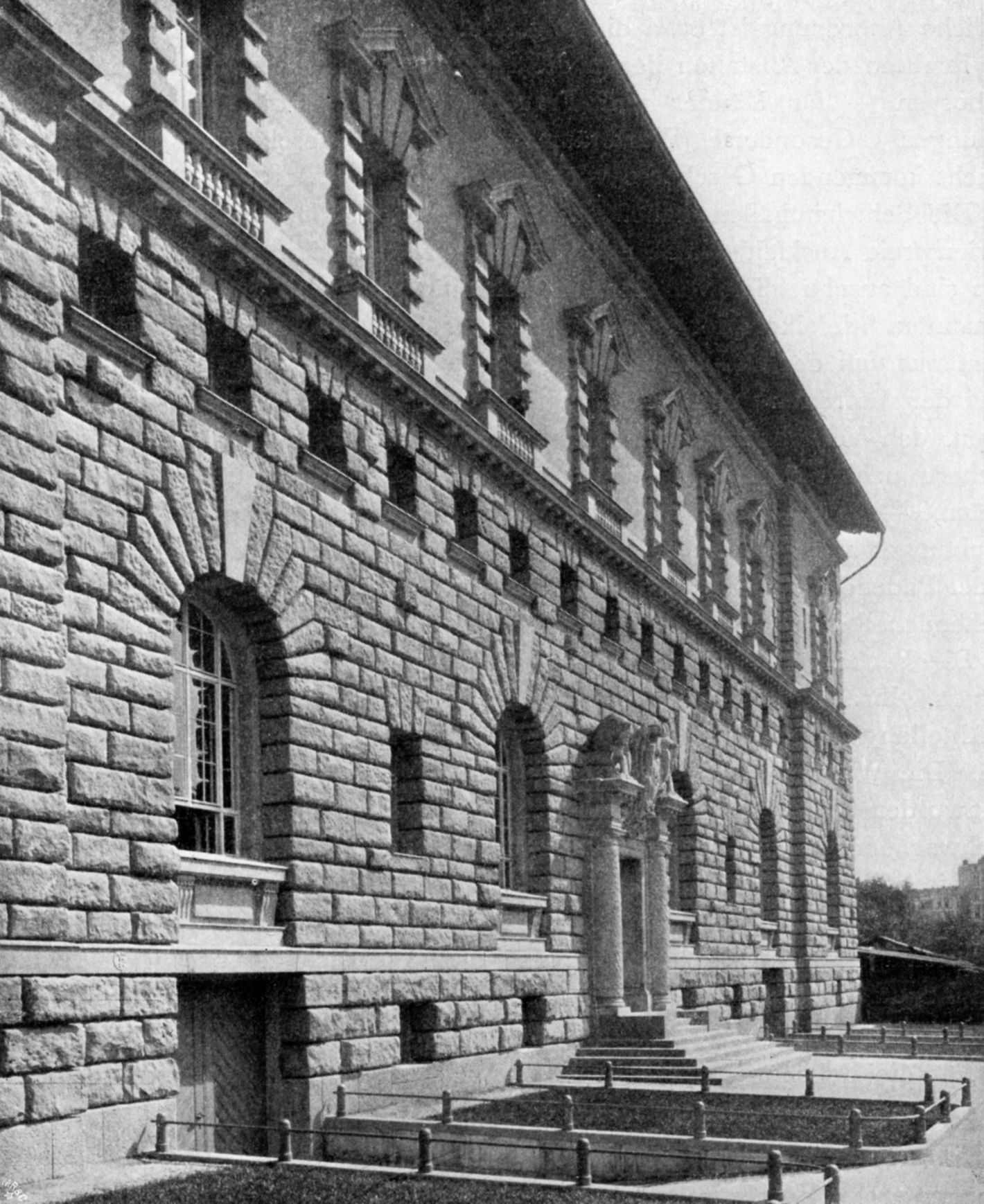
Façade de la Baerwaldbad (1906)

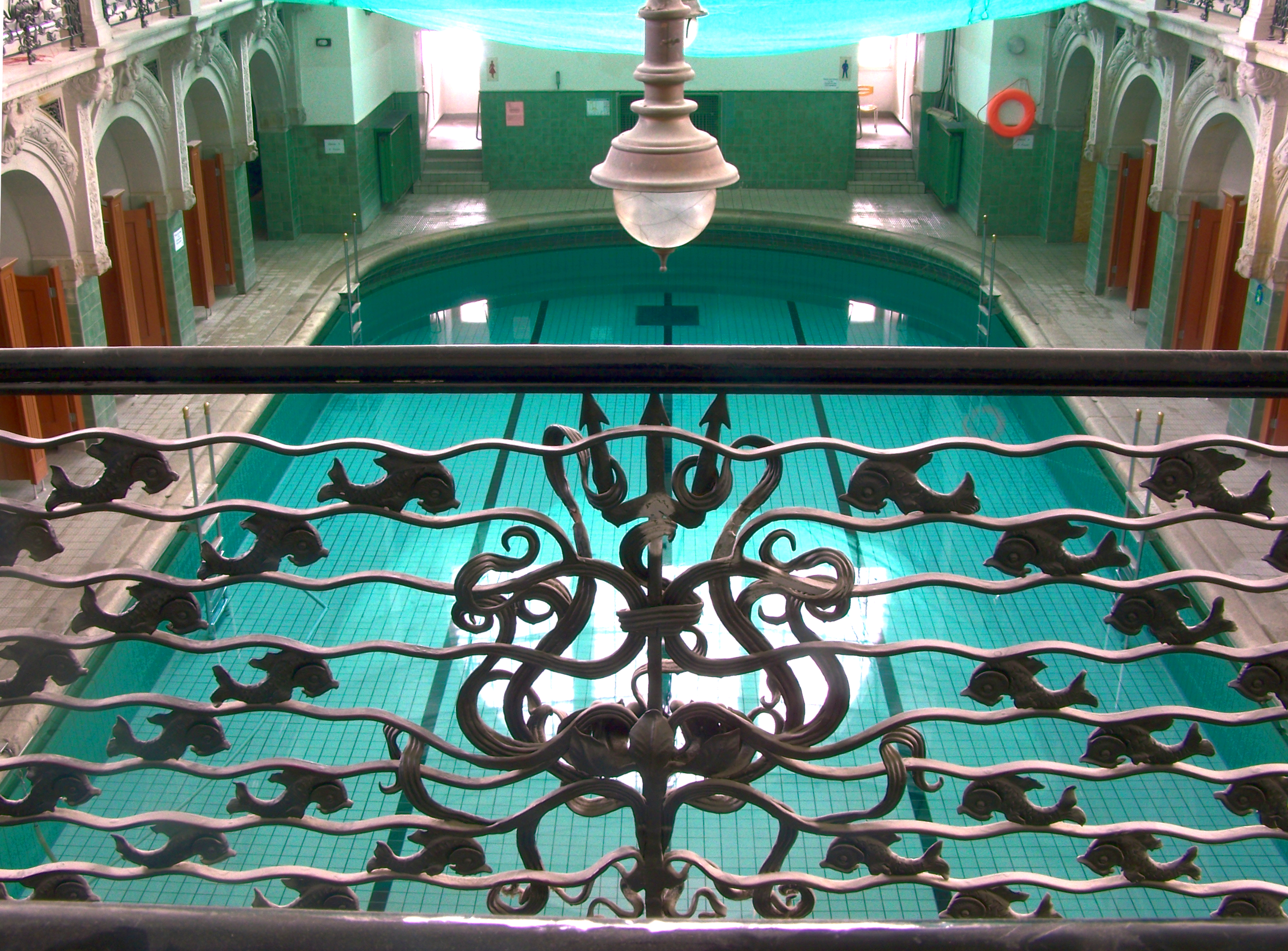
Petite piscine de la Baerwaldbad

Le mandat d'Hoffmann a également vu la mise en œuvre du programme de construction de piscines publiques à Berlin, qui avait été adopté en 1895 avant l'entrée en fonction d'Hoffmann. De 1891 à 1895, Hermann Blankenstein avait déjà construit deux bains simples, et donc les premières piscines municipales de Berlin, à Moabit et dans le Stralauer Vorstadt (de). Cependant, cela a également été controversé : Jusqu'au XIXe siècle, la ville s'est limitée à la construction d'établissements purement hygiéniques, où il n'y avait que des douches et des baignoires. Par rapport aux autres grandes villes allemandes, Berlin a tardé à construire des piscines couvertes. Ce projet a été encouragé par le nombre élevé de visiteurs dans les bâtiments précédents, mais toujours controversé dans la ville en raison des coûts. La construction supplémentaire de piscines couvertes a également été critiquée en raison de l'opposition des exploitants de piscines privées. Certains conseillers municipaux ont parlé de « palais pour les établissements de bains ». Une partie des libéraux ne suit pas Hoffmann et l'administration de la ville, tandis que les sociaux-démocrates sont favorables à la construction de ces bains publics. Sur ces points, Hoffmann n'a fait que réaliser le programme décidé avant sa prise de fonction. Le fait que les bains soient devenus plus élaborés que les bains traditionnels correspond à la tendance de l'époque, puisque des établissements de bains avec de véritables piscines sont apparus dans toute l'Allemagne vers 1900.
Le projet d'Hoffmann pour la Baerwaldbad dans la Baerwaldstraße a été l'une des premières tâches auxquelles s'est attaqué le nouveau conseil municipal de la construction. Comme pour beaucoup de ses premières constructions, il s'est orienté sur l'exemple de la Renaissance italienne. À première vue, la salle de bains ressemble à un palazzo italien. Cependant, Hoffmann utilise délibérément des procédés stylistiques qui n'auraient jamais existé dans celui-ci : la frise de trappes entre le rez-de-chaussée et le premier étage, derrière lesquelles se trouvaient les baignoires, aurait été inimaginable sur un palazzo de l'époque. Ce qui était inhabituel, était la transition brutale entre le bossage, les pierres naturelles saillantes, dans la partie inférieure du bâtiment, et la façade lisse dans la partie supérieure. Si tous les détails du bâtiment ont été trouvés dans des modèles historiques, leur composition et leur alignement avec le reste étaient plus originaux et propres à Hoffmann. Tout comme pour la deuxième construction, la Stadtbad Oderberger Straße, les thermes ont été construits dans un ensemble de bâtiments avec une école, les thermes ayant la façade sur la rue et l'école, comme les autres écoles d'Hoffmann, étant située principalement dans la partie arrière de la propriété.

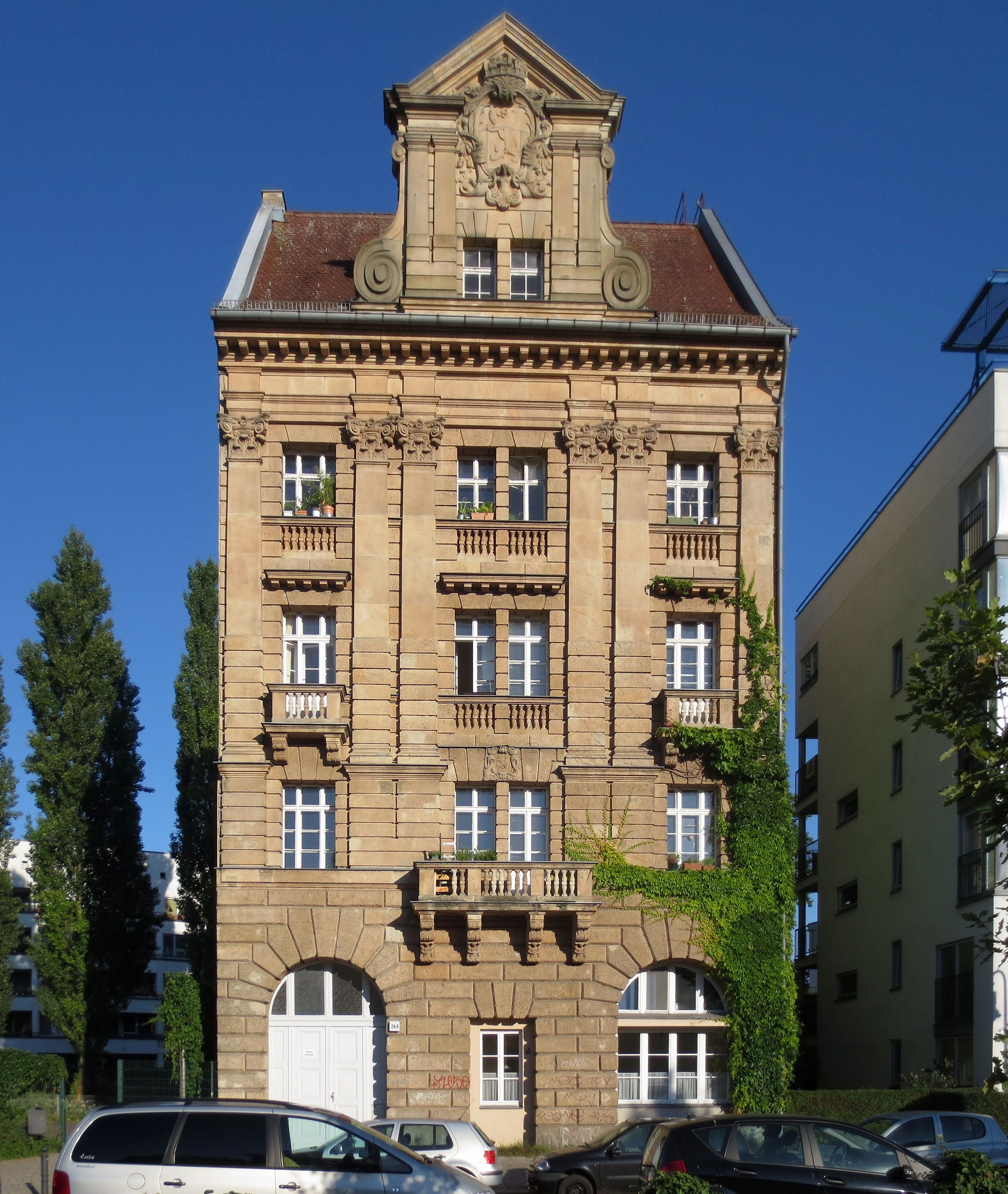
Immeuble résidentiel de la Denne witzstraße, ancienne entrée des thermes de la ville
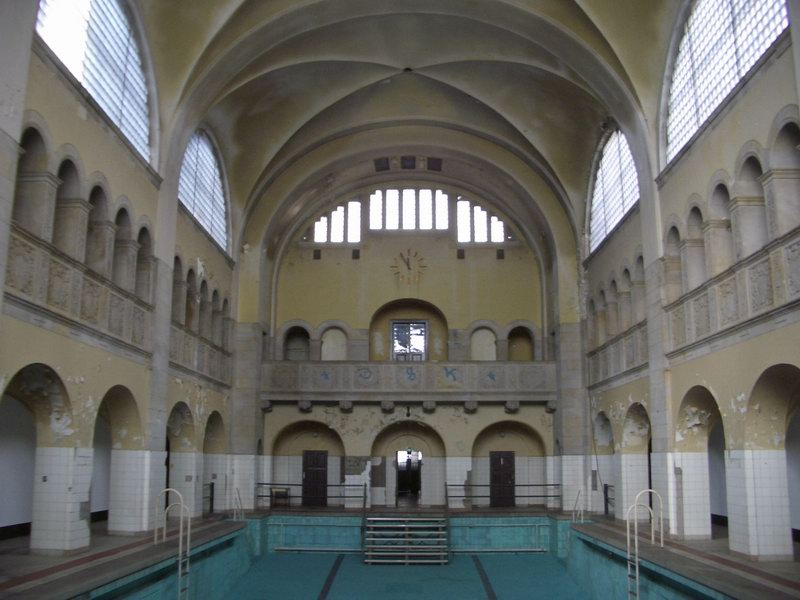
Stadtbad Oder berger Straße
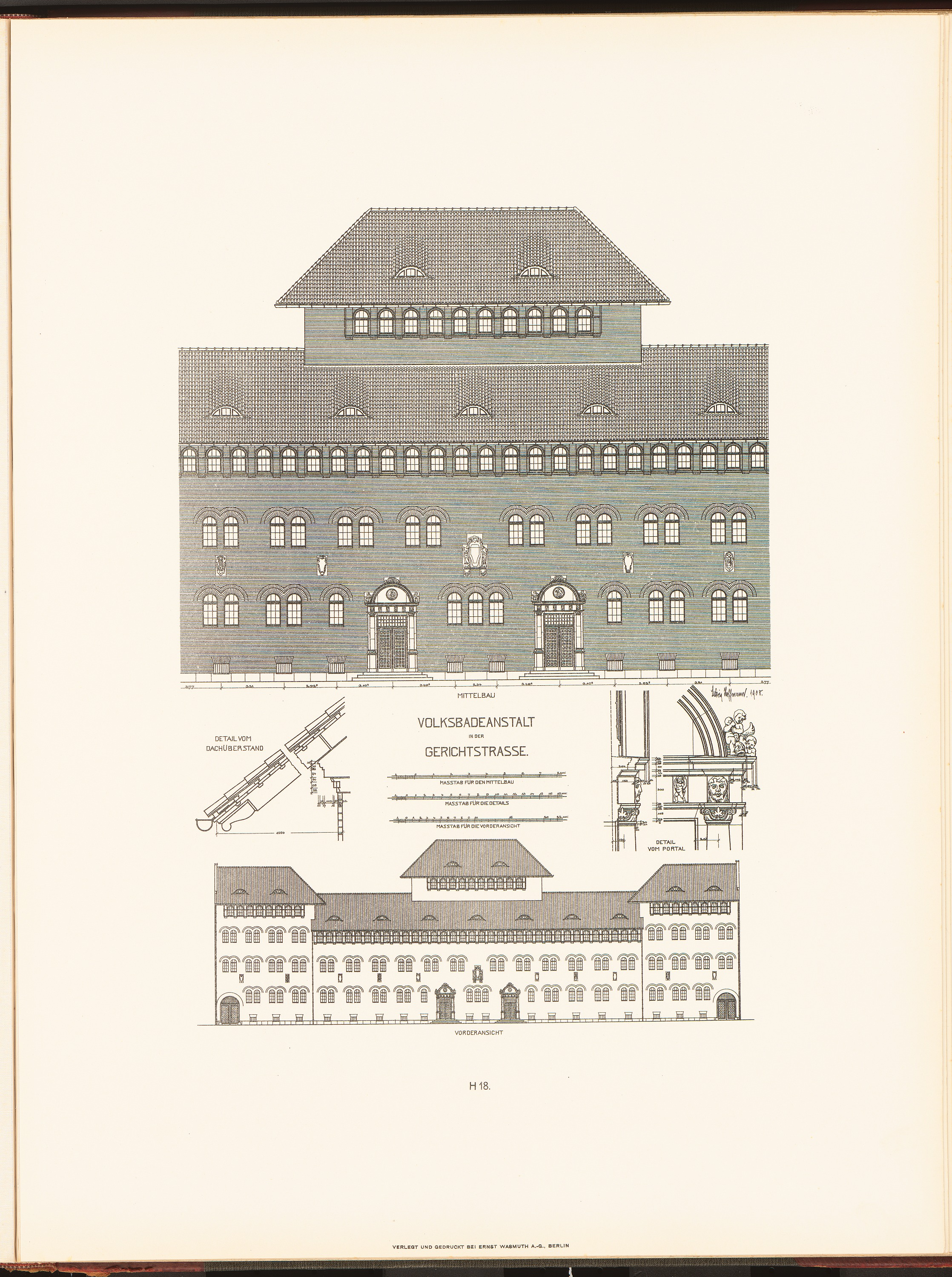
Stadtbad Gericht straße (Wedding)
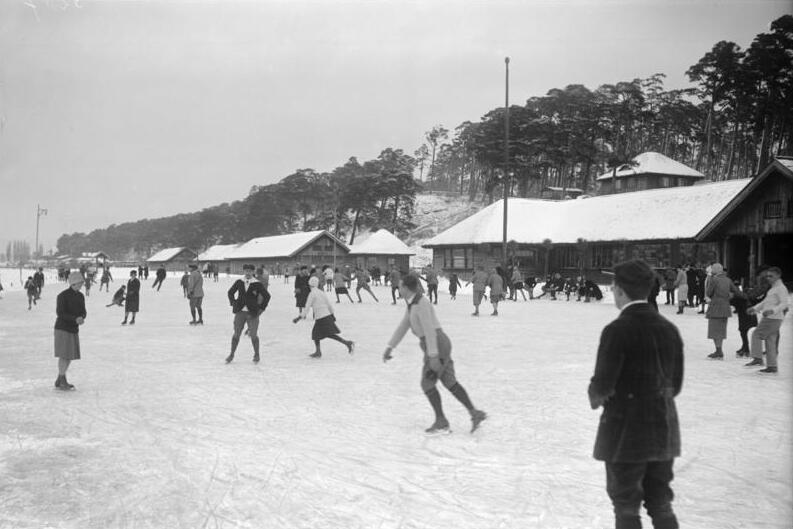
Lido de Wannsee

Sous son égide, la piscine municipale de la Dennewitzstraße a été construite, puis celle de Kreuzberg. Celle-ci était située près de la station de métro Gleisdreieck caché dans l'arrière-pays et la propriété et visuellement recouvert par les installations ferroviaires, de sorte que sa façade est restée à peine conçue. Sur le budget de Berlin, 134 000 marks avaient été dépensés pour cette Volksbadeanstalt Dennewitzstraße.
Le dernier bain d'Hoffmann, le Stadtbad Wedding a été construit sur un terrain plus grand que les bains précédents, a donc également trouvé plus d'espace pour le bâtiment et a été le premier bain de Berlin à avoir deux salles de natation - une pour les hommes et une pour les femmes. D'autres nouveaux bains avant la Première Guerre mondiale ont été empêchés par la critique fondamentale permanente des piscines terminées. Hoffmann a conçu les bains de manière différente. Pour le Baerwaldbad, comme pour le Reichsgericht ou le Stadthaus, il s'est inspiré de la Renaissance italienne.
Le dernier projet d'Hoffmann, qu'il a lui-même planifié, est le Lido de Wannsee (de). Elle n'a été achevée qu'après sa retraite. Son successeur Martin Wagner a remplacé les bâtiments qui s'y trouvaient moins de dix ans plus tard par une installation plus grande et plus moderne.

### Maison de ville

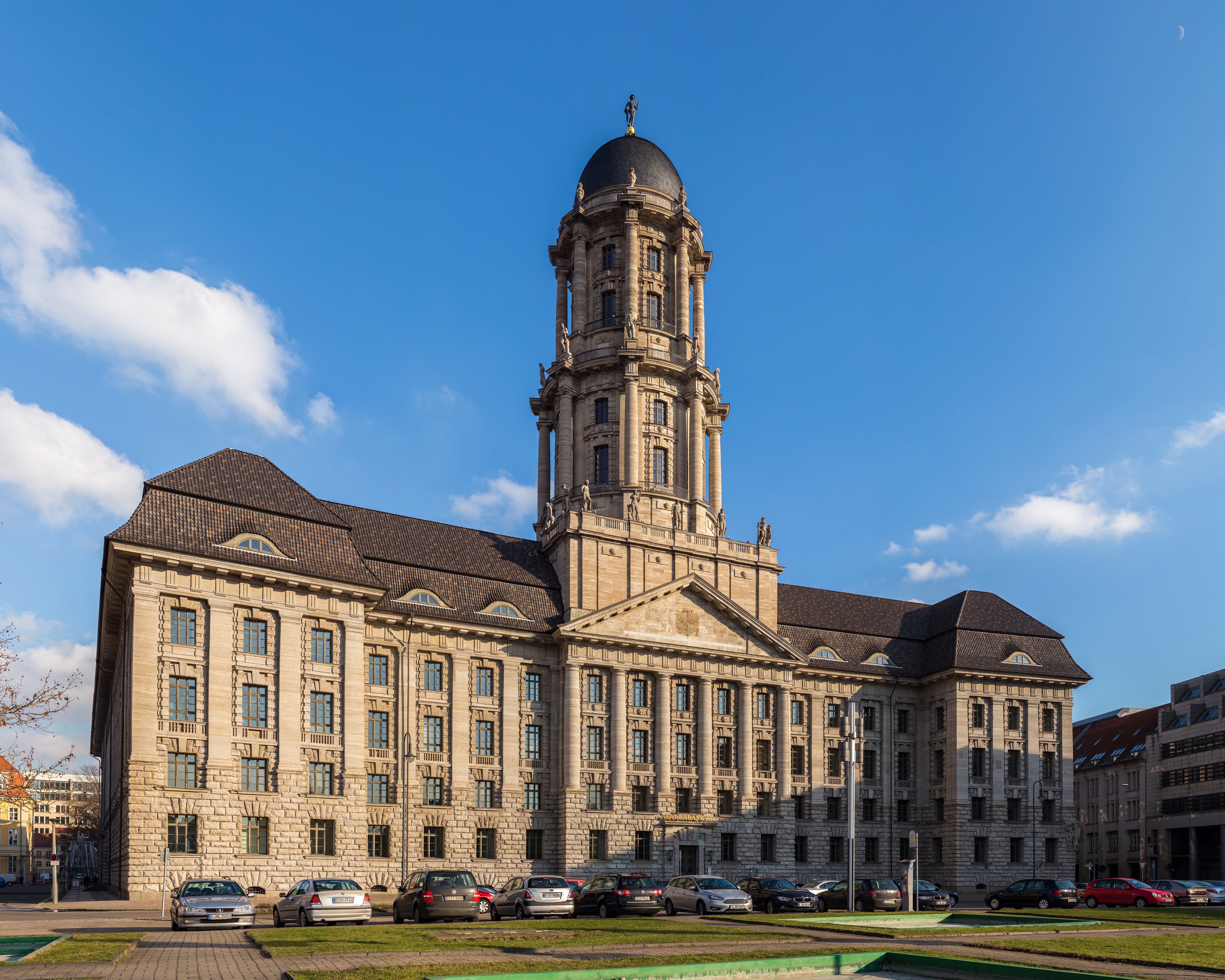
Stadthaus Westseite

The Rotes Rathaus n'a été achevé qu'en 1869. Compte tenu de la croissance de la ville et des tâches croissantes de l'administration, il s'est rapidement avéré trop petit. Lorsque Hoffmann a pris ses fonctions, la décision de construire un autre bâtiment administratif avait déjà été prise. Avec la Stadthaus, le conseil municipal voulait un bâtiment qui, pour des raisons pratiques, aurait un emplacement central au centre-ville et serait plus grand que l'hôtel de ville rouge, mais sans lui faire concurrence dans le paysage urbain.
Hoffmann a conçu un bâtiment pour 1000 fonctionnaires et avec deux petites salles de réunion. Bien que le bâtiment n'ait pas été conçu pour servir de bâtiment représentatif, Hoffmann a prévu dès le départ une tour pour que le bâtiment se distingue dans le quartier. En réponse aux critiques du conseil municipal concernant cette tour, Hoffmann a fait référence à la tradition des bâtiments administratifs municipaux rendus visibles par des tours. Contrairement aux exigences initiales, Hoffmann a réussi à imposer un grand hall central et représentatif à l'intérieur du bâtiment.
Approuvé en 1901, le bâtieùnt est achevé en 1911. Hoffmann a conçu une construction sur un terrain irrégulièrement découpé qui simule une grande symétrie que ni le terrain ni le bâtiment ne possèdent. Hoffmann voulait une façade qui exprime « force et tranquillité » et a choisi le trias moyen comme matériau de construction, complétant un système de façade influencé par la Renaissance. Il s'est orienté sur le modèle de Palazzo Thiene (en) et le palais du Te de Palladio à Mantoue.
En fait, une fois achevée, cette position ambiguë a souvent donné lieu à des critiques. D'une part, il s'agissait d'un immeuble de bureaux qui ne comportait pratiquement aucune pièce représentative à l'intérieur et servait uniquement à des fins administratives courantes. D'un autre côté, il était plus grand, avec une façade plus coûteuse et un dessin plus élaboré que l'hôtel de ville actuel. Les contemporains ont tenu Hoffmann moins responsable de cette situation que ses clients, qui ne pouvaient pas décider clairement du type de bâtiment qu'ils voulaient.

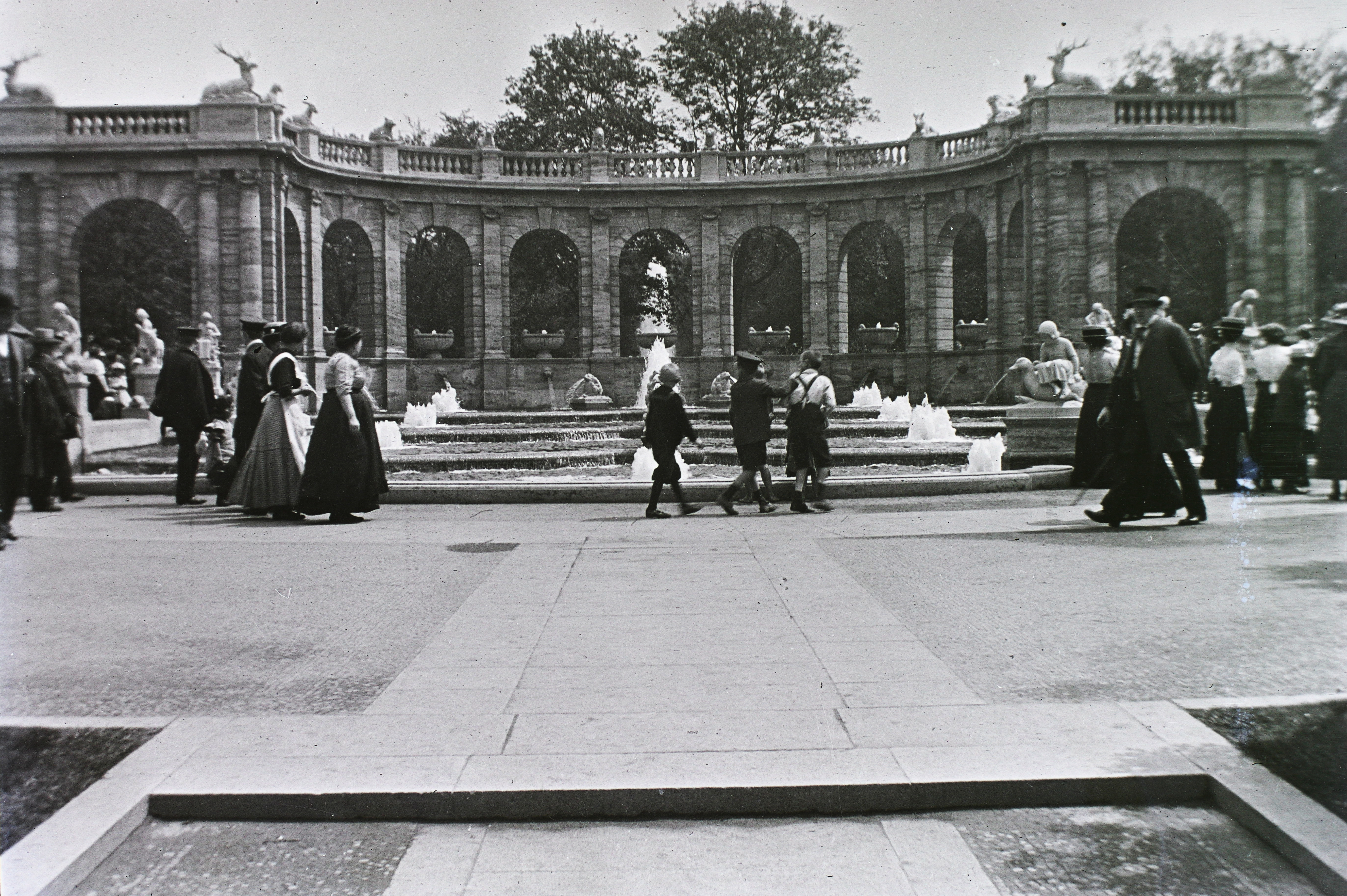
Fontaine conte de fées (1914)

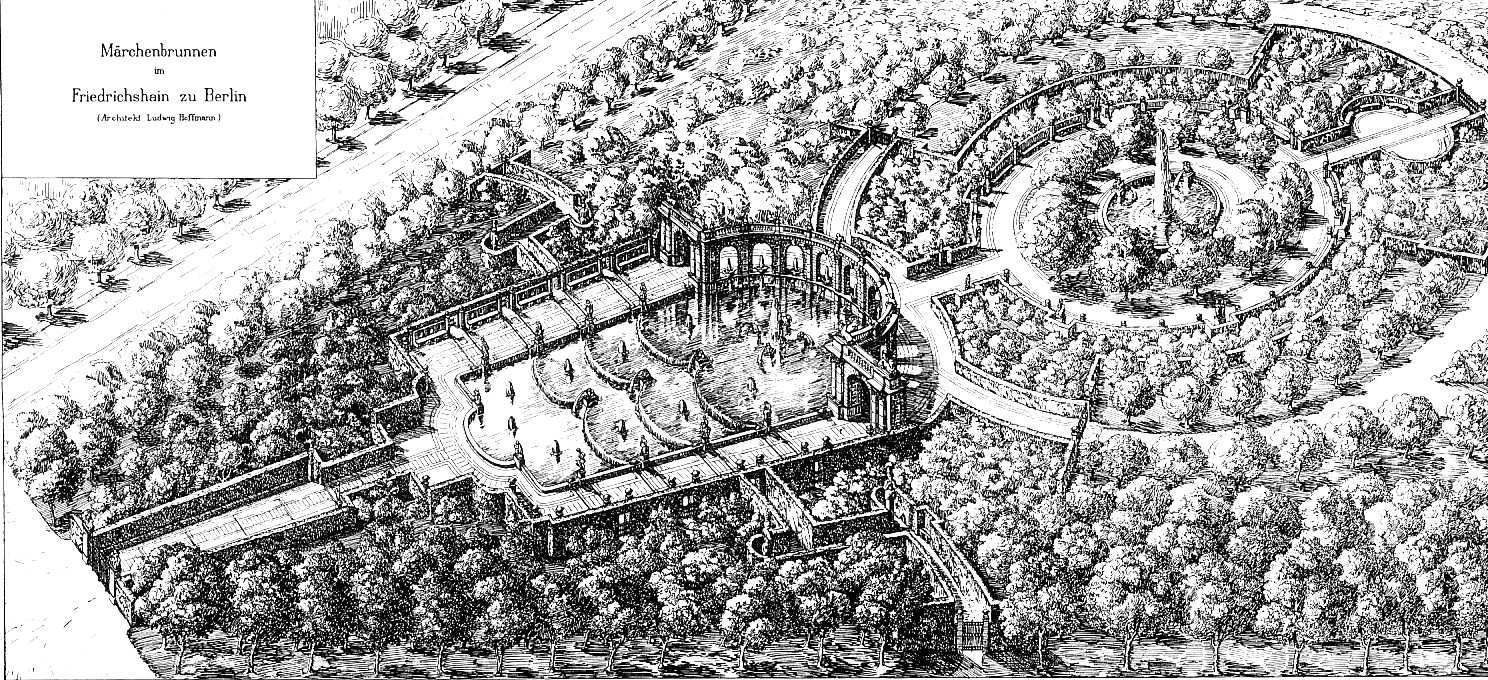
Fontaine conte de fées dans son ensemble, dessin d'Hoffmann

En 1903, les conseillers municipaus approuvent les plans de Hoffmann pour la construction d'un « bureau d'enquête municipal sur les denrées alimentaires et les biens de consommation », qui doit être érigé sur la zone située entre Fischerbrücke, Mühlendamm et Fischerstraße.
Avec l'aide de la délégation artistique, Hoffmann a pu réaliser certains des bâtiments les plus célèbres de la ville. Après avoir été soumis à plusieurs reprises aux critiques des conseillers municipaux, qui trouvaient ses bâtiments trop chers et exigeaient des constructions plus simples, les fonds de la députation artistique ont été exclusivement destinés à promouvoir la culture et l'art à Berlin. Ce fonds a été utilisé, par exemple, pour payer les décorations des différents bâtiments scolaires, de l'asile pour enfants ou de la salle des mariages du bureau d'enregistrement Fischerinsel. Hoffmann a également utilisé ces fonds pour créer des fontaines publiques telles que la fontaine d'Hercule sur la Lützowplatz. L'œuvre la plus élaborée, qui a absorbé une grande partie du budget de la délégation artistique, est la Fontaine de conte de fées au Volkspark Friedrichshain (de).
La fontaine des contes de fées est un bâtiment particulier dans l'œuvre d'Hoffmann. La décoration spéciale de l'entrée du Volkspark était déjà prévue avant l'entrée en fonction de M. Hoffmann. Cependant, le fait de concevoir cette décoration spécialement pour les enfants et d'utiliser le motif des contes de fées vient des idées d'Hoffmann. Le Parc public Friedrichshain était le seul espace vert dans le quartier ouvrier densément construit de Friedrichshain. Il était très utilisé par les enfants des travailleurs. Réaliser cette décoration de l'entrée du parc non pas sous la forme d'une architecture ostentatoire représentative, mais par le biais de personnages de contes de fées, était une nouveauté absolue pour Berlin. Le bâtiment est devenu l'une des constructions les plus controversées d'Hoffmann sur le plan politique. L'empereur Guillaume II approuve l'idée, mais rejette le projet concret. En 1901, la police des bâtiments lui en fait part et rejette le projet pour des raisons artistiques. Le conseil de la ville de Berlin insiste toutefois sur le fait qu'il s'agit d'une affaire purement municipale qui ne nécessite aucune approbation impériale. L'affaire enflamme la presse et du conseil municipal.

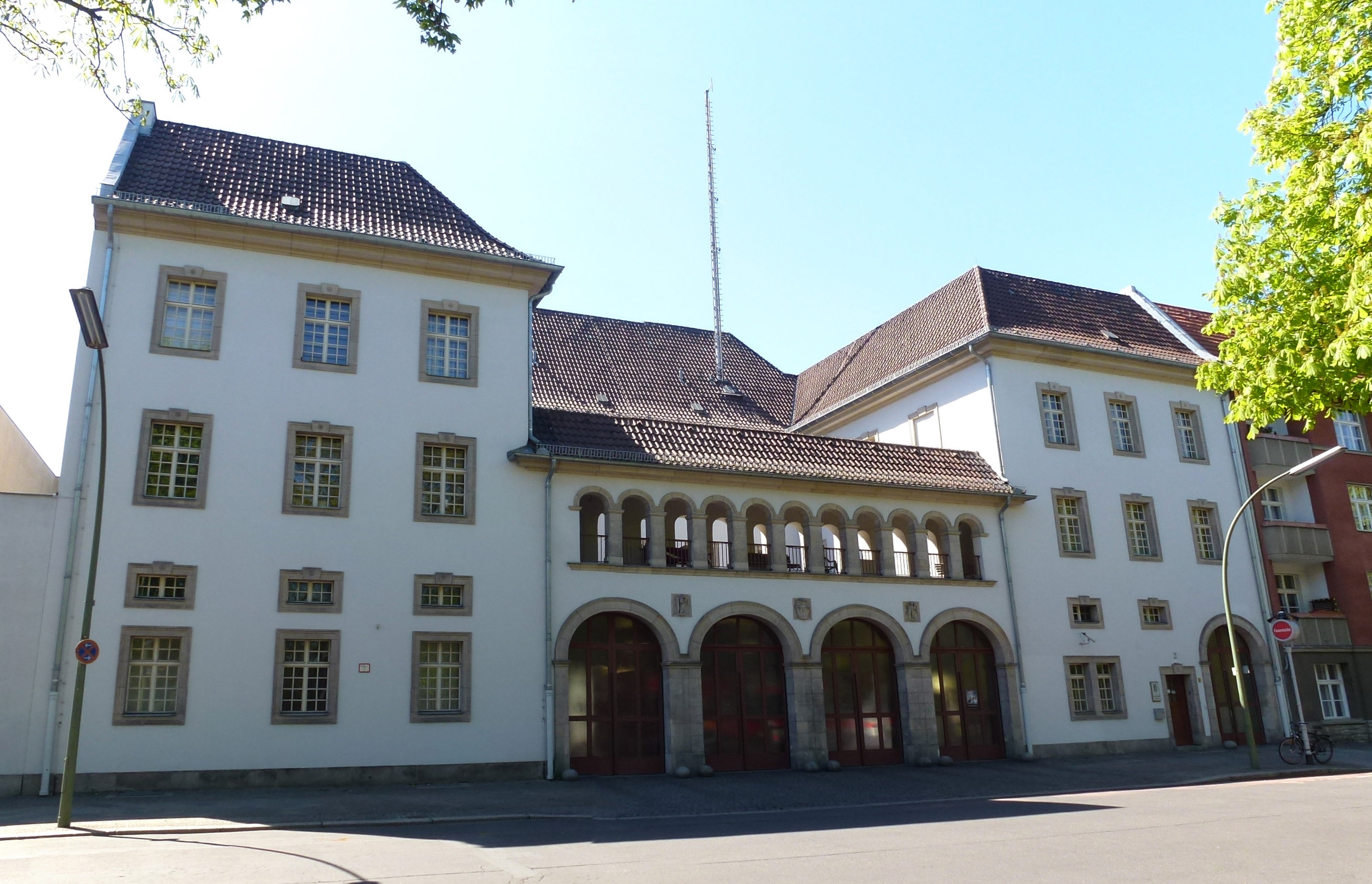
Caserne de pompiers de Schillerpark à Berlin - Wedding de 1909-1910
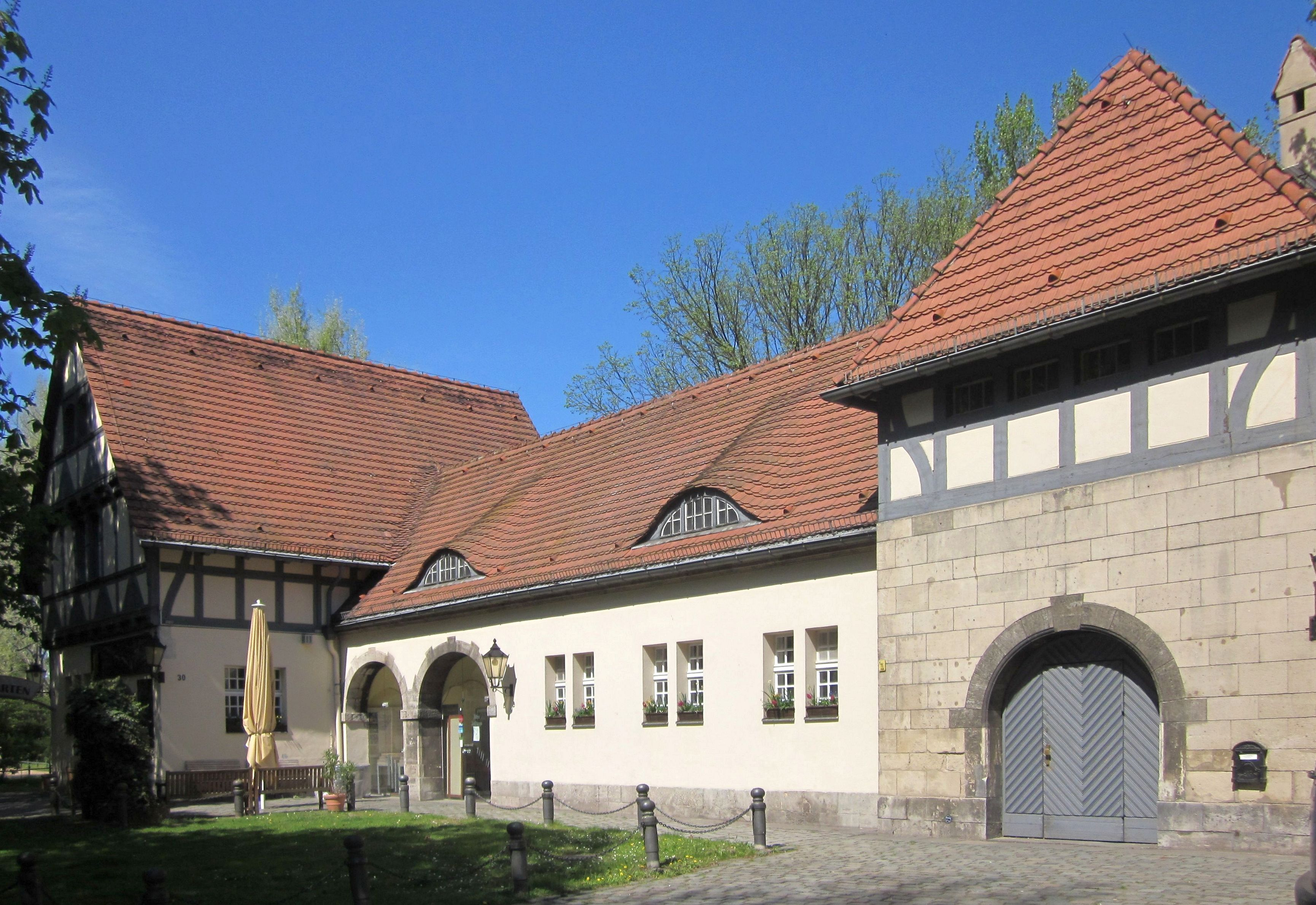
Dépôt du nettoyage de la ville, aujourd'hui restaurant
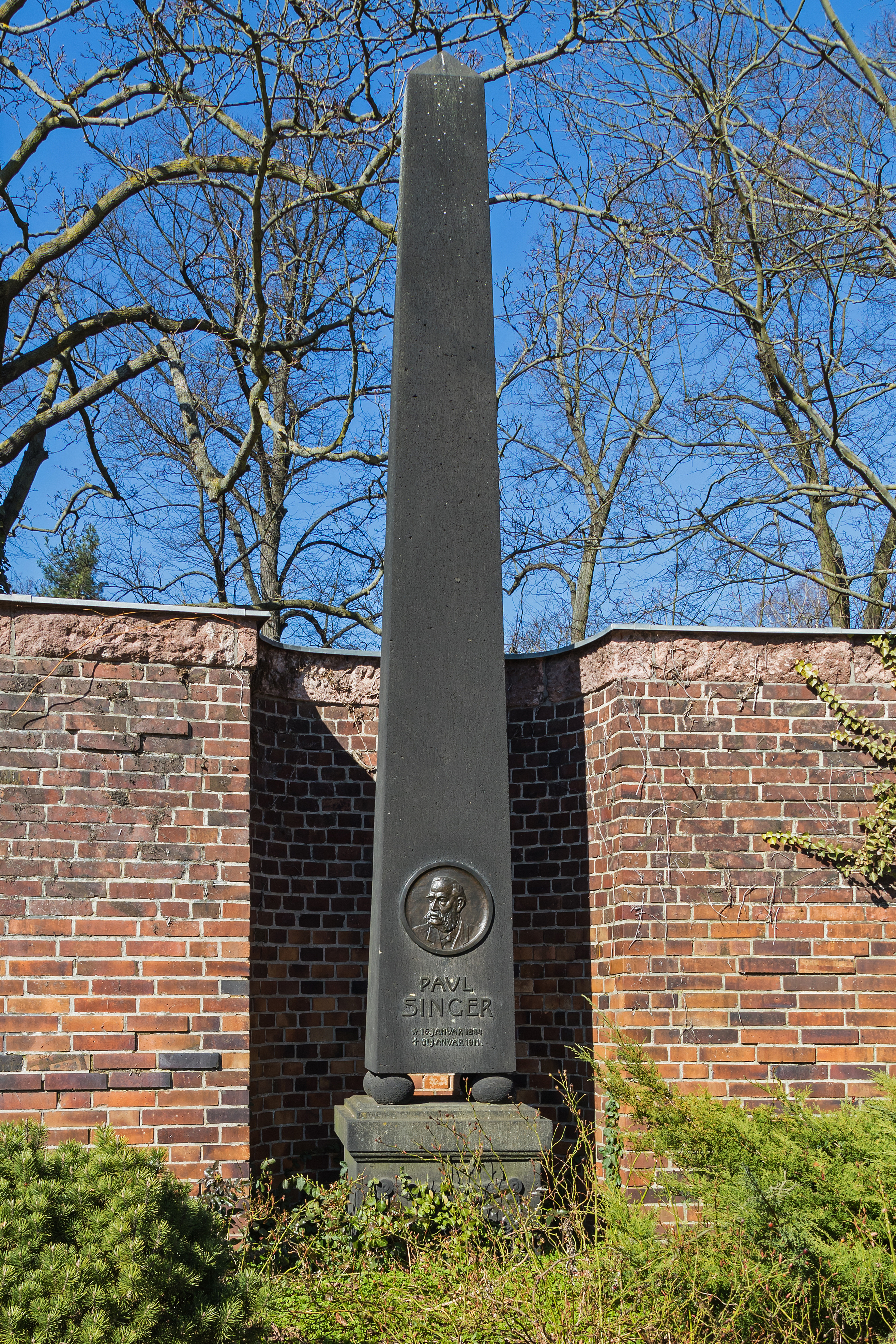
Tombe de Paul Singer
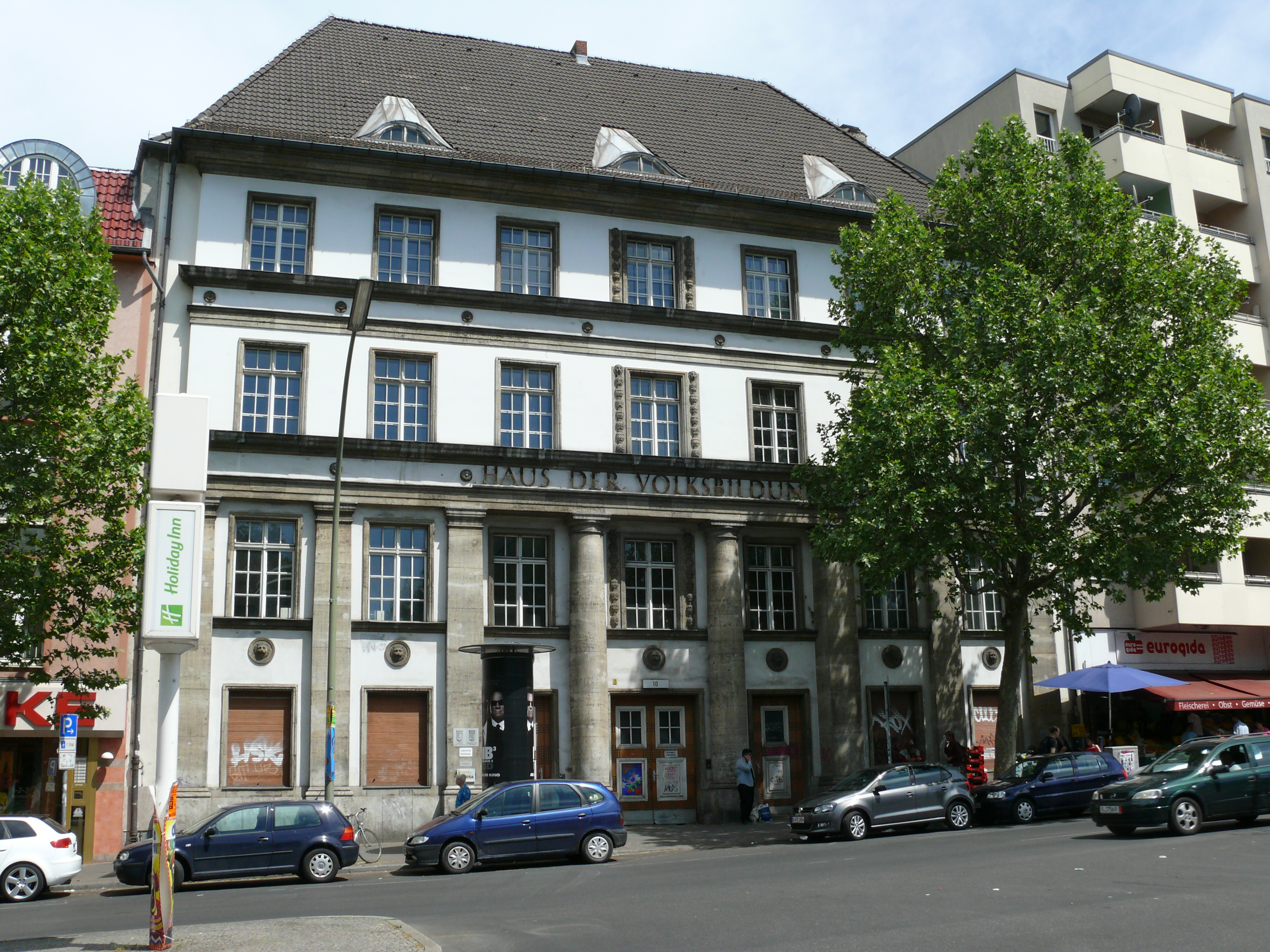
« Haus der Volksbildung », ancien bâtiment de l'administration municipale

Hoffmann, cependant, pouvait comprendre bon nombre des critiques de l'empereur et n'était lui-même pas encore satisfait de la conception. Tous deux ont estimé que les chiffres étaient trop élevés pour les enfants. La disposition en trois parties initialement prévue n'a pas permis d'obtenir une cohésion interne. Les positions se sont rapprochées, également parce que Hoffmann et l'empereur avaient eu une relation relativement bonne et étroite depuis la construction de la Cour impériale. Néanmoins, il a fallu attendre 1913 pour que la fontaine soit réellement construite. Finalement, la fontaine fait à nouveau la une de la presse, mais cette fois comme le bâtiment le plus en retard de la ville. La fontaine profite de la pente que présente le Volkspark à cet endroit. Hoffmann a finalement créé une grande fontaine dans laquelle l'eau s'écoule du point le plus haut vers le bas en quatre terrasses. Le point le plus élevé de la cascade est bordé par une architecture en arcades. Les personnages bien connus des ontes de Grimm se tiennent à hauteur d'enfant au bord du plus grand bassin. Dans la fontaine elle-même se trouvent des figures de grenouilles. Dans la conception générale de l'installation, des échos clairs des jeux d'eau du baroque italien précoce sont reconnaissables. Il s'est notamment inspiré du théâtre d'eau de la Villa Mondragone.
Au début de son mandat, Hoffmann réalise encore plusieurs constructions de ponts en collaboration avec le service de génie civil de la ville. Par la suite, le bureau d'ingénierie structurelle, que dirigeait Hoffmann, et le bureau d'ingénierie civile ont été séparés. Après que Friedrich Krause (de) est devenu chef du bureau de génie civil de Berlin en 1897, il est vite apparu que les idées des deux chefs de bureau n'étaient pas compatibles. Après l'entrée en fonction de Krause, Hoffmann ne conçoit que le Lessingbrücke (de) à Moabit et le Adalbertbrücke (de) à Mitte. C'est pendant cette construction qu'Hoffmann et Krause se sont finalement brouillés. Au cours des 20 dernières années de son mandat, Hoffmann n'a pu construire que l'Inselbrücke (de) à Berlin-Mitte. Krause a attribué d'autres contrats de construction de ponts presque exclusivement à des architectes indépendants. Dans ses mémoires publiés plus tard, Hoffmann regrette la stricte séparation entre le génie civil et le génie structurel.

## Autre travail en tant que conseiller municipal pour les bâtiments

### Statut local pour Berlin
Les circonstances organisationnelles et personnelles de l'administration berlinoise de l'époque n'ont pas permis à Hoffmann d'étendre ses activités à la planification urbaine. Il s'est limité aux bâtiments individuels, tandis que le tracé des rues, le génie civil et la répartition des bâtiments publics sont restés en dehors de ses attributions. L'annonce d'un concours public pour les plans de construction de Groß-Berlin en 1908/1909 constitue pour lui une échappatoire à cette restriction. Hoffmann a également fait partie du jury de ce concours, qui n'a toutefois pas eu d'effets concrets. La première guerre mondiale, qui a débuté en 1914, a ensuite rendu d'autres questions plus urgentes.
L'une des tâches particulières d'Hoffmann était de préserver le statut des villes afin de protéger le paysage urbain. Les villes en pleine expansion de l'époque ont donné lieu aux premiers règlements visant à protéger le paysage urbain ; l'État de Prusse avait adopté une « loi contre la dégradation des villes » en 1907, à laquelle l'administration de Berlin s'est ralliée. Cette ordonnance a ensuite protégé des parties importantes de la ville telles que Unter den Linden ou la Wilhelmstraße contre un réaménagement inapproprié et y a réduit la publicité. La nouvelle loi a également protégé trois bâtiments d'Hoffmann, l'hôpital Rudolf Virchow, le musée Märkisches et la Stadthaus. Hoffmann était président d'un conseil d'experts qui devait décider en cas de doute si un bâtiment était approprié. Après la formation du Grand Berlin avec les municipalités environnantes en 1920, Hoffmann a mené des efforts pour créer un statut commun pour le Berlin historique et les municipalités environnantes nouvellement ajoutées. La « loi locale pour la protection de la ville de Berlin contre les dégradations » est entrée en vigueur en 1923.

### Argenterie du prince héritier

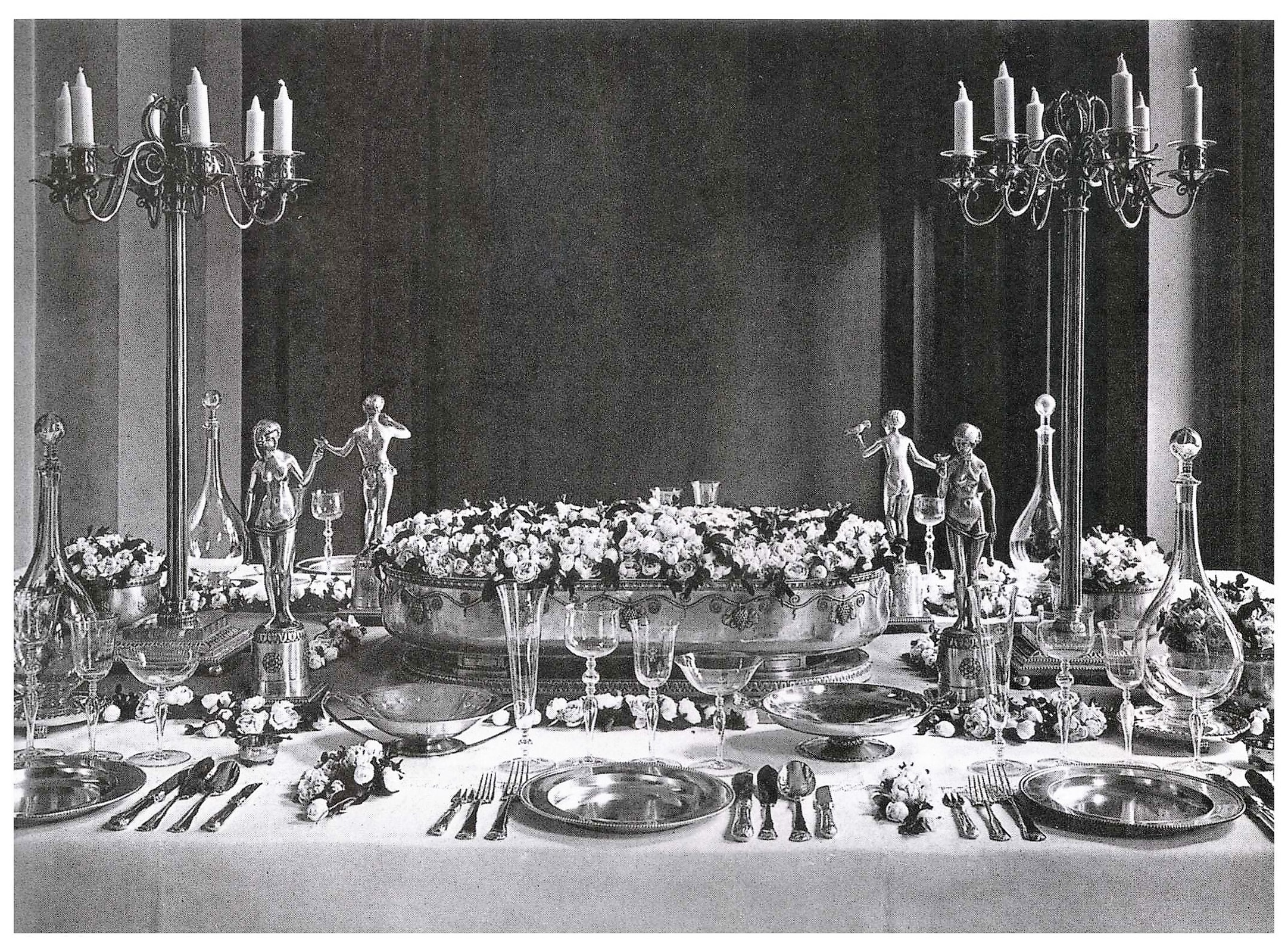
L'argenterie du prince héritier

Dans la ville, Hoffmann avait acquis une réputation particulière pour son design représentatif : Il devient ainsi le chef d'une commission chargée de superviser le travail de douze ferronniers et Orfèvres qui réalisent une argenterie pour le prince héritier destinée à être offerte en cadeau de mariage au prince héritier Guillaume de Prusse et Cécilie de Mecklembourg-Schwerin le 5 juin 1905. L'ensemble, un cadeau décidé par l'Association prussienne des villes en 1905, conçu pour 50 personnes, comprenait 2700 pièces individuelles.

### Production de décorations de fête
Hoffmann était représentatif à un autre égard, puisqu'il était également responsable de la production de décorations festives spéciales dans la ville. Il a produit ici un total de onze décorations de fête. Le plus élaboré fut celui de la visite de François-Joseph Ier à l'empereur allemand en 1900. Hoffmann fit ériger un arc de triomphe sur la Pariser Platz et assura une conception continue de la Pariser Platz au Stadtschloss de Berlin.

### En tant que membre de jury
Hoffmann a rapidement acquis une certaine influence sur l'ensemble de la scène de la construction allemande, notamment en tant que membre du jury de nombreux concours d'architecture. Il a soutenu le projet de Hugo Lederer et German Bestelmeyer pour le mémorial aux morts de l'université de Berlin en 1920 (inauguré en 1926).

## Constructions et conceptions tardives

### Achèvement du musée de Pergame
Malgré des carrières opposées, Messel comme architecte indépendant, Hoffmann comme fonctionnaire de la construction, ils ont toujours construit ensemble. Lorsque l'impératrice Auguste Viktoria insiste pour commander à Hoffmann l'architecture de la Kaiserin-Auguste-Viktoria-Haus (de), il se sent alors surchargé professionnellement. Il fait appel à Alfred Messel. L'impératrice insiste sur la participation d'Hoffmann et c'est ainsi qu'ils construisent ensemble l'hôpital de Berlin-Charlottenburg. Après que Messel est tombé gravement malade au début des années 1900, Hoffmann a poursuivi et supervisé ses projets de construction, comme la construction de l'Association Lette (de) à Berlin-Schöneberg, du Palais Cohn-Oppenheim à Dessau ou du Musée régional de la Hesse à Darmstadt, ville natale de Hoffmann et Messel.
Dès 1908, à la suite d'une attaque cérébrale subie par Messel, Hoffmann était devenu un interlocuteur important pour Wilhelm von Bode et la direction de la construction, et après la mort prématurée de Messel en 1909, il a repris la construction à la demande de l'empereur et au nom du ministère de la Culture. Avec von Bode et Hoffmann, deux fortes personnalités se font face, toutes deux bénéficiant des faveurs de l'empereur et de bonnes relations politiques. L'achèvement du bâtiment s'est toutefois transformé en un conflit permanent entre Hoffmann et von Bode. Jusqu'à sa propre mort en 1932, Hoffmann a effectué d'autres modifications et ajouts au Musée de Pergame.

### Conception d'un nouvel opéra royal

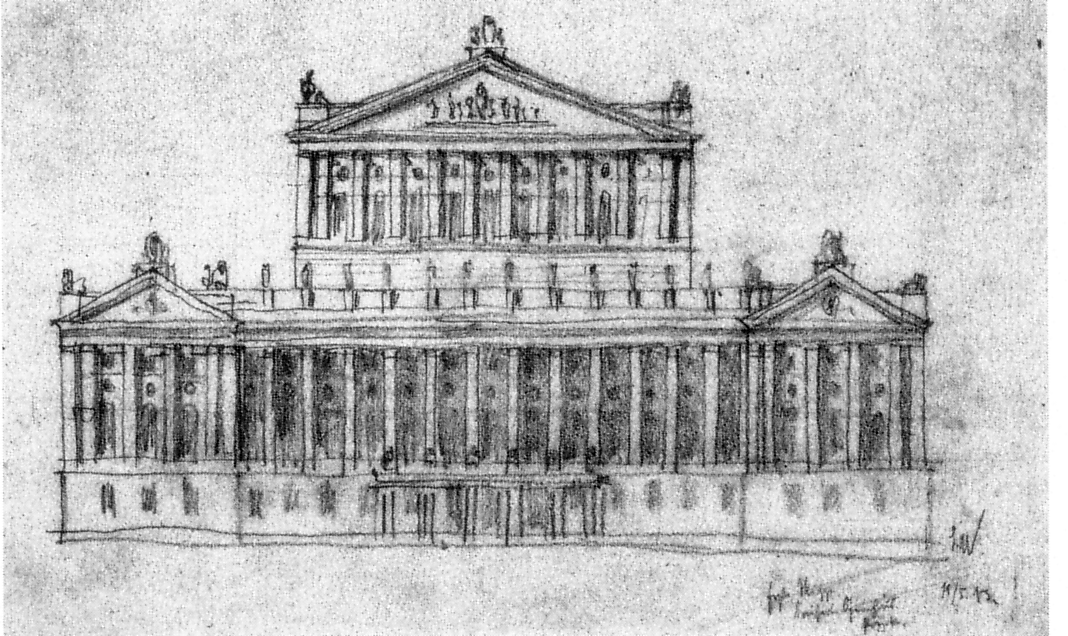
Projet de façade d'Hoffmann pour un nouvel opéra royal

Au début du XXe siècle, l'État prussien et Guillaume II sont favorables à la construction d'un nouvel opéra pour remplacer le Staatsoper Unter den Linden. Ce dernier semblait trop petit pour l'époque, et sa sécurité incendie suscitait également des inquiétudes. La construction du Nouvel Opéra Royal de Berlin (de) s'est transformée en une histoire d'échecs spectaculaires, que le journaliste Paul Westheim (de) a décrite comme « la comédie architecturale la plus grotesque de tous les temps ». On avait demandé très tôt à Hoffmann s'il voulait y travailler. Cependant, il voyait sa tâche dans la construction de bâtiments sociaux et non de représentation. De plus, il n'avait pas eu de bonnes expériences avec les autorités responsables lorsqu'il avait achevé avec elles le musée de Pergame après la mort de Messel.
Ce n'est qu'après l'échec de trois concours d'architecture, lorsque l'empereur Guillaume II et le maire de Berlin Adolf Wermuth ont tous deux personnellement insisté sur un projet d'Hoffmann en 1913, qu'il a commencé à y travailler. Cette dernière demande survint à une époque où les principaux bâtiments d'Hoffmann à Berlin étaient tous achevés et où il n'était activement occupé que par le musée Pergamon et le programme de routine des bâtiments scolaires. La décision finale pour Hoffmann comme maître d'œuvre de l'opéra a été prise en mai 1913.
Conformément aux exigences, Hoffmann a conçu le bâtiment comme une cour et un grand théâtre, en étudiant intensivement les bâtiments de cour qui avaient été créés dans la première moitié du XIXe siècle. Il a conçu une structure compacte, typique du classicisme. Hoffmann a rejeté les développements de la fin du XIXe siècle tels que les ailes latérales en saillie (comme au Semperoper ou au Burgtheater de Vienne) ou la construction en toiture soulignée de l'Opéra de Paris. Les plans d'Hoffmann ont été rendus publics en janvier 1914. De vives critiques ont été émises par les architectes libres, qui n'appréciaient pas du tout le fait qu'après trois concours, c'est maintenant un fonctionnaire municipal chargé de la construction qui devait réaliser les travaux. Finalement, la commission responsable a approuvé les fonds pour la construction en mai 1914. Le nouvel opéra royal n'a jamais été construit. La première guerre mondiale a empêché le début de la construction. La République de Weimar a fixé d'autres priorités dans la planification de la construction que les opéras royaux.

## Style
Hoffmann a été influencé par ses voyages en Italie et s'est orienté vers l'architecture de la Renaissance italienne. Il a notamment cité à plusieurs reprises Andrea Palladio et Michele Sanmicheli comme des exemples, même si Hoffmann était moins préoccupé par les éléments formels individuels que par l'effet global bien pensé du bâtiment et sa relation avec l'environnement. Hoffmann préparait méticuleusement ses voyages d'étude en Italie, faisait des croquis sur place et s'en servait comme guide pour ses constructions en Allemagne. Hoffmann a lu des ouvrages d'architecture et d'histoire de l'art sur cette époque. Il a été particulièrement influencé par Jacob Burckhardt, qui a déclenché chez Hoffmann un enthousiasme pour l'Italie tout au long de sa vie. Hoffmann mettait particulièrement l'accent sur l'interaction artistique des éléments et s'opposait à l'adoption d'éléments de conception individuels.
En outre, il a souligné qu'un bâtiment devait s'adapter à son environnement, être conçu de manière individuelle et avoir un plan d'étage bien pensé. Hoffmann était partisan d'une construction soignée et s'opposait donc implicitement à une architecture qui poursuivait un certain style indépendamment de son objectif et de son environnement et qui se ressemblait toujours. Dans des conversations privées, Hoffmann décrivait de nombreux bâtiments de son époque comme une architecture surchargée, insensible et irréfléchie qui n'avait aucun rapport avec son environnement spatial. Au premier abord, les bâtiments d'Hoffmann apparaissent donc souvent éclectique. Cependant, cela est principalement dû à la tentative d'adaptation à l'objectif et à l'environnement. Hoffmann a tenté de trouver une voie médiane entre l'historicisme exubérant de l'époque et la construction industrielle de masse qui émergeait simultanément et dont les premiers effets ont commencé à se manifester au XIXe siècle. Il a observé que les deux étaient souvent liés, car les maisons les plus uniformes et les plus simplement construites étaient souvent ornées des décorations les plus raffinées.
Il a essayé d'offrir aux bâtiments une individualité en harmonie avec leur environnement, qui n'apparaissât cependant pas encombré. Hoffmann a suivi l'évolution des tâches qu'il a choisies, en construisant des écoles et d'autres bâtiments publics qui semblaient nécessaires à l'époque dans le cadre de l'industrialisation et de la croissance urbaine. Cependant, il était stylistiquement attaché à la tradition. Son modèle était le vieux Berlin de Karl Friedrich Schinkel et Peter Joseph Lenné. Hoffmann se situait entre les deux époques : Par ses projets de construction et leur conception conviviale et lumineuse pour des utilisateurs souvent pauvres, il a préparé la métropole mondiale émergente de Berlin pour l'avenir. Cependant, son style et ses méthodes de travail étaient encore souvent ancrés dans le XIXe siècle et assez souvent compris comme une déclaration contre la modernité. Il s'est opposé aux méthodes de construction produites industriellement, misant sur une construction artisanale proche d'un historicisme modéré et du Heimatstil. Il s'est élevé contre le modernisme « dans sa forme extérieure », mais a essayé, avec ses bâtiments, de donner aux enfants, aux malades et à d'autres personnes des « impressions amicales » ou « un foyer loin de la maison », ce dont ils avaient précisément besoin dans l'ère moderne qui déferlait autour d'eux. Lorsqu'il a pris ses fonctions, il a décrit son programme comme suit : « me mettre à la place de la personne pour laquelle le bâtiment est construit et me demander si l'élève, le pompier, le juge ou le malade pourrait se sentir bien dans ces murs ».

## Après coup
Alors qu'Hoffmann avait pu compter sur l'appui et le soutien de l'empereur, des maires libéraux de Berlin et des sociaux-démocrates du conseil municipal sous l'Empire, la situation changea rapidement après la Première Guerre mondiale et son départ du pouvoir en 1924. Les premières critiques virulentes se manifestèrent déjà dans la conception du nouvel opéra royal par les architectes indépendants et dans la poursuite de la construction du musée Pergamon, ce qui entraîna un conflit permanent entre Hoffmann et Wilhelm von Bode. Cependant, ce n'était pas encore une critique fondamentale du style d'Hoffmann. Lorsqu'il quitte ses fonctions, l'évaluation de son travail dans la presse est largement positive. Le fait qu'il ait été un « enfant de son temps » implique qu'un autre temps viendrait...

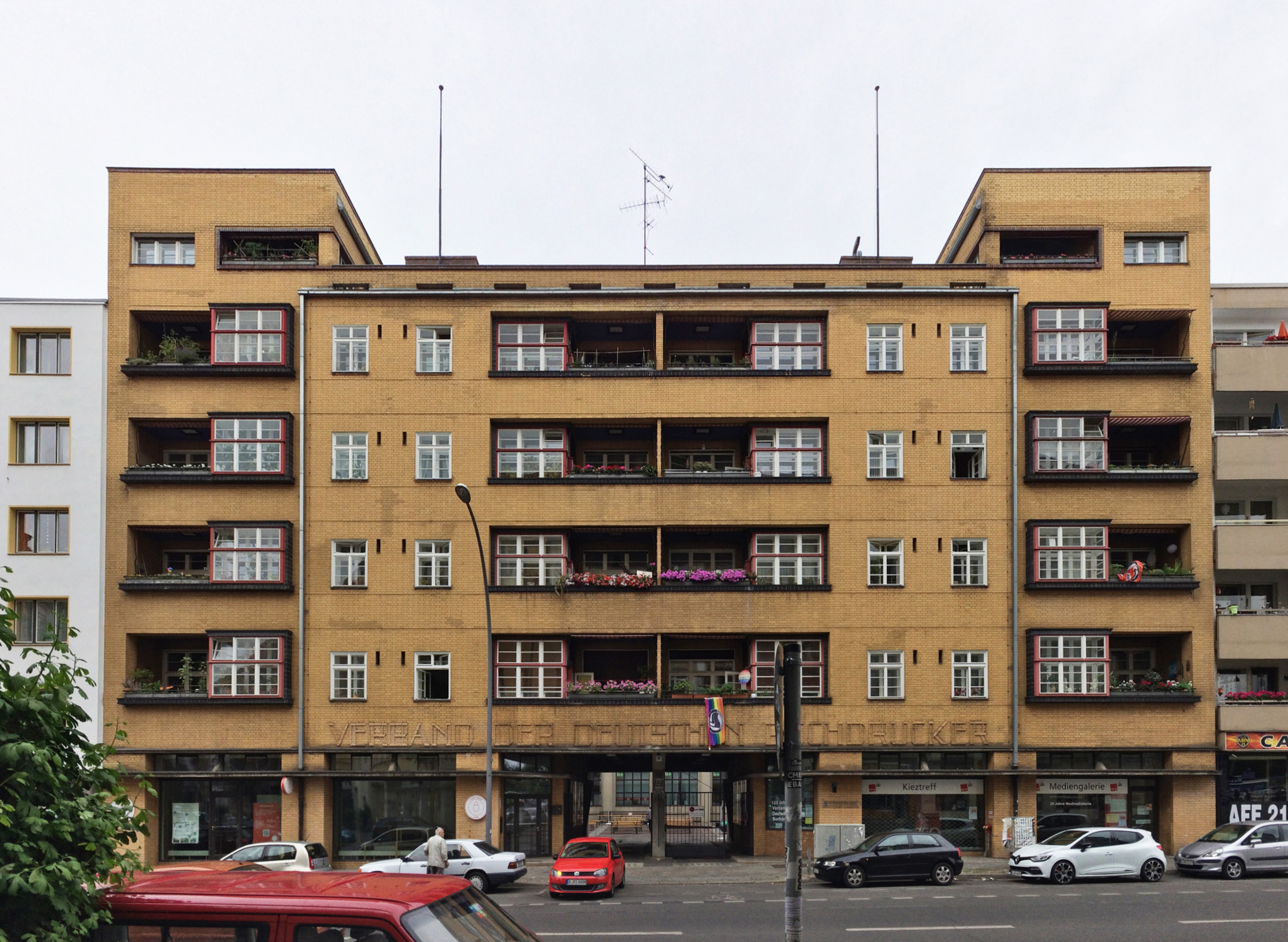
Le Buchdruckerhaus de Max Taut (1924-1926) est le premier bâtiment à déclencher le conflit entre Hoffmann et les architectes du modernisme.

Les critiques à l'égard de Hoffmann se sont intensifiées en raison de son activité au sein de la commission pour la préservation du statut local. Elle s'enflamme d'abord violemment à propos du rejet par Hoffmann de la Buchdruckerhaus de Max Taut. C'est là que l'Association des architectes allemands (de) dirigé par Erich Mendelsohn et Hans Poelzig rédige une déclaration dirigée contre « les décisions unilatérales et condescendantes des autorités ». Ceci a été généralement compris comme une attaque contre Hoffmann ce qui était son but. Dans la suite du conflit, Hoffmann a été attaqué personnellement. C'est à partir du groupe d'architectes entrés en conflit avec Hoffmann en particulier que s'est formée plus tard l'association d'architectes Der Ring, qui était dirigée contre Hoffmann.
Les critiques se sont également montrées de plus en plus sévères à l'égard des travaux antérieurs d'Hoffmann. Dans Das Kunstblatt, Paul Westheim (de) attribue à ses bâtiments une apesanteur architecturale, qu'il interprète comme un éclectisme cultivé qui fait de lui un architecte médiocre au progrès tempéré. Le jugement d'Adolf Behne dans Die Weltbühne, qui a critiqué les bâtiments comme des dessins de façade négligeant la réalité, était encore plus sévère. Comme dans le conflit avec le conseil de la construction de la ville, les jeunes architectes en devenir du Modernisme ont résisté à Hoffmann, qui était encore influent dans la ville et était devenu l'un des derniers représentants des fonctionnaires de la construction classique. Seule la relation avec Bruno Taut est bonne ; les autres architectes de la nouvelle génération veulent se détacher le plus possible d'Hoffmann et de son influence.
Hoffmann est mort en 1932, peu après son 80e anniversaire, largement retiré de la vie publique. La mesure dans laquelle il avait déjà disparu de la mémoire est illustrée par le fait que, huit ans seulement après sa démission du poste de conseiller municipal chargé des bâtiments, pratiquement aucune nécrologie n'est parue dans les journaux. Même Adolf Behne a noté : La presse berlinoise traite avec une indifférence frappante la mort de Ludwig Hoffmann, qui a pourtant construit plus dans cette ville que tous les Schlüter, Eosander, Knobelsdorff, Gontard, Langhans et Schinkel réunis.
Dans les œuvres qui traitent de lui, la perspective des conflits des années 1920 transparaît souvent, moins celle du maître d'œuvre des années 1900, lorsque les bâtiments les plus formateurs et les plus typiques du style d'Hoffmann ont été créés. Dans la conscience publique, ce sont plutôt les bâtiments représentatifs occupant des positions remarquables dans la ville, comme le Stadthaus ou le Musée de la Marche de Brandebourg, qui étaient les plus importants, et non les bâtiments sociaux beaucoup plus typiques pour lui, comme les hôpitaux, les écoles ou les piscines. Pendant longtemps, l'œuvre de Ludwig Hoffmann - comme toute l'architecture de l'historicisme - a été critiquée de toutes parts.
Une petite renaissance n'a commencé que plus tard. En 1956, Ludwig Mies van der Rohe, lui-même membre éminent de l'association Ring, déclara : « Oui, oui, Hoffmann, nous lui avons tous fait du tort ! ». Les premiers efforts pour ramener Hoffmann sur la scène publique ont été faits par Julius Posener à partir des années 1970. Il décrit Hoffmann comme "l'expression la plus mature et la plus riche des aspirations officielles de l'époque". En 1977, à l'initiative de Posener, l'Académie des arts de Berlin a organisé une célébration de la 125e d'Hoffmann. Anniversaire. En 1987, le Landesarchiv de Berlin-Ouest a organisé une première exposition sur Hoffmann intitulée Wiederentdeckung eines Architekten.
Hoffmann s'est révélé plus clairement au public après le tournant politique. Depuis les années 1990, le Reichsgerichtgebäude est à nouveau utilisé comme palais de justice, pour la première fois depuis la Seconde Guerre mondiale. Une exposition a été organisée à l'occasion du centenaire de son inauguration en 1995/1996. Le Musée de la Marche de Brandebourg a été reconstruit et rénové en 1999 et est depuis mieux perçu par le public. À l'occasion du 150e anniversaire et 70e anniversaire de sa mort en 2002, l'Association d'architecture et d'ingénierie et le Landesarchiv Berlin ont organisé l'exposition « Ludwig Hoffmann. Architecte municipal de la ville de Berlin. 1896-1924 ». L'Académie des arts s'y associe la même année avec une exposition au Künstlerhof Buch Stadtbaurat Ludwig Hoffmann, 1852-1952. Bauen in Berlin und Buch. À Berlin, seuls le pont sur le canal de Westhafen illustré ci-dessus, l'école primaire Ludwig Hoffmann à Berlin-Friedrichshain et le quartier Ludwig Hoffmann (qui faisait autrefois partie de la clinique Buch) à Berlin-Buch portent son nom à ce jour (en 2019). En raison de la renommée d'architecte vedette qu'Hoffmann possédait à l'époque où il était actif, il n'y a guère de souvenirs ou d'hommages à Hoffmann dans la ville par rapport à d'autres architectes importants de l'époque.
Ludwig Hoffmann a été enterré dans l'Alte Friedhof (de) de Darmstadt (lieu de sépulture : I Mauer 27). Sa succession est conservée au Landesarchiv de Berlin depuis 1989.

## Distinctions
Les distinctions étaient initialement limitées à la période pendant et directement après l'activité d'Hoffmann. En 1901, il reçoit une petite médaille d'or à la Grande exposition d'art de Berlin et une grande médaille d'or en 1909. En 1906, il reçoit le titre de « Geheimer Baurat ». Avec son ami Alfred Messel, il recevra le doctorat honoris causa de l'université de technologie de Darmstadt en 1906. La même année, l'Académie des arts de Berlin le nomme membre titulaire. En 1913, il a été élu chevalier de l'ordre Pour le Mérite. Hoffmann a reçu de nombreuses commandes prussiennes et allemandes. En 1917, il reçoit un autre doctorat honorifique de l'université technique de Vienne. Lorsque Ludwig Hoffmann prend sa retraite en 1924, la ville de Berlin lui décerne sa citoyenneté d'honneur (de). Le 30 juillet 1932, la ville de Darmstadt a également suivi avec une citoyenneté d'honneur.
Au XXIe siècle, son nom est porté par l'école primaire Ludwig Hoffmann de la Lasdehner Straße (de) à Berlin-Friedrichshain, le quartier Ludwig Hoffmann de Heilanstalten in Berlin-Buch (de), ainsi que le Ludwig-Hoffmann-Brücke (de) dans Berlin-Moabit.

## Aperçu des travaux

### Bâtiments (sélection)

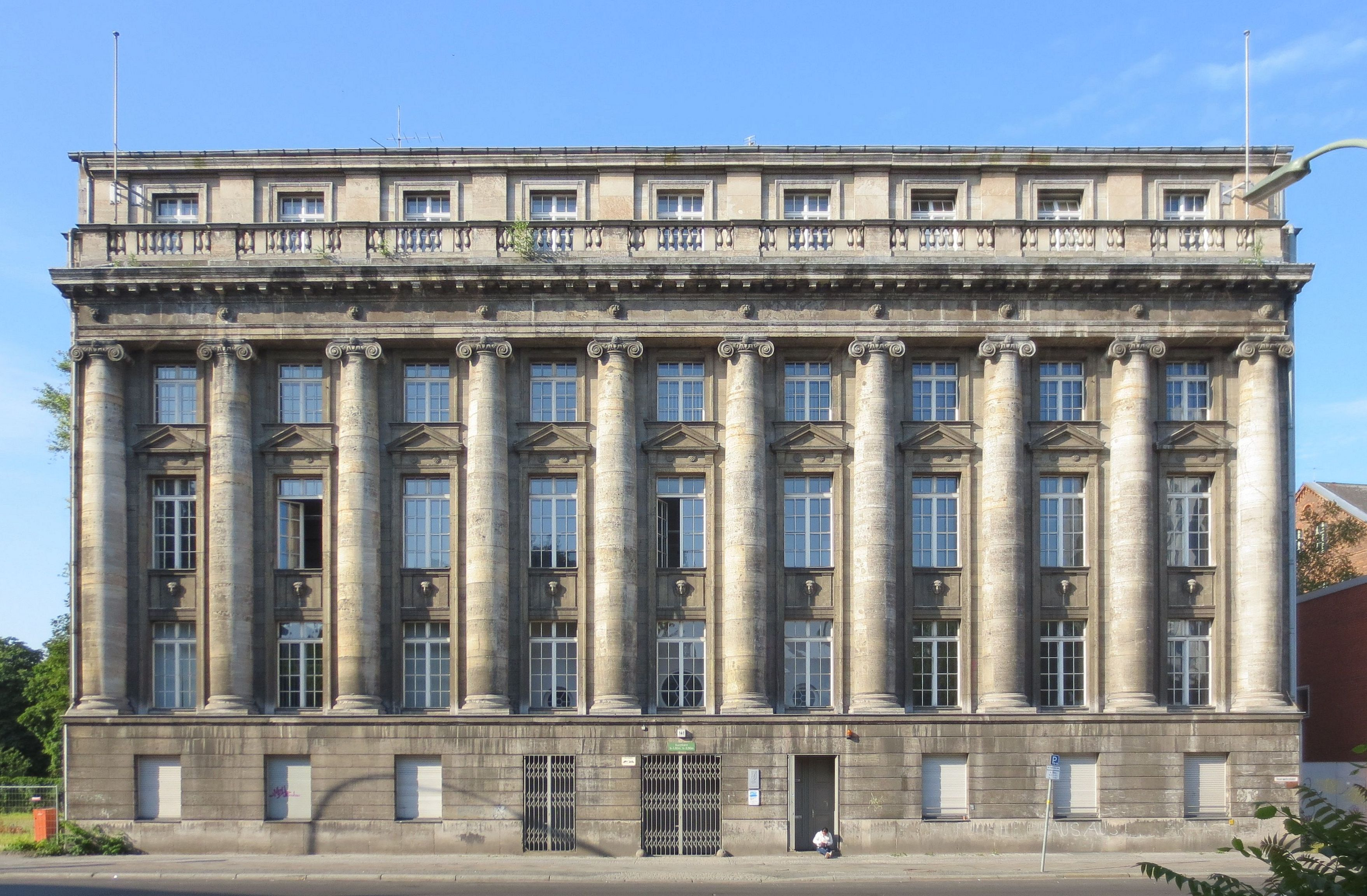
Baugewerkschule Kurfürstenstraße

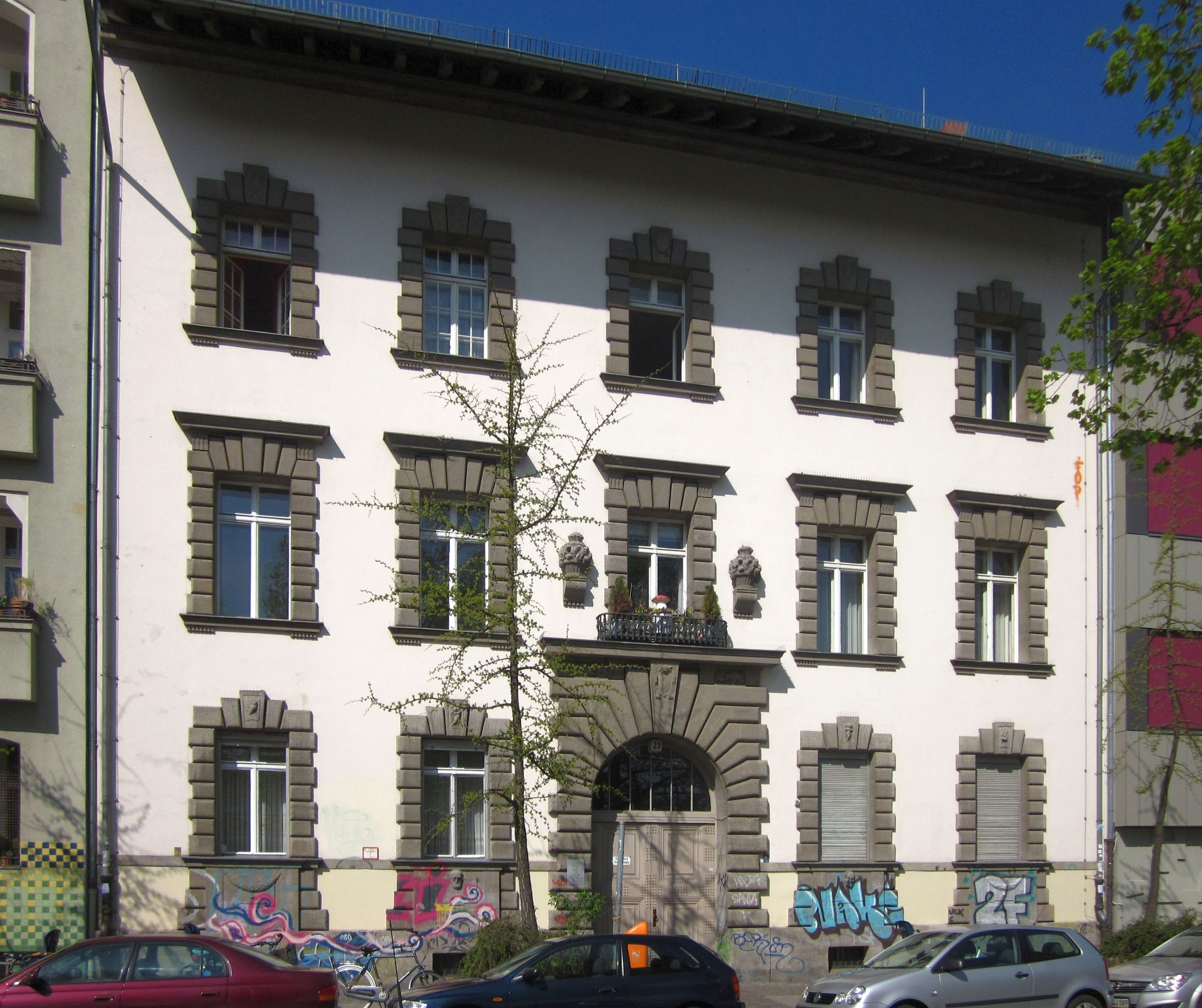
Friedrichs-Realgymnasium, résidence des directeurs

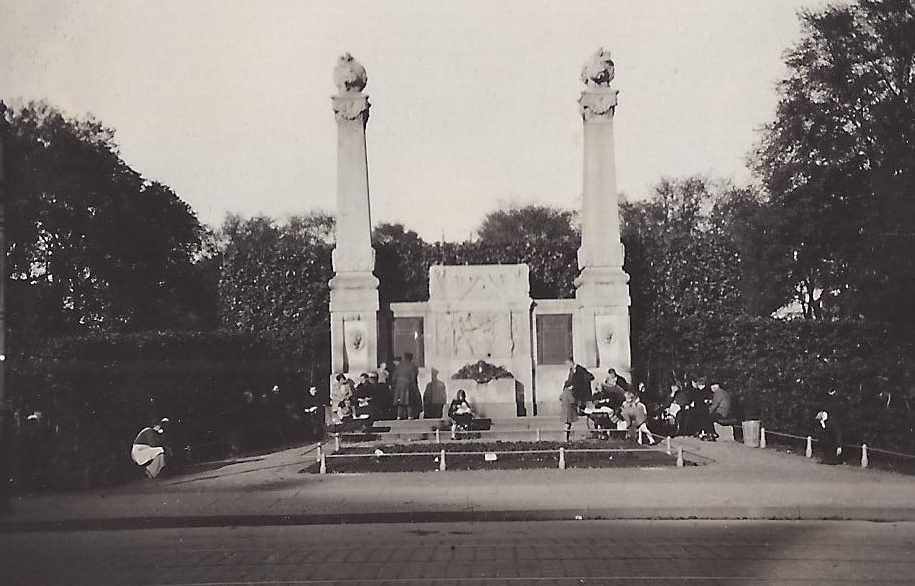
Fontaine des pompiers de Kreuzberg

Hoffmann a été responsable d'environ 150 projets de construction publique lorsqu'il était conseiller municipal chargé de la construction. Parmi ceux-ci, 69 étaient des écoles. Dans les quartiers berlinois de Friedrichshain-Kreuzberg, Mitte et Pankow, il reste encore aujourd'hui une centaine de bâtiments d'Hoffmann, dont la plupart sont classés protection du patrimoine culturel.
- 1887–1895: Reichsgerichtsgebäude (de) à Leipzig (avec Peter Dybwad)
- 1897–1901: Alsenbrücke (de) à Berlin-Moabit (démoli pour l'expansion du Humboldthafen (de).)
- 1898–1901: Volksbadeanstalt Baerwaldstraße à Berlin-Kreuzberg
- 1898–1900: École communale de la Wilmsstraße avec bibliothèque publique, première école qu'il a achevée.
- 1898–1901: Volksbad Dennewitzstraße (de) (détruit)
- 1899–1901: Wohnhaus Dennewitzstraße (autrefois avec entrée aux bains)
- 1899–1907: Hôpital Rudolf Virchow dans Berlin-Wedding
- 1899–1902: Volksbadeanstalt Oderberger Straße dans Berlin-Prenzlauer Berg
- 1900–1907: Heilanstalten in Berlin-Buch (de)
- 1901–1907: Musée de la Marche de Brandebourg à Berlin, Am Köllnischen Park 5
- 1902–1911: Ancien hôtel de ville
- 1902: Feuerwehrbrunnen (de), Berlin-Kreuzberg
- 1904–1907: Bâtiment administratif et deux maisons de soins pour l'Hôpital de Moabit
- 1905–1908: Bains publics de la Gerichtstraße
- 1905–1909:  Maison de retraite de Buch
- 1907–1908: 239. und 296. Gemeindeschule (de) Christburger Straße in Berlin-Prenzlauer Berg
- 1907–1909: Bâtiment administratif de l'usine à gaz municipale (de) à Berlin-Mitte (aujourd'hui siège de la BEST- école supérieure de commerce Gustav Adolf Sabel (de))
- 1907–1909: Kaiserin-Auguste-Viktoria-Haus (de), Berlin-Charlottenbourg, Heubnerweg 6/10 (de nos jours représentation de l'ESCP Business School à Berlin)
- 1907–1913: Märchenbrunnen im Volkspark Friedrichshain (de)
- 1908–1910: Complexe scolaire Zeppelinplatz : École municipale École secondaire technique, XIVe école secondaire
- 1908–1910: Immeuble de bureaux de l'Albrechtstraße (de), aujourd'hui ambassade d'Ukraine en Allemagne
- 1909–1910: Feuerwache Schillerpark (de)
- 1909–1914: Heilanstalten in Berlin-Buch (de)

- 1909–1914: Höhere Webschule Berlin, Warschauer Platz (1919 als Université des sciences appliquées de Berlin (de) bezogen)
- 1910–1930: Construction du Musée de Pergame à Berlin d'après un projet d'Alfred Messel. Wilhelm Wille (de) a également joué un rôle important

- 1911: Tombe de Paul Singer
- 1911–1915: Baugewerkschule Kurfürstenstraße
- 1912–1913: Inselbrücke à Berlin-Mitte
- 1912–1915: Caserne de pompiers de la Stockholmer Straße
- 1924–1925: Strandbad Wannsee (de)

Dans le musée d'architecture de l'Université technique de Berlin se trouvent plus de 1100 références (tel qu'en novembre 2016) à Ludwig Hoffmann.
Une liste assez complète des bâtiments de Ludwig Hoffmann peut être consultée à l'adresse suivante : www.bildindex.de (Kunst und Architektur).

### Essais
En 1884 est ouvert un projet de concours commun à Hoffmann et Emanuel Heimann pour le développement de l'Île aux Musées.

### Publications
- Der Reichsgerichtsbau zu Leipzig. Gesamtansichten und Einzelheiten nach den mit Maßen versehenen Original-Zeichnungen der Fassaden und der Innenräume, sowie Naturaufnahmen der bemerkenswertesten Teile dieses in den Jahren 1887 bis 1895 errichteten Gebäudes. 2 volumes, Verlag Bruno Hessling, Berlin 1898.

Hoffmann a repris l'idée et la forme de la publication sur le palais de justice de Leipzig lorsqu'il était directeur de l'urbanisme de Berlin et a publié la série Nouveaux bâtiments dans la ville de Berlin. Onze volumes sont parus entre 1902 et 1912, couvrant presque tous les bâtiments d'Hoffmann jusqu'en 1912. En plus de petites sections de texte, les volumes contiennent principalement des planches illustrées. Les volumes ont été publiés par Bruno Hessling jusqu'en 1904 et par Ernst Wassmuth à partir de 1904.
- Neubauten der Stadt Berlin. Gesamtansichten und Einzelheiten nach den mit Maßen versehenen Original-Zeichnungen der Fassaden und der Innenräume sowie Naturaufnahmen der bemerkenswertesten Teile der seit dem Jahre 1897 in Berlin errichteten städtischen Bauten. Vol. 1–11, Bruno Hessling, Berlin/New York 1902–1912.

Une réimpression élargie du livre de Ludwig Hoffmann Neubauten der Stadt Berlin, Bruno Hessling, Berlin 1902, a été publiée par l'Académie d'architecture de la RDA:
- Architektur von Ludwig Hoffmann (1852-1932) in Berlin. Reprint mit einem Geleitwort des Präsidenten der Bauakademie der DDR, Hans Fritsche (de). Introduction Hans-Joachim Kadatz, éditeur: Bauakademie der Deutschen Demokratischen Republik, Verlag Bauinformation, Berlin 1987.

Hoffmann a laissé derrière lui une transcription de ses mémoires. Un extrait du manuscrit de 241 pages a été publié en 1960 avec l'autorisation de sa veuve :
- Geschmacksinseln in Berlin. Aus den Lebenserinnerungen des Berliner Stadtbaurats. Dans Landesgeschichtliche Vereinigung für die Mark Brandenburg (de) (éd.): Jahrbuch für Brandenburgische Landesgeschichte  (ISSN 0447-2683), 11e volume (1960), pp. 14; edoc.hu-berlin.de (PDF; 20 MB)

Le texte complet, à l'exception de quelques passages familiaux, a été publié par Wolfgang Schäche avec le soutien de la fille de Ludwig Hoffmann, Annamarie Mommsen (1903-2000), en 1983. Une deuxième édition a paru en 1996 :
- Lebenserinnerungen eines Architekten. Édité et publié à partir de la succession par Wolfgang Schäche. Avec une préface de Julius Posener. Les bâtiments et les monuments d'art de Berlin. Supplément 10, Gebr. Mann Verlag Berlin 1983,  (ISBN 3-7861-1388-2).

Autres textes d'Hoffman :
- Architektonische Wirkungen. Dans Wasmuths Monatshefte für Baukunst 1, 1914, pp. 3.

- Ein Blick nach Alt-Berlin, dans Wasmuths Monatshefte für Baukunst 2, 1915/16, pp. 261.

- Höhere Webschule am Warschauer Platz. Dans Wasmuths Monatshefte für Baukunst 2, 1915/16, pp. 481.

- Das Genesungsheim in Buch. Dans Wasmuths Monatshefte für Baukunst 6, 1921, pp. 327.

Julius Posener a inclus le discours de Hoffmann lors de la fête de Schinkel à l'Association des architectes de Berlin le 13 mars 1898 dans son volume de 1981 intitulé Festreden, Schinkel zu Ehren.
- Über das Studium und die Arbeitsweise der Meister der italienischen Renaissance. Dans Festreden, Schinkel zu Ehren, 1846–1980, sélectionnés et présentés par Julius Posener, publiés par l'Association des architectes et ingénieurs de Berlin, Berlin 1981, pp. 236.